# Moldavsko
Moldavsko, oficiálně Moldavská republika (rumunsky Republica Moldova), je východoevropský vnitrozemský stát na severovýchodním okraji Balkánu. Moldavsko sousedí na západě s Rumunskem a na severu, východě a jihu s Ukrajinou. Na východní hranici s Ukrajinou leží za řekou Dněstr neuznaný separatistický stát Podněstří. Mírně zvlněná krajina má mírné kontinentální podnebí. Dělí se na 32 rajónů, na ploše asi 34 000 km² žije 2,4 milionu obyvatel. Hlavním a největším městem je Kišiněv, mezi další významná města patří Bălți, Ungheni a Cahul. Většinu obyvatel země tvoří Moldavané, největšími etnickými menšinami jsou Rumuni a Ukrajinci. Úředním jazykem je rumunština, dříve nazývaná moldavštinou, drtivá většina obyvatel se hlásí k pravoslaví.
Většina moldavského území byla součástí Moldavského knížectví od 14. století až do roku 1812, kdy byla Osmanskou říší (jejímž vazalem Moldávie byla) postoupena Ruské říši a stala se známou jako Besarábie. V roce 1856 byla jižní Besarábie vrácena Moldavsku, které se o tři roky později spojilo s Valašskem a vytvořilo Rumunsko, ale v roce 1878 byla nad celým regionem obnovena ruská vláda. Během ruské revoluce v roce 1917 se Besarábie nakrátko stala autonomním státem v rámci Ruské republiky. V únoru 1918 vyhlásila nezávislost a později téhož roku se na základě hlasování svého shromáždění začlenila do Rumunska. Toto rozhodnutí bylo zpochybněno sovětským Ruskem, které v roce 1924 zřídilo v rámci Ukrajinské sovětské socialistické republiky takzvanou Moldavskou autonomní republiku na územích částečně obývaných Moldavany na východ od Besarábie. V roce 1940 bylo Rumunsko v důsledku paktu Molotov-Ribbentrop nuceno postoupit Besarábii a severní Bukovinu Sovětskému svazu, což vedlo ke vzniku Moldavské sovětské socialistické republiky (Moldavská SSR).
Dne 27. srpna 1991, kdy probíhal rozpad Sovětského svazu, vyhlásila Moldavská SSR nezávislost a přijala název Moldavsko. Pás moldavského území na východním břehu Dněstru je však od roku 1990 pod faktickou kontrolou separatistické vlády Podněstří. V roce 1994 byla přijata moldavská ústava a země se stala parlamentní republikou s prezidentem jako hlavou státu a premiérem v čele vlády. Za prezidentství Maii Sanduové, zvolené v roce 2020 na prozápadní a protikorupční kandidátce, usiluje Moldavsko o členství v Evropské unii a v červnu 2022 získalo status kandidátské země. Sanduová rovněž navrhla ukončení moldavského ústavního závazku vojenské neutrality ve prospěch užšího spojenectví s NATO a důrazně odsoudila ruskou invazi na sousední Ukrajinu. V červnu 2024 zahájilo Moldavsko přístupové rozhovory o vstupu do EU.
Moldavsko je unitární parlamentní republikou s prezidentem jako ceremoniální hlavou státu, zákonodárnou moc má jednokomorový parlament. Republika je po Ukrajině druhou nejchudší zemí v Evropě podle hrubého domácího produktu na obyvatele a velkou část jeho hrubého domácího produktu tvoří sektor služeb. Má jeden z nejnižších indexů lidského rozvoje v Evropě a na světě je na 76. místě (2022). V globálním inovačním indexu je Moldavsko k roku 2023 na 60. místě na světě. Moldavsko je členským státem Organizace spojených národů, Rady Evropy, Světové obchodní organizace, Organizace pro bezpečnost a spolupráci v Evropě, GUAM – Organizace pro demokracii a ekonomický rozvoj, Organizace černomořské ekonomické spolupráce a Asociačního tria.

## Název
Název Moldavsko je odvozen od řeky Moldova (německy Moldau), jejíž údolí sloužilo jako politické centrum v době založení Moldavského knížectví v roce 1359. Původ názvu řeky zůstává nejasný. Podle legendy, kterou vyprávějí moldavští kronikáři Dimitrie Cantemir a Grigore Ureche, pojmenoval řeku kníže Dragoș podle lovu na pratury: po honbě se v řece utopil vyčerpaný knížecí ohař Molda (Seva). Jméno psa, které řeka získala, se rozšířilo na celé knížectví.
V 90. letech 20. století, při vzniku Společenství nezávislých států, se název současné Moldavské republiky krátce psal také Moldávie, po rozpadu Sovětského svazu se začal používat rumunský název Moldova. Oficiálně název používaný v České republice je Moldavská republika, stejně je označována i Organizací spojených národů.

## Historie
Historie Moldavska sahá až do 50. let 13. století, kdy bylo založeno Moldavské knížectví, středověký předchůdce dnešního Moldavska a Rumunska. Od roku 1538 až do 19. století bylo knížectví vazalem Osmanské říše. V roce 1812, po jedné z několika rusko-tureckých válek, byla východní polovina knížectví, Besarábie, připojena k Ruské říši. V roce 1918 se Besarábie nakrátko osamostatnila jako Moldavská demokratická republika a na základě rozhodnutí parlamentu (Sfatul Țării) se spojila s Rumunskem. Během druhé světové války byla okupována Sovětským svazem, který ji od Rumunska získal zpět. Do rozpadu Sovětského svazu k němu byla připojena jako Moldavská sovětská socialistická republika. V roce 1991 země vyhlásila nezávislost pod názvem Moldavská republika.

### Pravěk a starověk

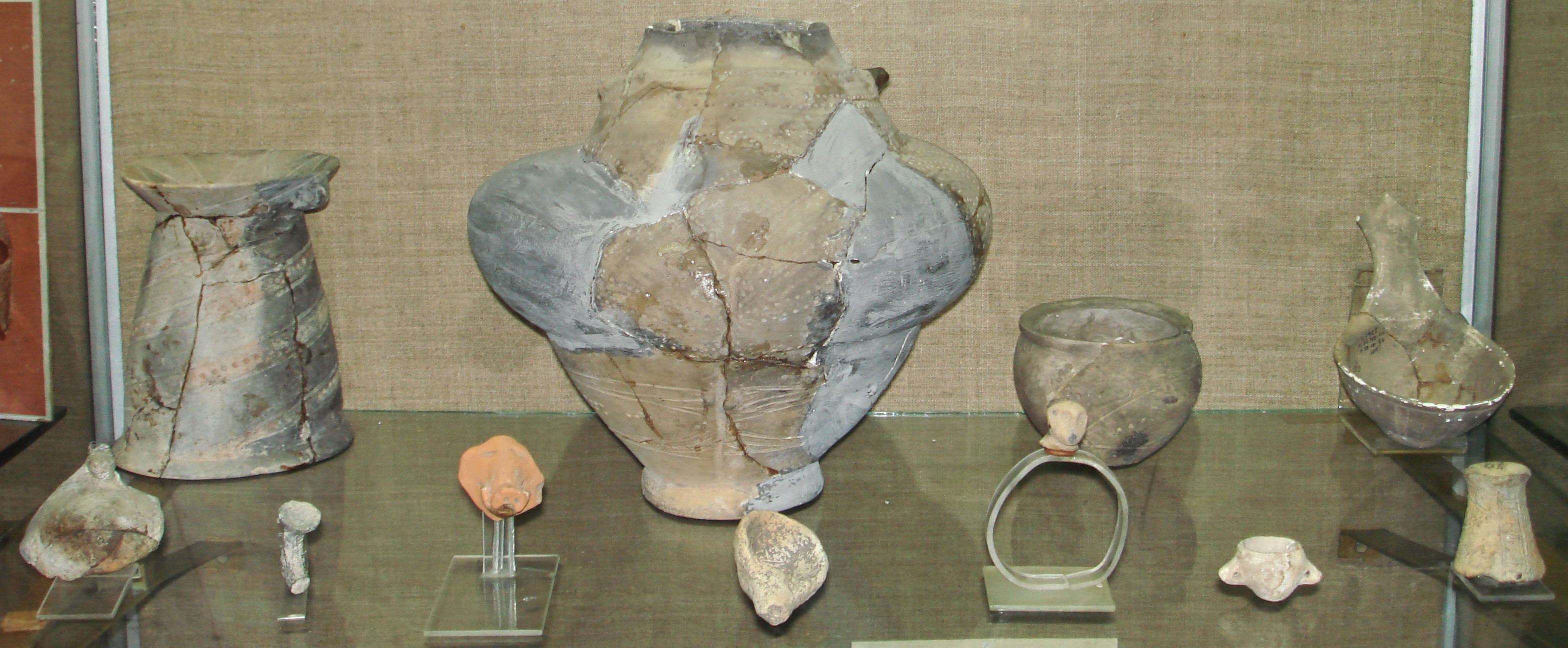
Cucutensko-tripolská keramika nalezená v Moldavsku

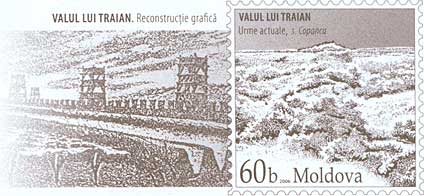
Trajánův val na moldavské poštovní známce

V roce 2010 byly na moldavském území objeveny oldovanské pazourkové nástroje staré 800 000–1,2 milionu let. Homo sapiens se v oblasti objevil zhruba před 44 000 lety.
V neolitu (asi 5500 až 2750 př. n. l.) se na moldavském území rozvíjela cucutensko-tripolská kultura. V období antiky oblast obývali Dákové a Karpové. Mezi 1. a 7. stoletím se oblast dostala pod kontrolu Římské říše. Nejvýznamnější památkou na římské časy v Moldavsku jsou zbytky Trajánova valu. Po rozdělení Říma se oblast dostala pod kontrolu Východořímské, posléze tedy Byzantské říše.
V pozdním starověku a raném středověku historikové zaznamenávají nesčetně invazí: Gótů, Hunů, Avarů, Bulharů, Maďarů, Pečeněhů, Kumánů, Mongolů, Tatarů. Okolo 11. století se významným etnikem v oblasti stali Valaši, kteří se etnicky zformovali z dáckého (a možná ilyrského) obyvatelstva, dlouho žili v archaických rodových společenstvích a obývali karpatské horské oblasti. Po sestupu z nich se pokoušeli odrazit byzantský vliv. V roce 1164 byl budoucí byzantský císař Andronikos I. Komnenos Valachy zajat právě na moldavském území. Valaši jsou dnes považováni za předky moldavského národa. Dostali se nejprve pod nadvládu mongolsko-tatarských kmenů (13. století) a posléze Uher (14. století).
Ipatěvský spis z 15. století hovoří rovněž o slovanském kmeni Bolochovců, který se měl v této oblasti v této éře pohybovat a snad mít i knížectví, někteří historikové ale jeho slovanský původ zpochybňují a domnívají se, že šlo o Valachy. Další podobnou historickou záhadou je kmen Brodníků, který se v oblasti také vyskytoval, a jehož název také svádí k tomu považovat ho za slovanský, avšak historických zdrojů je minimum.

### Moldavské knížectví

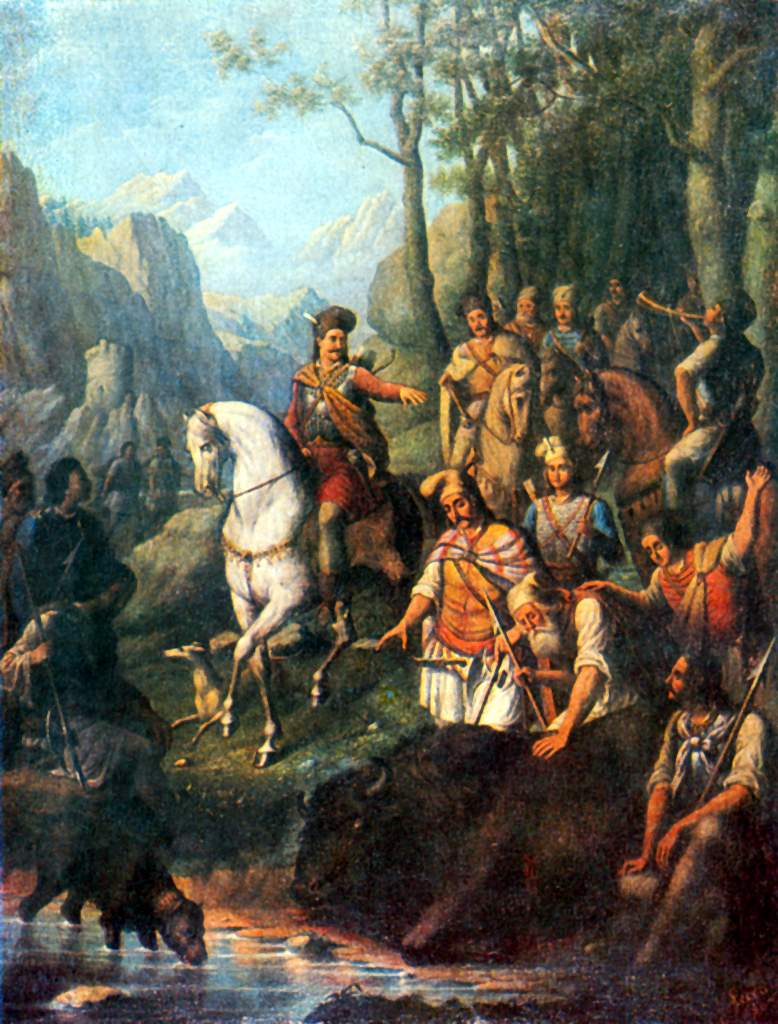
Kníže Dragoș na obraze Constantina Leccy

Prvním moldavským knížetem se roku 1359 (tradiční datace, dnes historici hovoří spíše o časnějším nástupu) stal Dragoș, který byl ještě uherským vazalem. Založil Moldavské knížectví. Hlavním městem se stal Siret, nechal ho postavit první významný kníže Bohdan I., který setřásl uherský vliv. Jeho syn a kníže Lațcu přestoupil na katolictví, aby si naklonil Poláky. Petru I. se stal roku 1387 přímo vazalem polského krále. Alexandr Dobrý je znám tím, že bojoval po boku Poláků v bitvě u Grunwaldu. Byl také prvním moldavským knížetem, který se dostal do konfliktu s Osmany, suverenitu ještě uhájil.
Jeho syn Petr III. Áron však již byl na podzim roku 1455 přinucen platit tureckému sultánovi tribut. Jeho nástupce, nejvýznamnější moldavským vládce Štěpán III. Veliký (1457–1504), se proti tomu vzbouřil a svého předchůdce sesadil z trůnu. Sultán se odhodlal moldavského panovníka podřídit si silou, Štěpán III. ho však v bitvě u Vaslui porazil.
Podpisem smlouvy a manželským svazkem syna velkoknížete Ruského impéria Ivana III. Velikého a dcery Štěpána III. Velikého byly během jeho vlády upevněny zahraničněpolitické vztahy moldavského knížectví a Ruského impéria.

### Osmanská a ruská nadvláda

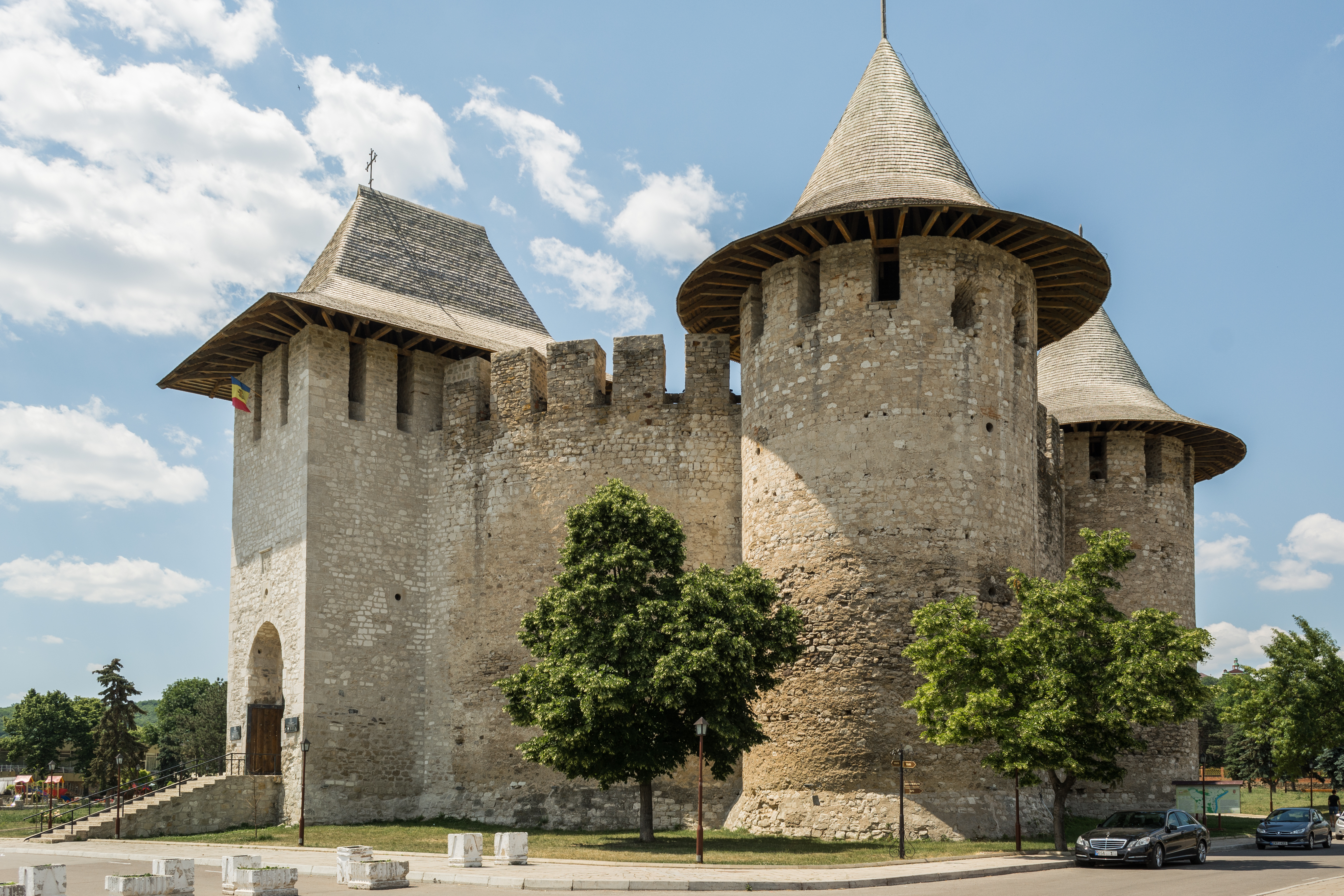
Pevnost Soroca, moldavský kníže Petru Rareș jí dal roku 1546 dnešní tvar, Jan III. Sobieski se v ní bránil před Osmany, při rusko-tureckých válkách ji využívali Rusové

Až Štěpánův nástupce uznal lenní závislost své země na Osmanské říši. Moldavského panovníka na trůn schvaloval turecký sultán. Na znak věrnosti mu knížata posílala své syny a příbuzné, kteří se v Istanbulu zdržovali jako rukojmí. V průběhu 16. a 17. století se na trůnu moldavského knížectví vystřídalo více než 50 panovníků. Ústřední moc byla slabá, v zemi vládla bojarská oligarchie – představitelé 75 nejvlivnějších šlechtických rodin.

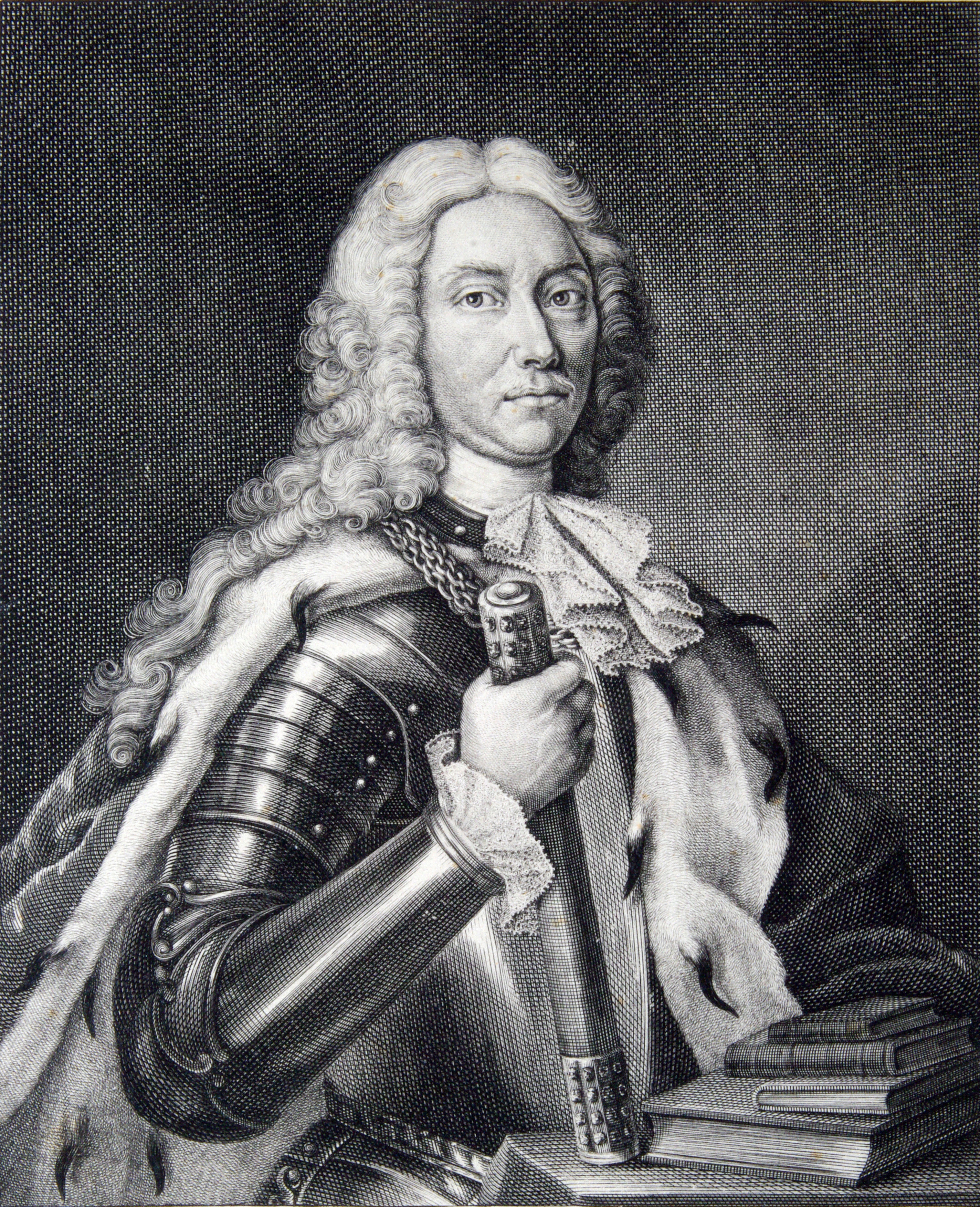
Dimitrie Cantemir

V roce 1711 se Dimitrie Cantemir s ruským carem Petrem I. Velikým dohodl na vazalském vztahu moldavského a ruského panovníka; ruský panovník navíc přislíbil obnovit hranice moldavského knížectví z doby před tureckým jařmem. Společný postup ruské a moldavské armády proti Osmanům však skončil neúspěchem a plán vazalského vztahu moldavského knížectví k ruskému nevyšel. V období rusko-tureckých válek v 18. století ruská armáda třikrát osvobozovala území Moldavska zpod nadvlády Osmanské říše. Osmani přestali věřit místní šlechtě a na klíčové mocenské pozice počali dosazovat fanarioty, k Turkům loajální Řeky z Konstantinopole.
Podle mírové smlouvy z Küçük Kaynarca z roku 1774, kterou podepsala Osmanská říše a Ruské impérium, získalo Rusko právo chránit křesťany žijící v Osmanské říši a zasáhnout v případě špatného zacházení s nimi. Osmanská říše musela moldavskému panovníkovi vrátit odebraná území a osvobodit podrobené obyvatelstvo od daní. Později od něj nemohla požadovat platbu daní během trvání rusko-turecké války v letech 1768 až 1774. Výsledkem těchto opatření bylo oslabení osmanského vlivu a posílení ekonomických vztahů s Ruským impériem. Na základě Bukurešťské smlouvy z roku 1812 bylo území Moldavska získáno Ruskem plně. Zprvu mělo velkou míru autonomie. Po roce 1828 byla tato autonomie omezována a v roce 1873 se země stala pouhou gubernií. V rámci rusifikačního procesu carská administrativa postupně odstranila rumunštinu z úřadů i církevního života.

### 19. století a 1. světová válka

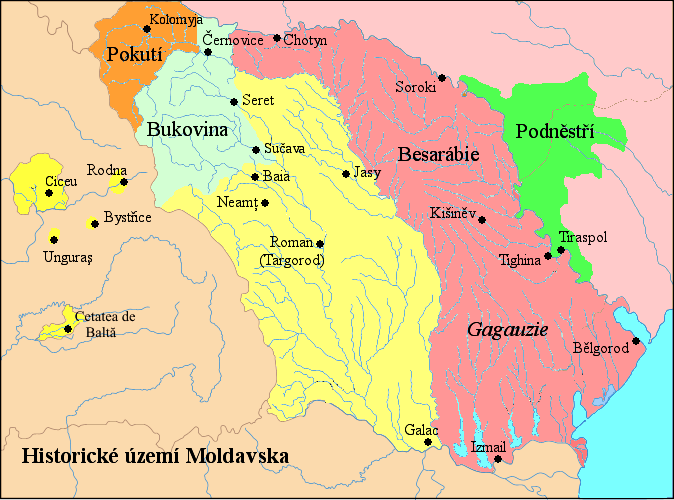
Moldavské historické území

Území dnešního Moldavska zahrnuje převážnou část Besarábie – historické ruské gubernie mezi Dněstrem, Prutem a Černým mořem, vzniklé v důsledku připojení východní části Moldavského knížectví k Ruskému impériu v roce 1812, zatímco zbylé území Moldávie se později stalo součástí Rumunska.
V roce 1856, na základě rozhodnutí kongresu v Paříži, byla jihovýchodní část Besarábie s městy Bolhrad, Izmajl a Cahul připojena k Moldavskému knížectví a v roce 1859 se v důsledku spojení Moldavska a Valašska stala součástí Spojených knížectví Moldávie a Valašska (rumunsky Principatele Unite ale Moldovei și Țării Românești, od roku 1866 Rumunské knížectví). V roce 1878, na základě rozhodnutí kongresu v Berlíně, byla opět přičleněna k Rusku.
V průběhu 19. století podporovaly ruské úřady kolonizaci Besarábie Ukrajinci, Němci, Bulhary, Poláky, Gagauzy a Židy. Rumunský podíl populace se snížil z odhadovaných 86% v roce 1816 na přibližně 52% v roce 1905. Moldavci odpověděli útoky na nejzranitelnější skupinu – Židy. Antisemitské nepokoje vedly k exodu tisíců Židů do Spojených států.

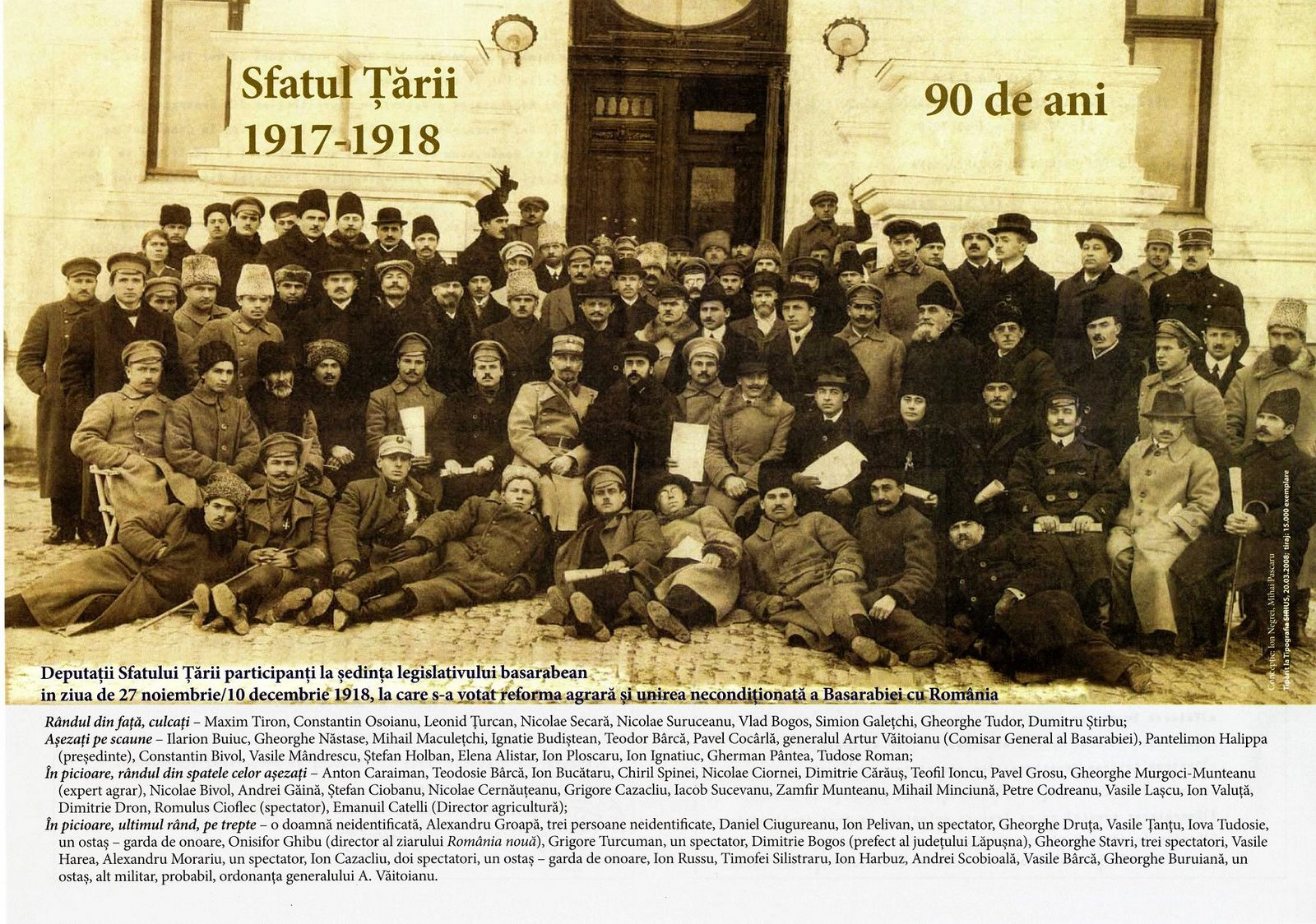
Představitelé Rady země roku 1917

V říjnu 1917 vznikla Rada země (Sfatul Țării), která vyhlásila nejprve autonomii Moldavska a následně 2. prosince 1917 i nezávislou Moldavskou demokratickou republiku. Rada poté požádala rumunskou armádu, aby obsadila Besarábii. Když se tak stalo, vyhlásila Besarábie 6. února nezávislost na Rusku a připojení k Moldavské demokratické republice. 9. dubna 1918 se Rada země rozhodla o připojení celého státu k Rumunskému království. To potvrdila i Versailleská mírová smlouva (1919), jejíž rozhodnutí však Sovětský svaz neuznával.
V meziválečném období, pod správou rumunské administrace, bylo území Besarábie rozděleno na 13 žup. Hotin (Chotim), Soroca, Bălți, Orhei, Lăpușna, Tighina, Cahul, Cetatea Albă, Ismail (Izmail), Fălciu, Iași (Jasy), Botoșani a Dorohoi.

### Sovětská nadvláda

Mapa Velkého Rumunska mezi lety 1920 a 1940

V roce 1940, na základě dohody uzavřené s Německem v srpnu 1939, SSSR obsadil celou Besarábii. Pod sovětskou správou byla severní a jižní část Besarábie (Budžak) připojena k Ukrajinské SSR, centrální část byla sloučena s Moldavskou autonomní SSR (Podněstřím). Ze sloučených oblastí vznikla Moldavská SSR. Poté, co roku 1941 Německo a Rumunsko zahájilo válku proti SSSR, obsadily Besarábii vojska fašistické koalice. Celá Besarábie se znovu ocitla pod rumunskou správou. Tento stav trval do roku 1944, kdy Rudá armáda vytlačila německá a rumunská vojska z Besarábie, jež se opět stala součástí SSSR.
Válka zemi těžce zasáhla. Do Rudé armády bylo naverbováno 256 800 Moldavanů, z nichž přes 40 procent padlo (asi 110 000). Další desetitisíce padly v řadách armády rumunské. Sovětský vůdce Stalin nechal přesídlit desetitisíce Moldavanů do Kazachstánu a Ruska. Němečtí okupanti posléze zabili asi 60 000 civilistů, značná část z nich byli místní Židé. Ve výsledku se tak po válce snížil počet obyvatel území z 2,7 milionu na 2 miliony.

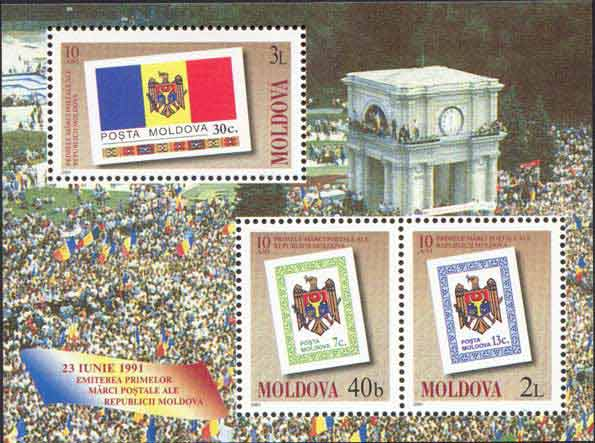
Velké národní shromáždění 27. srpna 1989

Od roku 1944 do roku 1991 bylo Moldavsko součástí Sovětského svazu jako Moldavská SSR, která byla na území Besarábie vytvořena již v roce 1940. Hegemonní silou se stala Komunistická strana Moldavska, kterou v 50. letech krátce vedl i budoucí vůdce SSSR Leonid Brežněv. Téměř dvě desetiletí stál v jejím čele jediný muž, Ivan Bodjul. Sověti po válce popravili přes 8000 Moldavanů v rámci "denacifikačního" procesu. V letech 1946-1947 vypukl v důsledku sucha hladomor, jehož obětí bylo nejméně 216 000 Moldavanů (tedy asi 10 procent obyvatel). Roku 1949 přišla největší vlna nucených deportací obyvatelstva, ty probíhaly ale kontinuálně od roku 1944 až do roku 1953. Naopak byli v Moldavsku usídlováni příslušníci jiných národů SSSR, zejména Ukrajinci, proto má Moldavsko dnes velkou ukrajinskou menšinu. Největší opoziční hnutí vzniklo roku 1969, kdy skupina studentů založila Moldavskou vlasteneckou frontu. Aktivisté byli roku 1971 pozatýkáni a odsouzeni k trestům 4–7 let. V jakési kompenzaci a k uklidnění situace uvolnilo moskevské vedení právě v tom roce miliardu rublů (přibližně 6,8 miliardy amerických dolarů v hodnotě z roku 2018) k investičním projektům v Moldávii, zejména na výstavbu v Kišiněvě. Sověti se v ideologické rovině soustředili na zdůrazňování svébytné moldavské národnosti a "moldavštiny", údajně odlišné od rumunštiny. S tím souviselo i přijetí cyrilice, kterou se Moldavanům podařilo odvrhnout až v roce 1989, mimo jiné díky tlaku velké demonstrace ze srpna 1989 nazývané obvykle "velké národní shromáždění" (Marea Adunare Națională). Změny byly umožněny reformami Michaila Gorbačova. Jejich nezamýšleným důsledkem ale bylo také zdvižení vlny nacionalismu v Moldavsku.

### Samostatnost

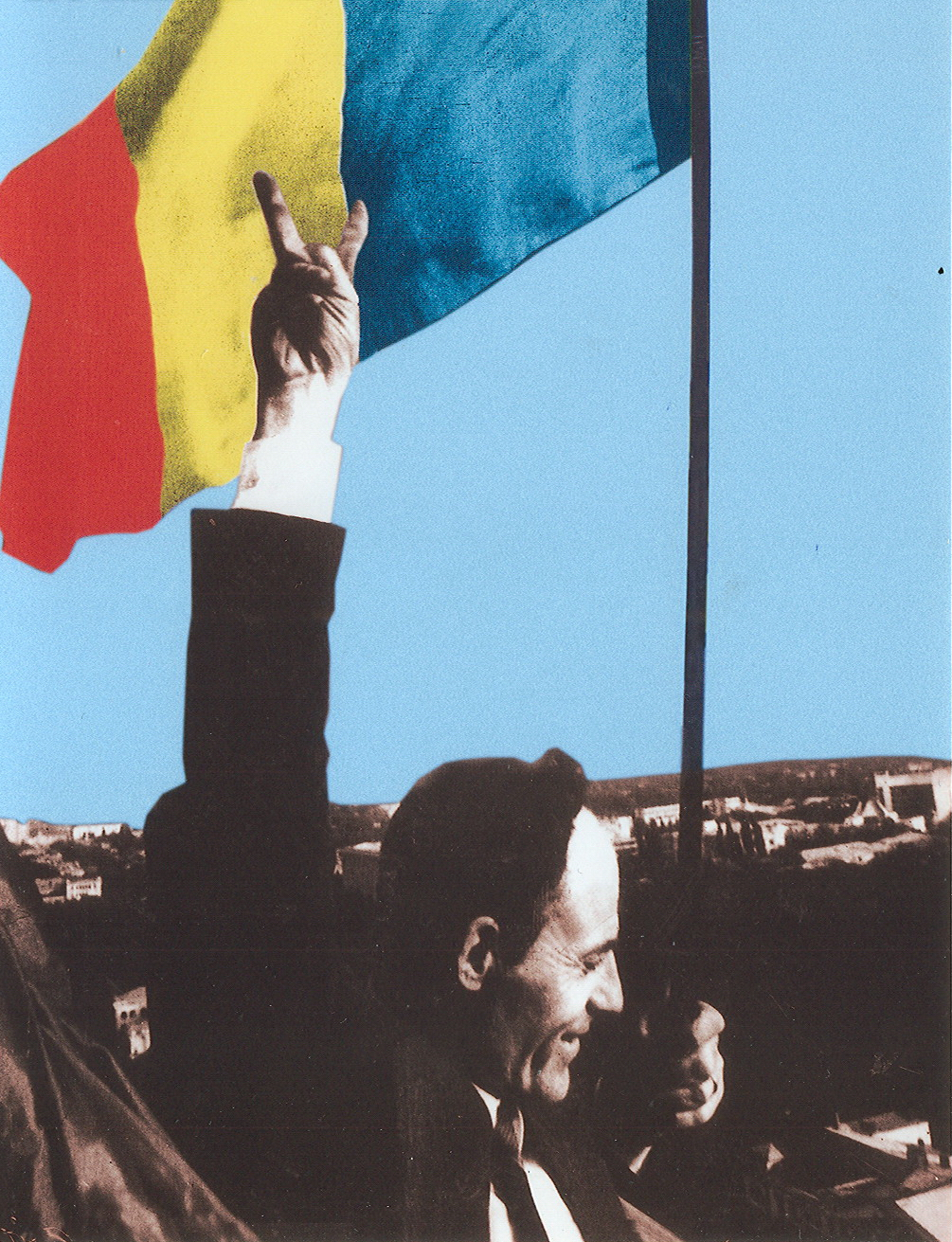
Gheorghe Ghimpu vyměnil sovětský prapor na budově parlamentu za rumunský, 27. dubna 1990

V únoru a březnu 1990 se v Moldavsku uskutečnily první svobodné volby, z nichž vzešel první demokratický premiér Mircea Druc. 23. června 1990 moldavský parlament vyhlásil "deklaraci suverenity", tedy nadřazenost moldavských zákonů nad sovětskými. 27. srpna 1991, v přímé reakci na srpnový puč konzervativních komunistů v Moskvě, vyhlásilo Moldavsko samostatnost a od Sovětského svazu se odtrhlo. Vstoupilo poté do nově vzniklého Společenství nezávislých států, odmítlo ale vstoupit do jeho vojenské části, s odkazem na svou neutralitu. Projekt Společenství ale nakonec stejně nesplnil naděje, které do něj Rusové vkládali, a brzy bylo zřejmé, že Moskva přes něj žádnou kontrolu nad bývalými koloniemi nezískala.
První léta nezávislosti vyplnily spory mezi pan-romanismem a moldovanismem, tedy spor, zda jsou Rumuny, nebo nezávislým národem Moldavanů. V roce 1994 se uskutečnilo referendum, ve kterém většina obyvatelstva odmítla spojení s Rumunskem (viz též Sjednocení Rumunska a Moldavska). Téma se ale neustále vrací a země je rozdělena na "proevropské" zastánce připojení k Rumunsku a "proruské" zastánce nezávislosti.
Dalším problémem současného Moldavska je Podněstří (moldavsky Nistreană, rumunsky Transnistria), oblast východního břehu řeky Dněstr s převahou rusky mluvícího obyvatelstva. Podněstří bylo součástí SSSR již od 20. let 20. století, v roce 1990 jako Podněsterská moldavská republika vyhlásilo nezávislost na Moldavské republice. Nezávislost Podněsterské republiky, která značně destabilizuje celý region, není mezinárodně uznávána. Rusko má v Podněstří 1500 svých vojáků.

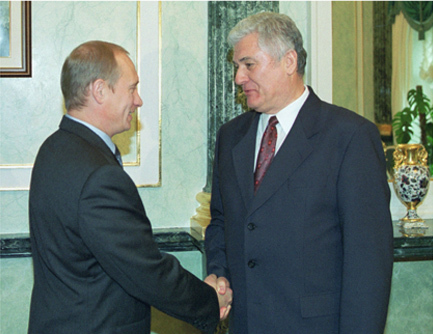
Vladimir Voronin (vpravo) s Vladimirem Putinem

V roce 2001 se Moldavsko stalo první postkomunistickou zemí, kde se nereformovaní komunisté (Strana komunistů Moldavské republiky) demokratickou cestou znovu vrátili k moci. Osm let drželi post premiéra (Vasile Tarlev, Zinaida Greceanîi), jejich předseda Vladimir Voronin navíc v letech 2001 až 2009 zastával funkci prezidenta. Komunisté byli proruští, ale proruské postoje zastávaly i jiné strany, které víceméně držely moc do roku 2021, kdy získali navrch prozápadní politici.

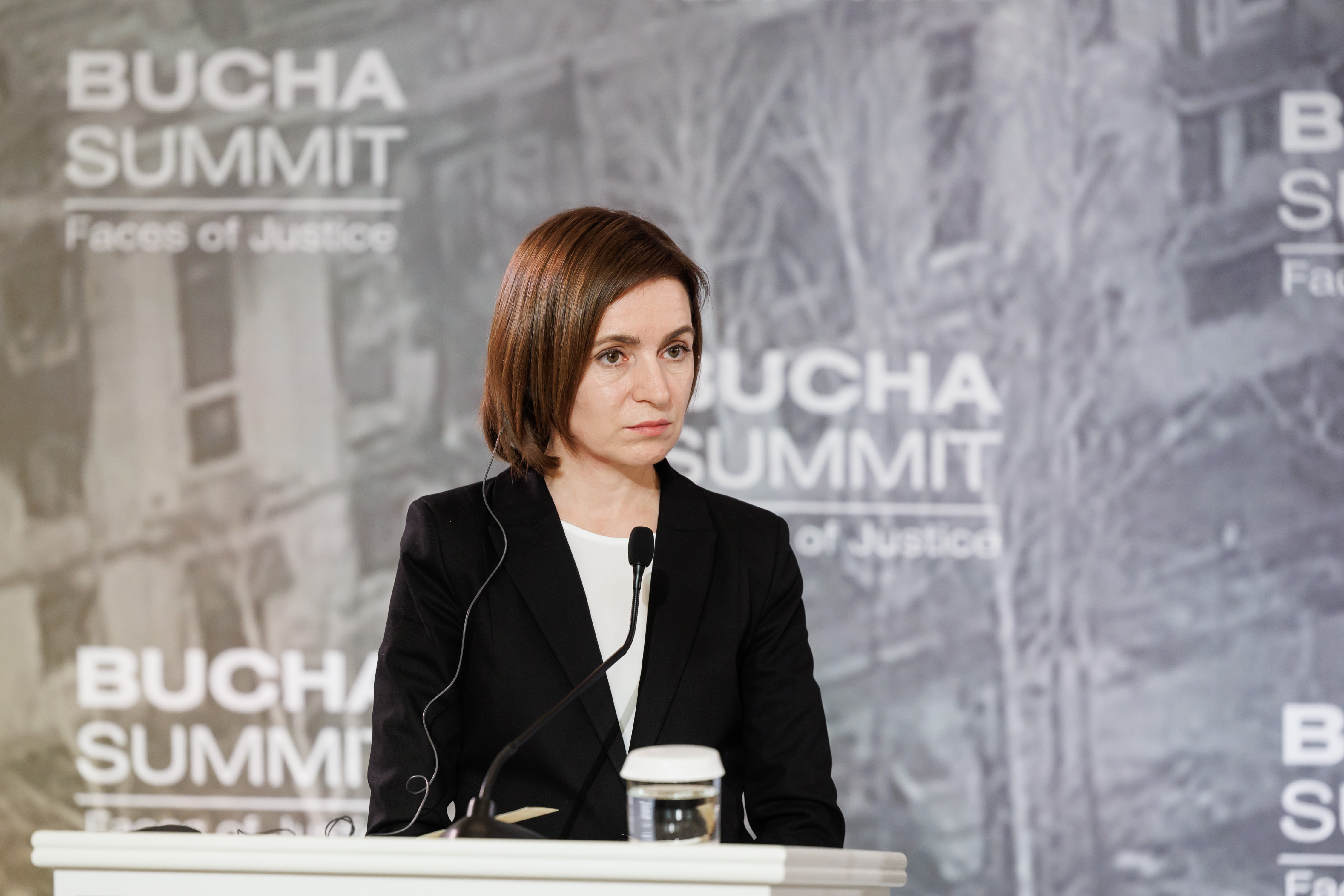
Prozápadní prezidentka Maia Sanduová na summitu připomínajícím osvobození ukrajinské Buče

Ruský vpád na Ukrajinu v roce 2022 ještě více posílil v Moldavsku proevropské tendence. Krátce po invazi podalo Moldavsko přihlášku do Evropské unie a stalo se její kandidátskou zemí. Dne 24. května 2022 byl zatčen bývalý prezident Moldavska Igor Dodon, vůdce proruské opozice. Oficiálně byl obviněn z braní úplatků. Ruský ideový vliv mělo oslabit též přejmenování úředního jazyka země v roce 2023, parlament oficiálně zrušil tzv. "moldavštinu" (sporný sovětský konstrukt) a vyhlásil za oficiální jazyk země rumunštinu. Nervozitu v zemi zvýšil fakt, že již několik ruských raket vypálených na Ukrajinu dopadlo na moldavské území, nebo přes jeho území přelétalo. Příliv ukrajinských uprchlíků dostal Moldavsko rovněž do ekonomických potíží. Moldavští prozápadní politici již několikrát od začátku ukrajinské krize vyjádřili obavy z toho, že se v zemi chystá proruský státní převrat. Ovládnutí Moldavska je podle uniklých tajných dokumentů skutečně dlouhodobým strategickým cílem Ruska. Přesto v říjnu 2024 referendum potvrdilo směřování země do Evropské unie, navzdory mohutnému protitlaku Ruska.

## Státní symboly

### Vlajka
Moldavská vlajka tvořena listem o poměru stran 1:2, se třemi svislými pruhy v barvě modré, žluté a červené, uprostřed je umístěný moldavský státní znak.

### Znak
Moldavský státní znak je tvořen heraldicky vpravo hledící zlatou orlicí s červenou zbrojí, se zlatým křížem v zobáku a olivovou ratolestí a palcátem v pařátech. Srdeční štítek na prsou zobrazuje zlatou hlavu zubra na červeno-modrém štítu, hlava má vedle sebe stříbrnou růži a měsíc, nad sebou zlatou osmicípou hvězdu.

### Hymna
Moldavská hymna je píseň Limba noastră (česky Náš jazyk). Slova napsal rumunský pravoslavný kněz moldavského původu Alexei Mateevici a hudbu složil moldavský skladatel Alexandru Cristea.

## Geografie

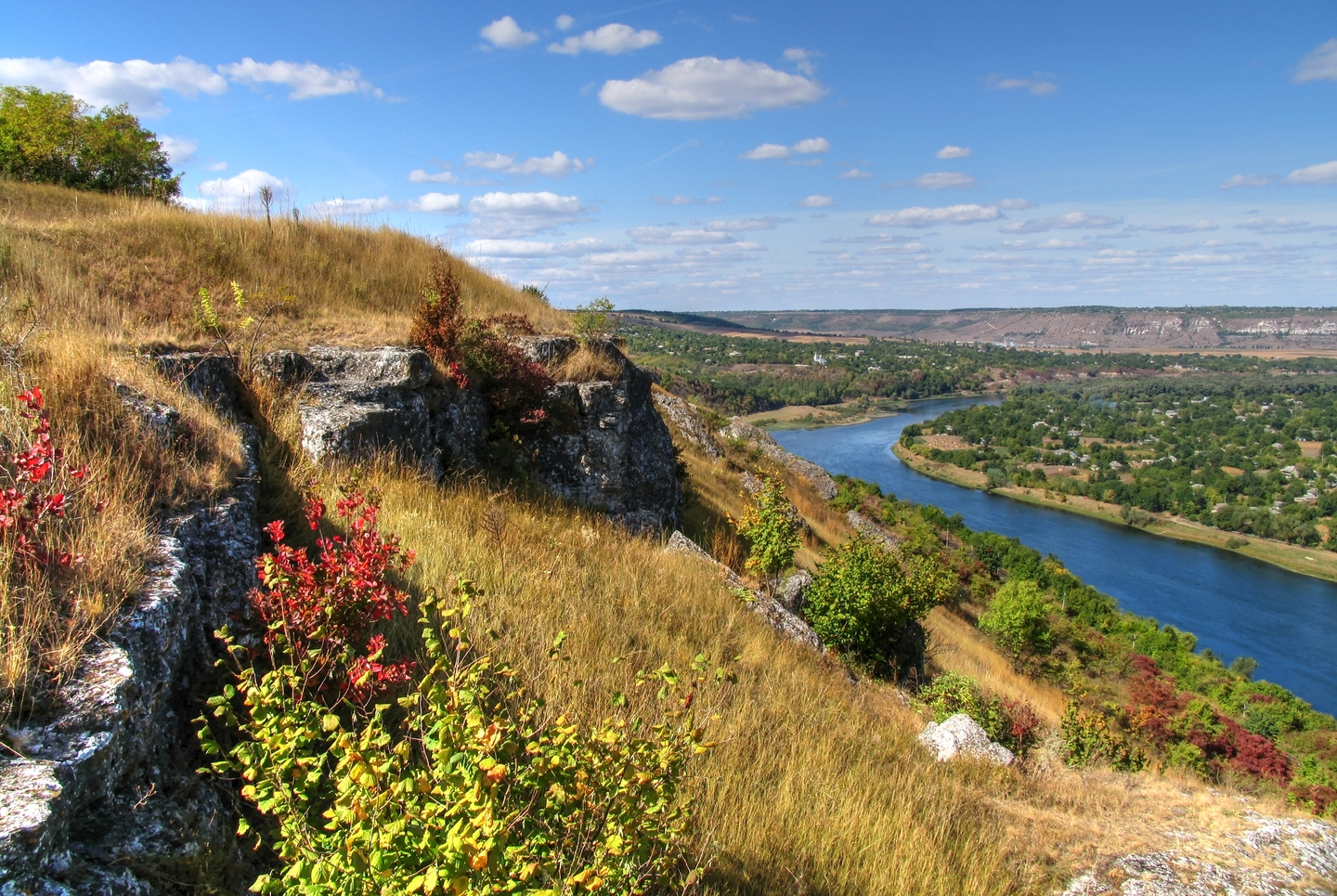
Krajina v Moldavsku s řekou Nistru (Dněstr)

Moldavsko je vnitrozemský stát ležící ve východní Evropě, na severovýchodním okraji Balkánu v povodí Černého moře, mezi 45° a 49° severní šířky a převážně mezi poledníky 26° a 30° východní délky (malá oblast leží východně od 30°). Země leží východně od Karpat a na západě sousedí s Rumunskem a na severu, východě a jihu s Ukrajinou. Celková délka státních hranic je 1 389 km, z toho 939 km s Ukrajinou a 450 km s Rumunskem. Od Rumunska je země oddělena na západě řekou Prut a na východě od Ukrajiny řekou Dněstr. Celková rozloha země je 33 843,5 km2, z toho 960 km2 tvoří vodní plochy. Největší část země (asi 88 % rozlohy) leží v Besarábii, zatímco úzký pruh na východě se nachází v neuznaném separatistickém státě Podněstří na východním břehu Dněstru.

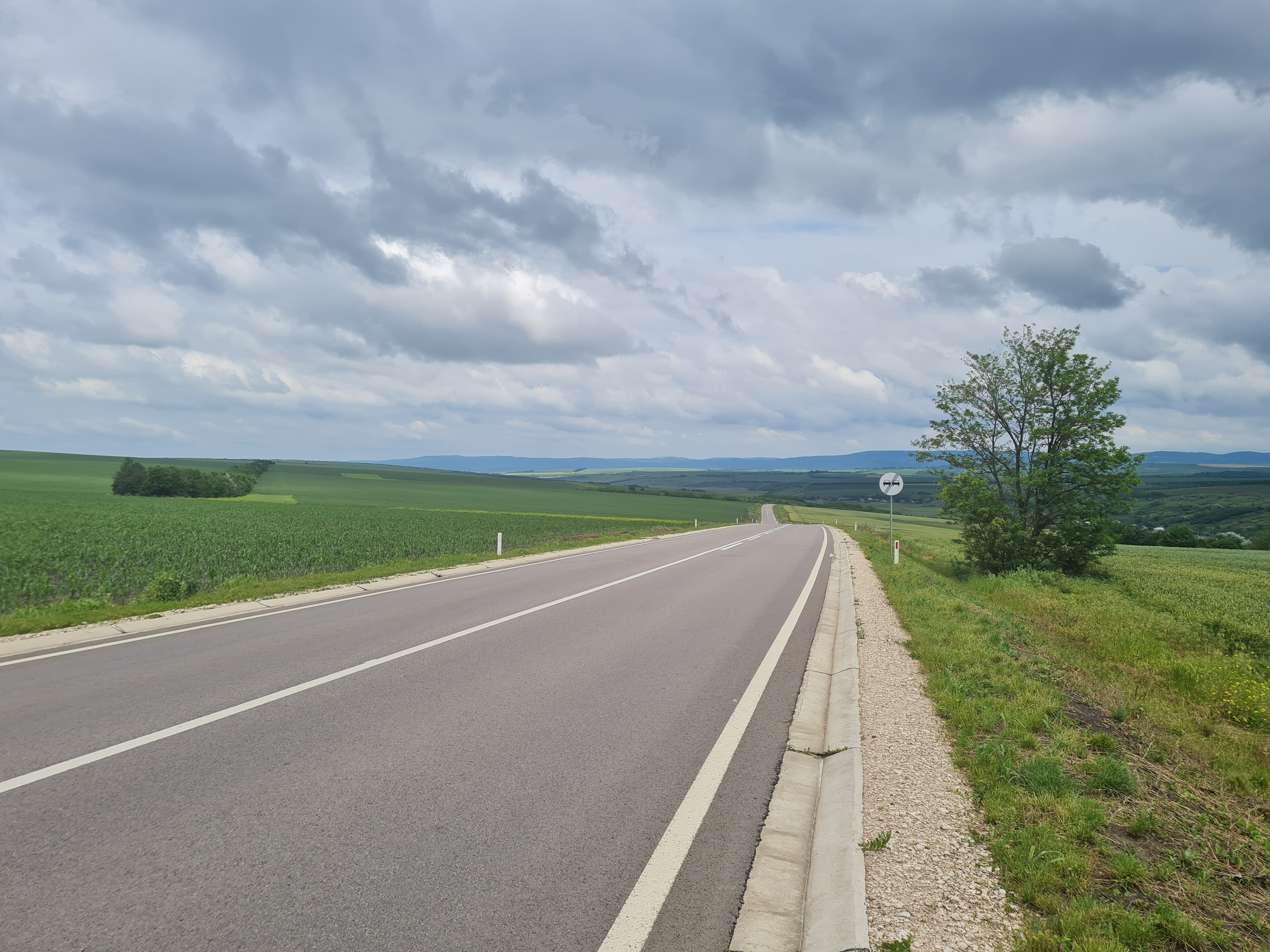
Moldavská krajina v okrese Ungheni

Ačkoli je země technicky vnitrozemská, přístav Giurgiulești na krajním jihozápadě země leží na soutoku řek Dunaj a Prut, což jí umožňuje přístup do mezinárodních vod prostřednictvím Dunaje, který se vlévá do Černého moře. Moldavskem protéká řeka Dněstr, která pramení na Ukrajině u města Drohobyč, odděluje hlavní území od neuznaného separatistického regionu Podněstří a ústí do Černého moře na Ukrajině. V nejbližším místě je Moldavsko od Dněsterského limanu, ústí Černého moře, odděleno pouhými 3 km ukrajinského území.

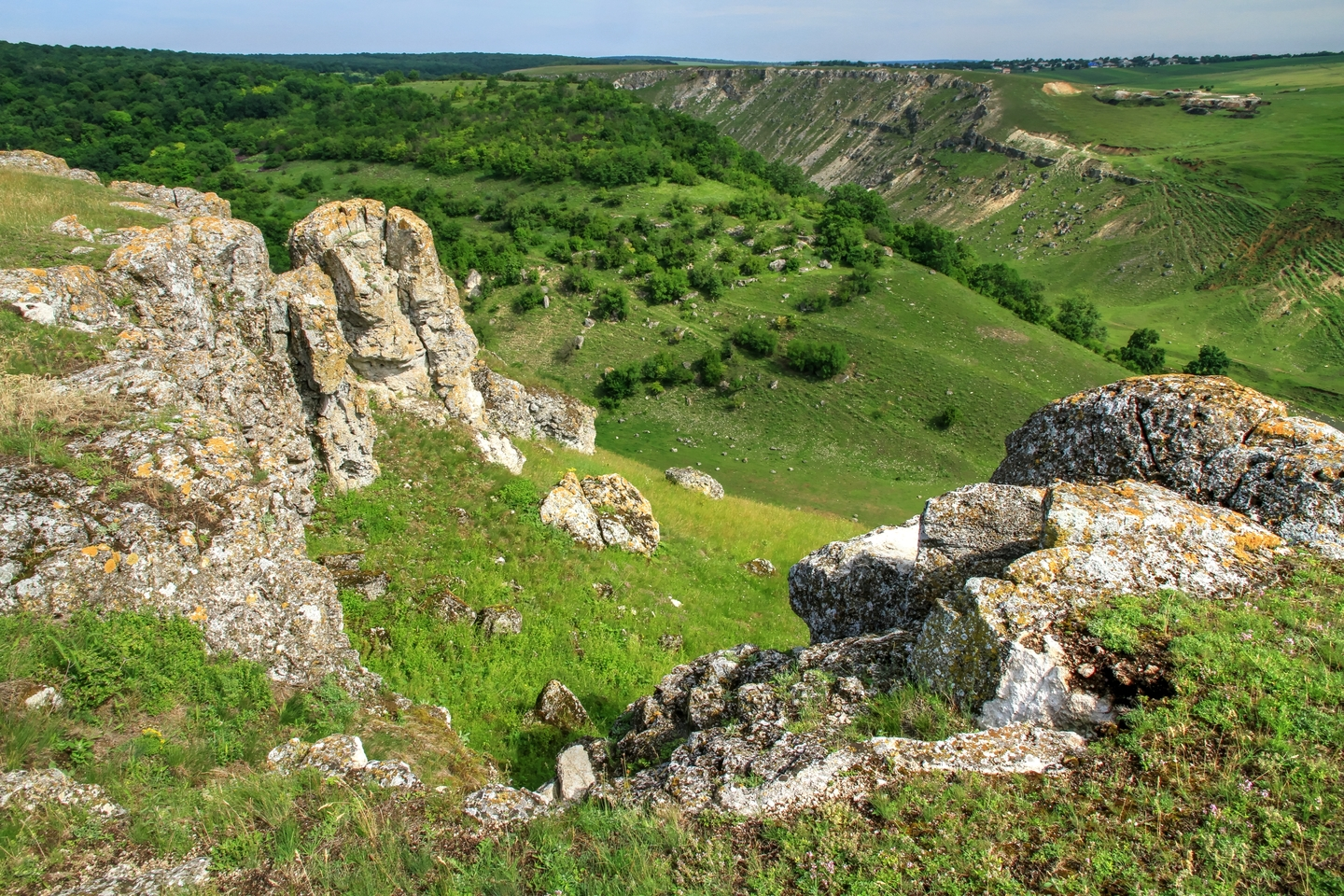
Krajinná rezervace La Castel u Gordinești v okrese Edineț

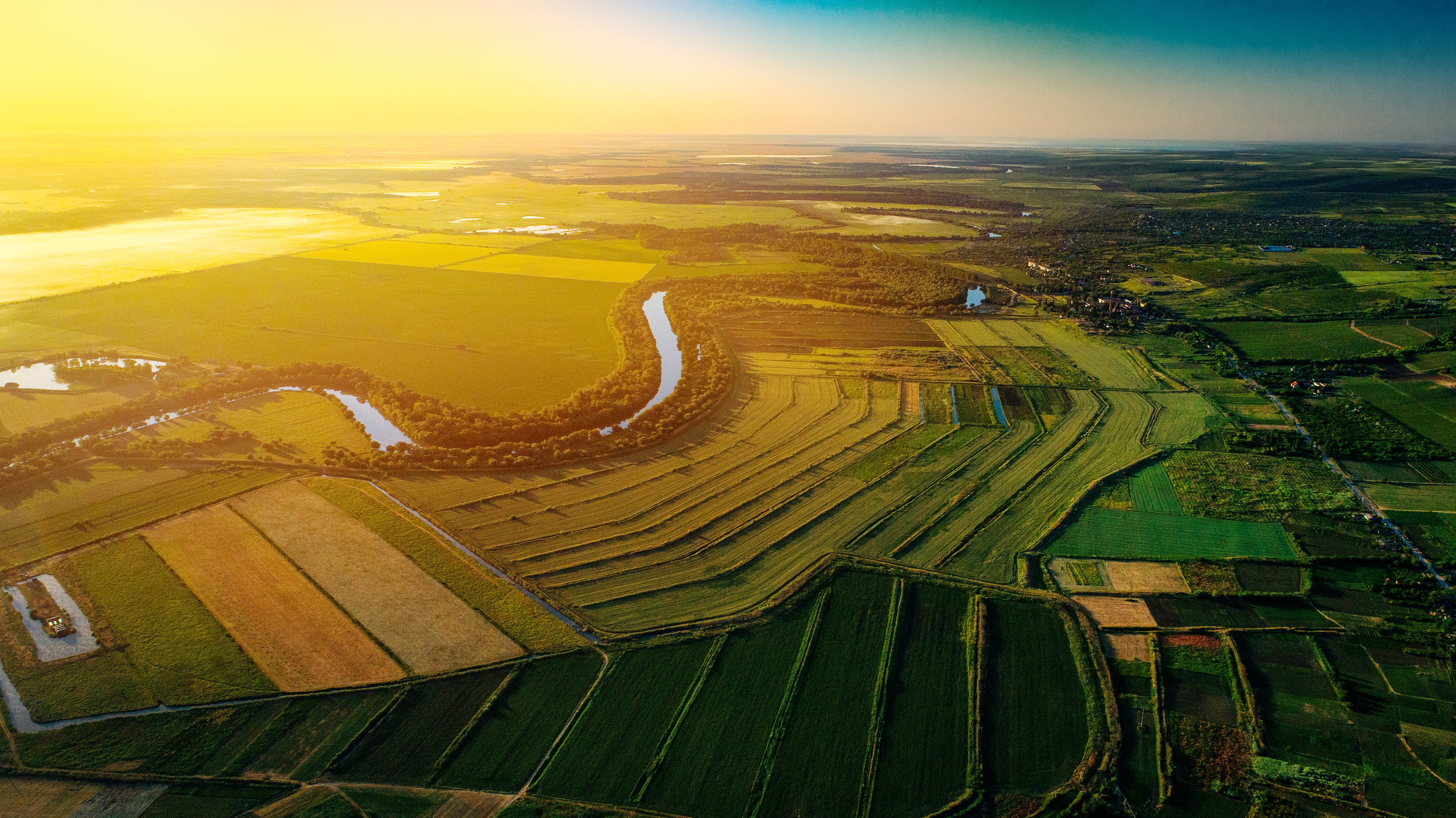
Nistru (Dněstr) na jihu Moldavska

Ačkoli je většina země kopcovitá, nadmořská výška nikdy nepřesahuje 430 m, nejvyšším bodem je vrch Dealul Bălănești. Moldavské pahorkatiny jsou součástí Moldavské plošiny, která geologicky vychází z Karpat. K jejím podcelkům v Moldavsku patří Dněsterská pahorkatina (Severní moldavská pahorkatina a Dněsterský hřbet), Moldavská rovina (Středoprutské údolí a Bălțská step) a Střední moldavská plošina (Ciulucko-Solonețská pahorkatina, Corneștijská pahorkatina – Codri Massive, "Codri" znamená "lesy" - Dolní dněsterská pahorkatina, Dolní prutské údolí a Tighecká pahorkatina). Na jihu země se rozkládá malá rovina, Bugeacká nížina. Typickými prvky reliéfu jsou četné úžlabiny a údolí – výsledek erozní činnosti vody.
Pozoruhodností reliéfu jsou vyvýšeniny nazývané tovtre, které se nad okolím zvedají do výšky cca 100 m, ale nevznikly tektonickou činností. Jde o rify, podmořské útesy, vytvořené živočichy, kteří žili ve zdejších mořích před 20 miliony let. Oblast tovtrů leží na ukrajinsko-moldavském pomezí, na horním toku řeky Prut (cca 200 km od Kišiněva). Je protkána údolími a kaňony přítoků této řeky Prutu. Zvláštností reliéfu je i oblast Sto pahorků mezi Prutem a Dněstrem (asi 200 km od Kišiněva). Je zde asi 3500 pahorků, jejichž výše dosahuje od 1,5 do cca 30 m.
Území Moldavska na východ od řeky Dněstr je rozděleno na část Podolské plošiny a část euroasijské stepi. Výjimečně bohatá černozemní půda pokrývá přibližně tři čtvrtiny rozlohy Moldavska, naopak lesy jsou v důsledku intenzivní zemědělské činnosti vykácené a tvoří pouze 11 % plochy.
Hlavním a největším městem Moldavska je Kišiněv, v jehož metropolitní oblasti žije přibližně třetina obyvatel země. Kišiněv je hlavním průmyslovým a obchodním centrem Moldavska a leží uprostřed země na řece Bîc, přítoku Dněstru. Druhým největším moldavským městem je Tiraspol, který leží na východním břehu Dněstru a je hlavním městem neuznaného separatistického regionu Podněstří. Třetím největším městem v zemi je Bălți, často označované jako "hlavní město severu". Nachází se 127 km severně od hlavního města Kišiněva a leží na řece Răut, přítoku Dněstru, v kopcovité krajině v bălțské stepi. Comrat je správním střediskem autonomní oblasti Gagauzie.

### Podnebí

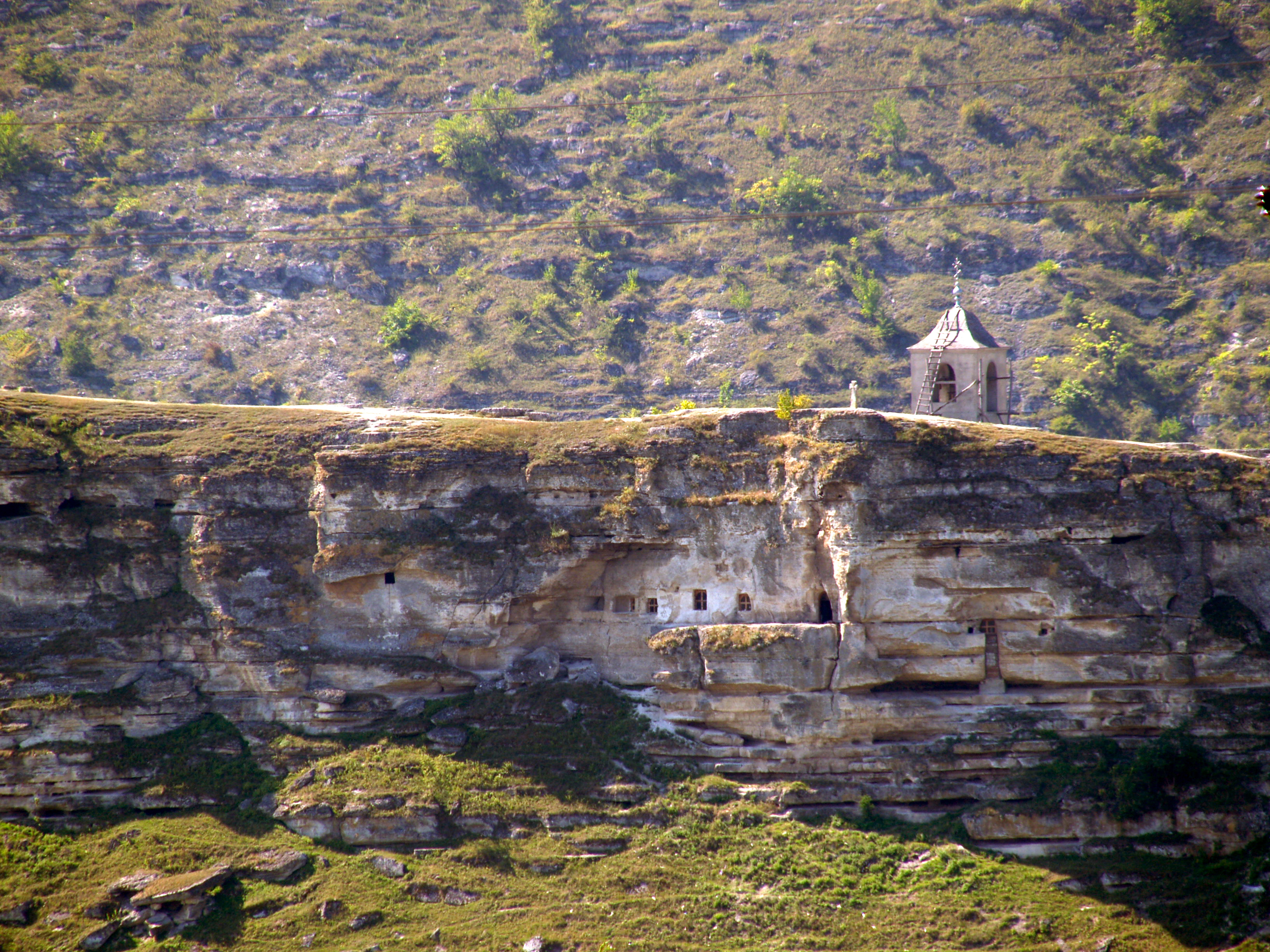
Jeskynní kostely v Orheiul Vechi, které jsou součástí jediného národního parku v Moldavsku

Moldavsko má mírně kontinentální podnebí; blízkost Černého moře způsobuje, že na podzim a v zimě je podnebí mírně chladné a na jaře a v létě poměrně chladné..
Léta jsou teplá a dlouhá, průměrné teploty se pohybují kolem 20 °C, zimy jsou poměrně mírné a suché, průměrné lednové teploty dosahují -4 °C. Roční úhrn srážek, který se pohybuje od přibližně 600 mm na severu po 400 mm na jihu, se může značně lišit; dlouhá období sucha nejsou neobvyklá. Nejvíce srážek spadne na začátku léta a v říjnu; časté jsou silné přeháňky a bouřky. Vzhledem k nepravidelnému terénu způsobují silné letní deště často erozi a zanášení řek.
Nejvyšší teplota, která kdy byla v Moldavsku zaznamenána, byla 41,5 °C 21. července 2007 v Kamence. Nejnižší teplota, která kdy byla zaznamenána, byla -35,5 °C 20. ledna 1963 v Brătușeni v okrese Edineț. Průměrná teplota v Kišiněvu v lednu -5 °C, v červenci 23 °C.

### Biodiverzita
Fytogeograficky je Moldavsko rozděleno mezi Východoevropskou rovinu a pontsko-kaspickou step v cirkumboreální oblasti v boreální říši. Nacházejí se zde tři terestrické ekoregiony: Středoevropské smíšené lesy, východoevropské lesostepi a pontsko-kaspické stepi. Lesy v současné době pokrývají pouze 11 % Moldavska, ačkoli se stát snaží jejich rozlohu zvýšit. Průměrná hodnota indexu integrity lesní krajiny v roce 2019 byla 2,2/10, což ji řadí na 158. místo na světě ze 172 zemí. V těchto zalesněných oblastech se vyskytuje lovná zvěř, jako jsou jeleni, srnci a divoká prasata.

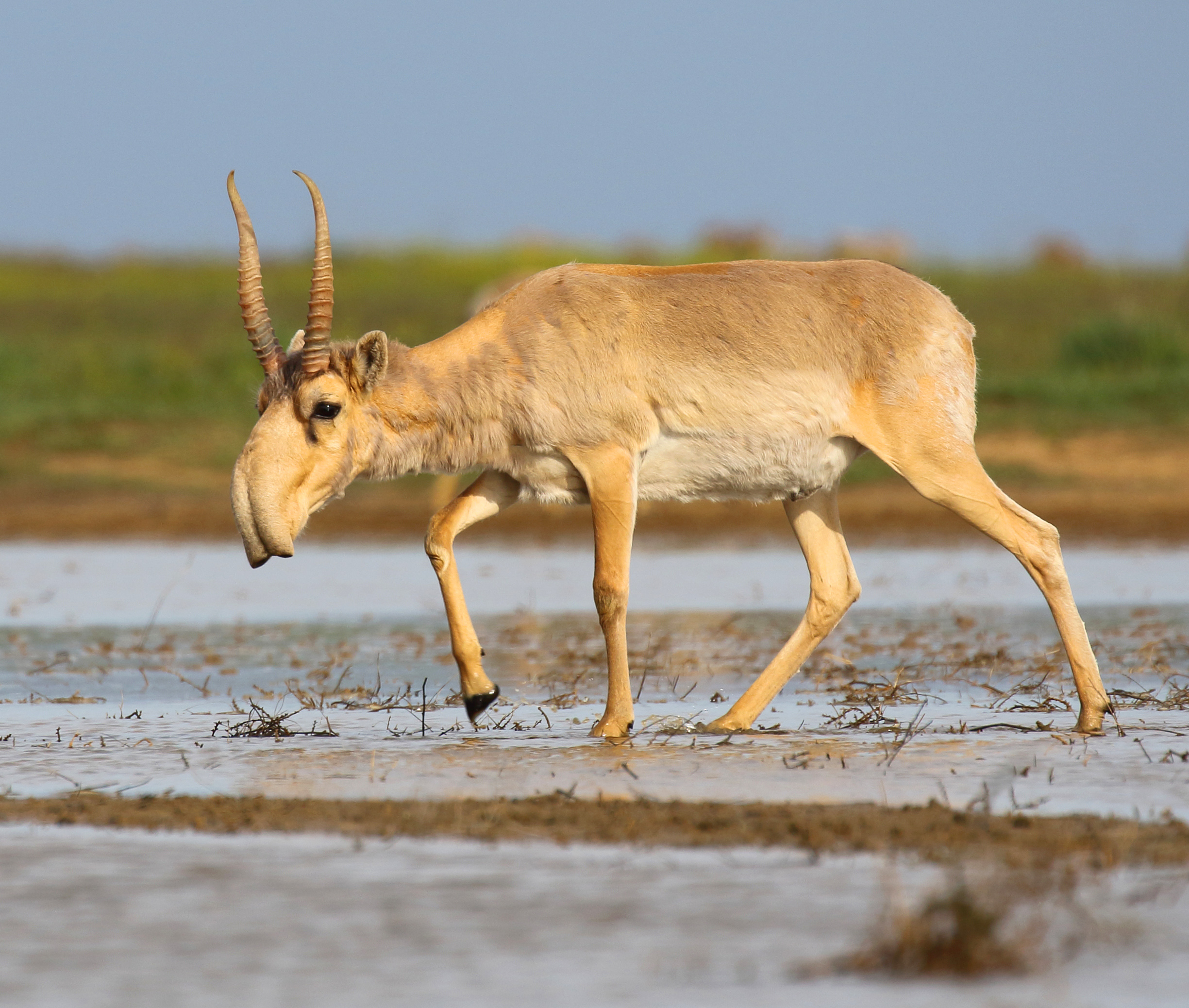
Román Henryka Sienkiewicze Ohněm a mečem, který je známý svým barvitým líčením dolního toku Dněstru, začíná popisem sajgy, který má zdůraznit exotické prostředí příběhu. Sajgy jsou kriticky ohroženým druhem, který v Moldavsku již vyhynul

Jediný národní park Orhei (rumunsky Parcul Național Orhei) leží v centrální části Moldavska, 46 km severně od Kišiněva, vyhlášen byl v roce 2013. Krajina parku je kopcovitá, zčásti pokrytá lesem. Území protínají údolí a parkem protéká řeka Răut.
| Vědecké rezervace v Moldavsku | Vědecké rezervace v Moldavsku | Vědecké rezervace v Moldavsku | Vědecké rezervace v Moldavsku |
| Jméno                         | Okres                         | Založeno                      | Plocha                        |
| ----------------------------- | ----------------------------- | ----------------------------- | ----------------------------- |
| Codru                         | Strășeni                      | 1971                          | 52 km2                        |
| Iagorlîc                      | Dubăsari                      | 1988                          | 8 km2                         |
| Prutul de Jos                 | Cahul                         | 1991                          | 17 km2                        |
| Plaiul Fagului                | Ungheni                       | 1992                          | 56 km2                        |
| Pădurea Domnească             | Glodeni                       | 1993                          | 60 km2                        |

Životní prostředí v Moldavsku utrpělo extrémní degradaci během sovětského období, kdy průmyslový a zemědělský rozvoj probíhal bez ohledu na ochranu životního prostředí. Nadměrné používání pesticidů vedlo k silnému znečištění horní vrstvy půdy a v průmyslu chyběly kontroly emisí. O obnovu poškozeného životního prostředí v Moldavsku usiluje Ekologické hnutí Moldavska, národní nevládní nezisková organizace založená v roce 1990, která je členem Mezinárodního svazu ochrany přírody. Hnutí je národním zástupcem centra "Naturopa" u Rady Evropy a u Programu OSN pro životní prostředí.
Sajgy, které kdysi měly areál od Britských ostrovů přes Střední Asii přes Beringův průliv až na Aljašku a kanadský Yukon a také do Severozápadních teritorií, přežívaly v Moldavsku a Rumunsku až do konce 18. století. Odlesňování, demografický tlak a nadměrný lov vyhubily původní stáda sajgy, která je v současnosti ohrožena vyhynutím. Ve starověku byli považováni za charakteristické zvíře Skýtie. Historik Strabón označil sajgu jako kolos a popsal ji jako "něco mezi jelenem a beranem co do velikosti", o níž se (pochopitelně, ale mylně) věřilo, že pije nosem.

Dalším zvířetem, které bylo v Moldavsku od 18. století až donedávna vyhubeno, byl zubr evropský. Tento druh byl reintrodukován díky příjezdu tří zubrů z Bělověžského pralesa v Polsku několik dní před Dnem nezávislosti Moldavska 27. srpna 2005. Moldavsko má v současné době zájem o rozšíření své populace zubrů a v roce 2019 zahájilo jednání s Běloruskem o programu výměny zubrů mezi oběma zeměmi.

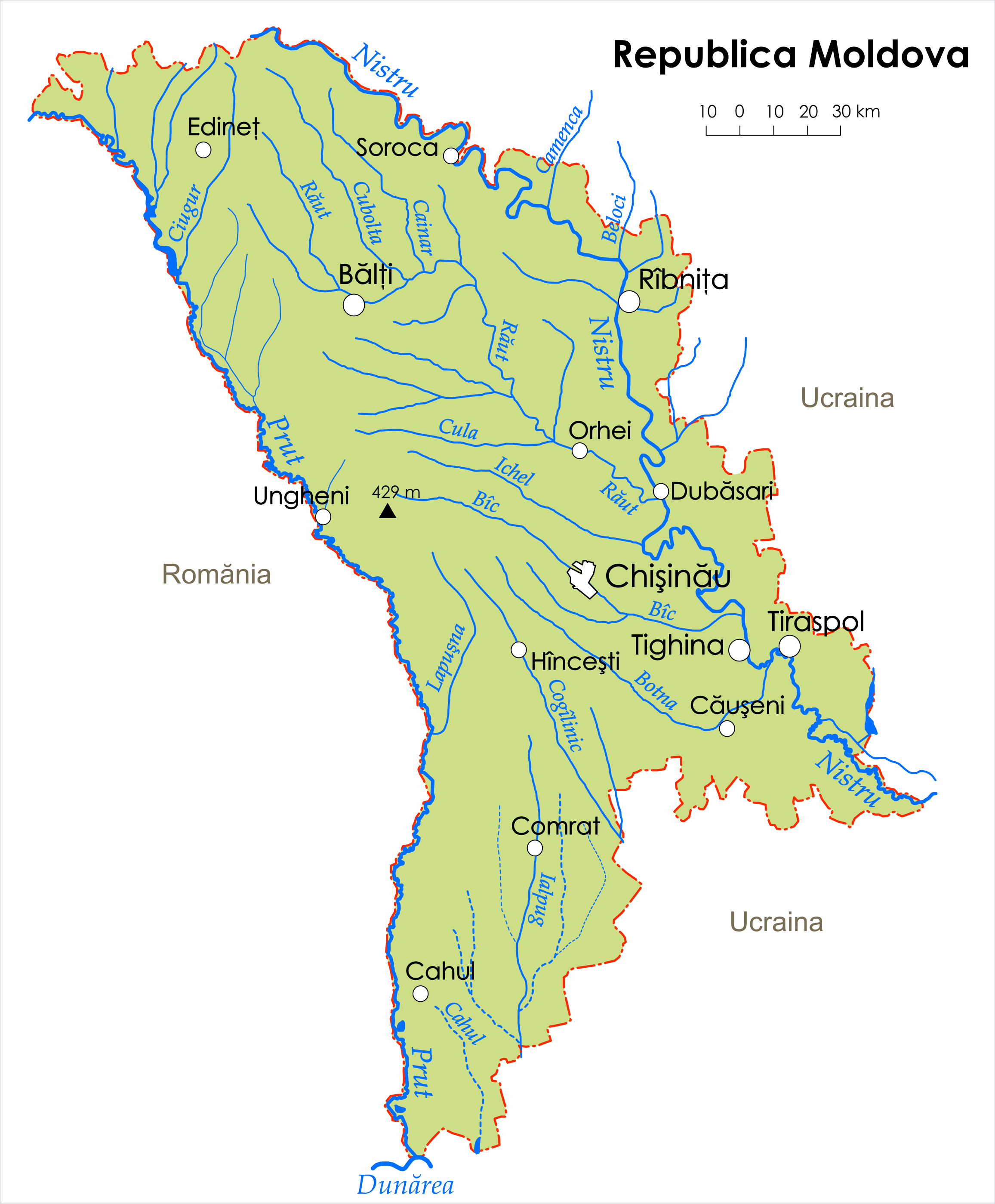
Mapa Moldavska

## Politika

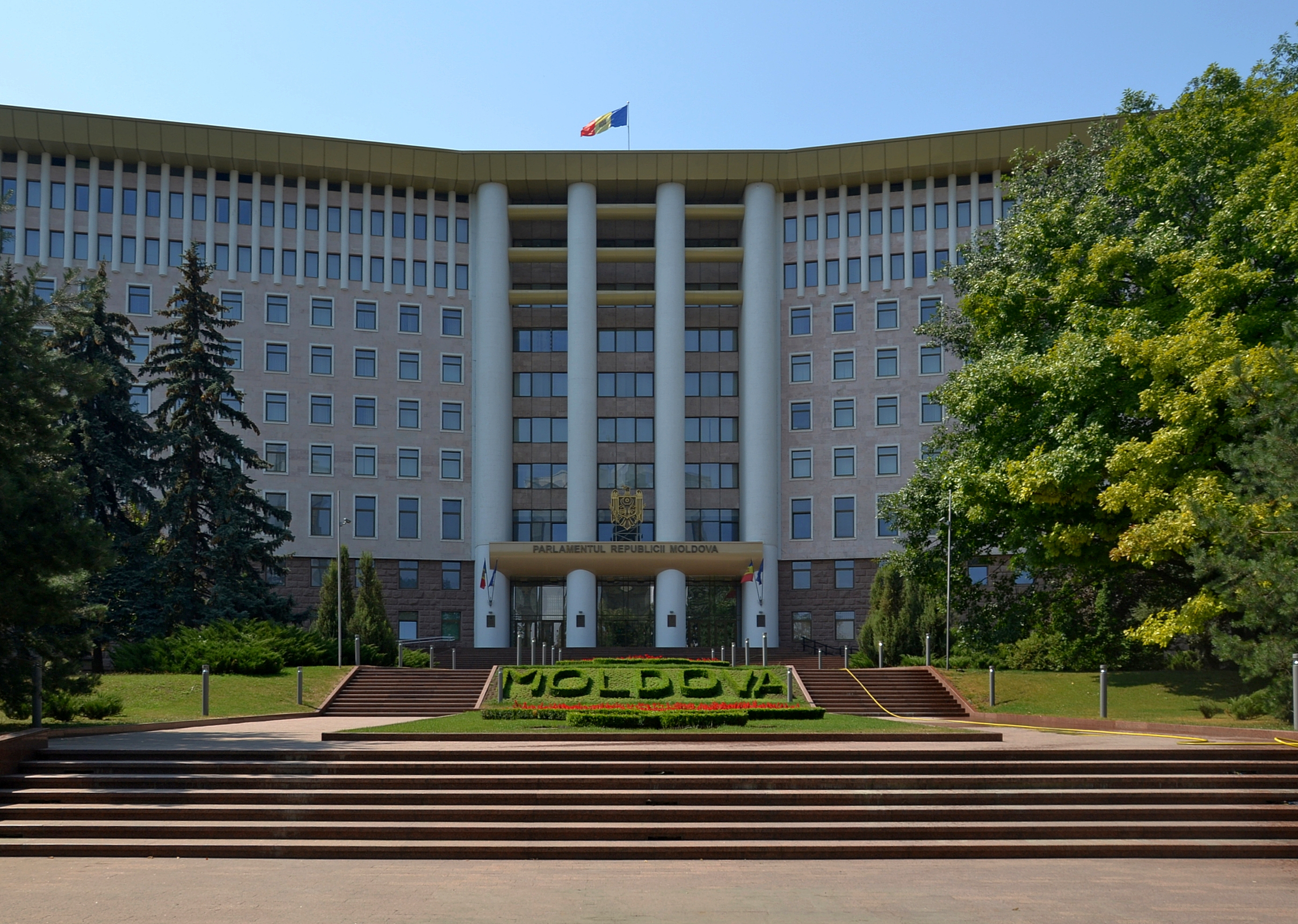
Budova moldavského parlamentu

Moldavská republika je ústavní republikou s jednokomorovým parlamentním systémem vlády a volbami, v nichž se účastní více stran. Ústava stanoví výkonnou a zákonodárnou moc, jakož i nezávislé soudnictví a jasnou dělbu moci. Hlavou státu je prezident, který je volen každé čtyři roky a jednou může být zvolen znovu. V čele vlády stojí předseda vlády, kterého jmenuje prezident s podporou parlamentu. Šéf vlády zase sestavuje kabinet, který podléhá schválení parlamentem. Zákonodárnou moc má jednokomorový moldavský parlament, který má 101 křesel a jehož členové jsou každé čtyři roky voleni všelidovým hlasováním na stranických kandidátkách. Oficiálním sídlem prezidenta je prezidentský palác v Kišiněvě.
Poté, co v roce 2020 odstoupil premiér a vláda a prezidentovi a parlamentu se nepodařilo sestavit novou vládu, se v červenci 2021 konaly předčasné parlamentní volby. Podle pozorovatelů Organizace pro bezpečnost a spolupráci v Evropě byly parlamentní volby v roce 2021 dobře administrované a soutěživé a základní svobody byly do značné míry dodržovány. Strana akce a solidarity získala 63 křesel ve 101členném parlamentu, což ji stačilo na vytvoření většiny jedné strany.
Moldavská ústava z roku 1994 stanoví rámec vlády v zemi. Ke změně moldavské ústavy, kterou nelze revidovat v době války nebo výjimečného stavu, je zapotřebí nejméně dvoutřetinové parlamentní většiny. Změny ústavy, které se dotýkají suverenity, nezávislosti nebo jednoty státu, mohou být provedeny pouze poté, co návrh podpoří většina voličů v referendu. Kromě toho nelze provést žádnou revizi, která by omezila základní práva lidí vyjmenovaná v ústavě. Ústava z roku 1994 rovněž zřizuje nezávislý Ústavní soud, který se skládá ze šesti soudců (dva jmenuje prezident, dva parlament a dva Nejvyšší rada soudnictví), jejichž funkční období je šestileté, během něhož jsou neodvolatelní a nepodléhají žádné moci. Soudu je svěřena pravomoc soudního přezkumu všech aktů parlamentu, prezidentských dekretů a mezinárodních smluv podepsaných zemí.
Hlavou státu je moldavský prezident, který byl v letech 2001 až 2015 volen moldavským parlamentem, k čemuž byla zapotřebí podpora tří pětin poslanců (nejméně 61 hlasů). Tento systém byl navržen tak, aby snížil výkonnou moc ve prospěch zákonodárného sboru. Ústavní soud nicméně 4. března 2016 rozhodl, že tato ústavní změna přijatá v roce 2000 týkající se volby prezidenta je protiústavní, a vrátil tak způsob volby prezidenta k přímé volbě dvoukolovým systémem.

### Zahraniční vztahy
Po získání nezávislosti na Sovětském svazu byla zahraniční politika Moldavska koncipována s ohledem na navázání vztahů s ostatními evropskými zeměmi, neutralitu a integraci do Evropské unie. V květnu 1995 země podepsala dohodu o Meziparlamentním shromáždění Společenství nezávislých států a stala se jeho členem (v roce 2023 dohodu vypověděla) a v červenci 1995 byla také přijata do Rady Evropy.
V roce 1992 se Moldavsko stalo členským státem Organizace spojených národů, Organizace pro bezpečnost a spolupráci v Evropě (OBSE), Euroatlantické rady partnerství, Světové banky, Mezinárodního měnového fondu a Evropské banky pro obnovu a rozvoj. V roce 1994 se Moldavsko stalo účastníkem programu NATO Partnerství pro mír. V roce 1996 se připojilo k Frankofonii a v roce 2001 se stalo členem Světové obchodní organizace a v roce 2002 Mezinárodního trestního soudu.
V roce 2005 Moldavsko a Evropská unie vypracovaly akční plán, jehož cílem bylo zlepšit spolupráci mezi Moldavskem a Unií. Na konci roku 2005 byla na společnou žádost prezidentů Moldavska a Ukrajiny zřízena mise Evropské unie pro pomoc na hranicích Moldavska a Ukrajiny (EUBAM). EUBAM pomáhá moldavské a ukrajinské vládě při sbližování jejich hraničních a celních postupů se standardy EU a nabízí oběma zemím podporu v boji proti přeshraniční trestné činnosti.

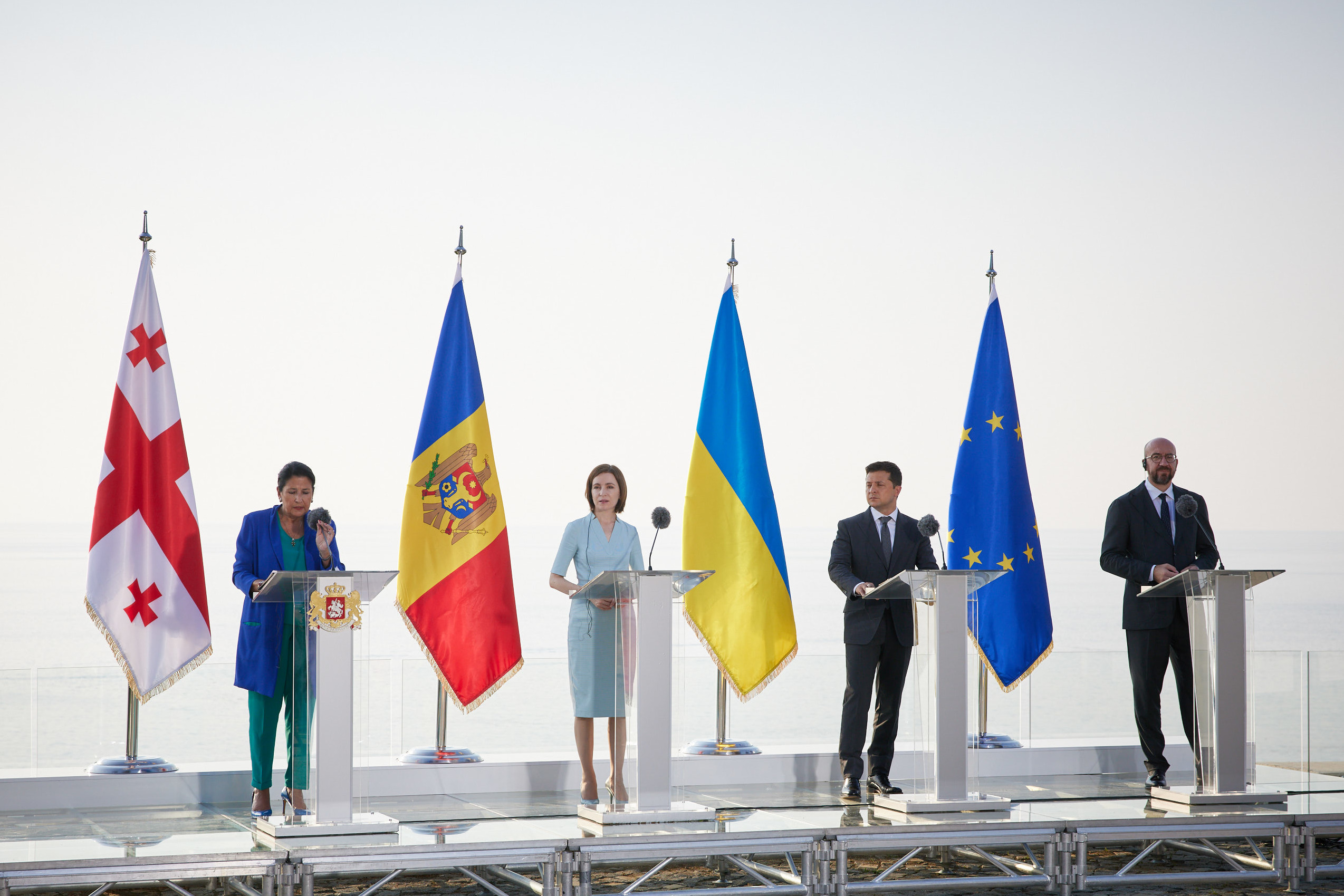
Prezidentka Gruzie Salome Zurabišviliová, prezidentka Moldavska Maia Sanduová, prezident Ukrajiny Volodymyr Zelenskyj a předseda Evropské rady Charles Michel během mezinárodní konference v Batumi v roce 2021. V roce 2014 podepsala EU s těmito třemi státy dohody o přidružení

Po válce v Podněstří v letech 1990–1992 usilovalo Moldavsko o mírové řešení konfliktu v Podněstří, a to prostřednictvím spolupráce s Rumunskem, Ukrajinou a Ruskem, výzvou k mezinárodnímu zprostředkování a spoluprací s OBSE a vyšetřovacími a pozorovatelskými misemi OSN. Moldavský ministr zahraničí Andrej Stratan opakovaně prohlásil, že ruské jednotky umístěné v separatistickém regionu jsou tam proti vůli moldavské vlády, a vyzval je k "úplnému a bezpodmínečnému odchodu". V roce 2012 došlo v bezpečnostní zóně k incidentu, při němž zemřel jeden civilista, což zvýšilo napětí ve vztazích s Ruskem.

#### Rusko
Dokument sepsaný v roce 2021 Ředitelstvím pro přeshraniční spolupráci ruské Federální služby bezpečnosti s názvem "Strategické cíle Ruské federace v Moldavské republice" stanoví desetiletý plán destabilizace Moldavska. S využitím energetického vydírání, politických a elitních zdrojů v Moldavsku, které jsou nakloněny Rusku a pravoslavné církvi. Rusko jakýkoli takový plán popírá.
Náboženští představitelé hrají roli při utváření zahraniční politiky. Od rozpadu Sovětského svazu ruská vláda často využívala svých vazeb na ruskou pravoslavnou církev, aby blokovala a brzdila integraci bývalých sovětských států, jako je Moldavsko, se Západem.
V únoru 2023 Rusko zrušilo dekret z roku 2012, který podpořil suverenitu Moldavska. V květnu 2023 moldavská vláda oznámila záměr vystoupit ze Společenství nezávislých států (SNS) a okamžité pozastavení své účasti. V červenci 2023 Moldavsko přijalo zákon o vypovězení dohody o členství Moldavska v Meziparlamentním shromáždění SNS.
Dne 25. července 2023 si moldavská vláda předvolala ruského velvyslance v Moldavsku Olega Vasněcova poté, co média informovala o údajném špionážním zařízení na střeše jejich velvyslanectví v Kišiněvě. V 26. července 2023 moldavská vláda vyhostila 45 ruských diplomatů a zaměstnanců velvyslanectví kvůli "nepřátelským akcím", jejichž cílem je podle ministra zahraničí Nicu Popescua destabilizovat Moldavskou republiku. Následně 30. července ruské velvyslanectví oznámilo, že "z technických důvodů" pozastavuje konzulární schůzky.
Moldavská Bezpečnostní a zpravodajská služba rovněž ukončila všechny dohody o partnerství s ruskou Federální službou bezpečnosti poté, co zaslala oficiální oznámení orgánům v Moskvě.

#### Vstup do Evropské unie

V červnu 2022 se Moldavsko stalo uznaným kandidátem na členství v Evropské unii

Jako cílové datum vstupu do Evropské unie (EU) si Moldavsko stanovilo rok 2030.
Moldavsko podepsalo dohodu o přidružení s Evropskou unií v Bruselu v červnu 2014. K podpisu došlo poté, co byl návrh dohody vypracován v listopadu 2013 ve Vilniusu.
Moldavsko podepsalo žádost o členství v EU v březnu 2022 a v červnu 2022 mu byl oficiálně udělen status kandidátské země. Rozvojový program OSN rovněž poskytuje Moldavsku pomoc při provádění nezbytných reforem pro plné přistoupení do roku 2030. Vysoký představitel Evropské unie pro zahraniční věci a bezpečnostní politiku Josep Borrell potvrdil, že cesta k přistoupení nezávisí na vyřešení konfliktu v Podněstří.
Dne 27. června 2023 podepsalo Moldavsko komplexní dohodu o volném obchodu s Evropským sdružením volného obchodu. Dne 28. června 2023 oznámila Evropská unie program podpory a investic pro Moldavsko ve výši 1,6 miliardy eur a potvrdila snížení cen mobilních datových a hlasových roamingových poplatků v Moldavsku ze strany evropských a moldavských telekomunikačních operátorů, jakož i připojení Moldavska ke společné platformě EU pro nákup plynu.
Dne 25. června 2024 Moldavsko oficiálně zahájilo přístupové rozhovory.

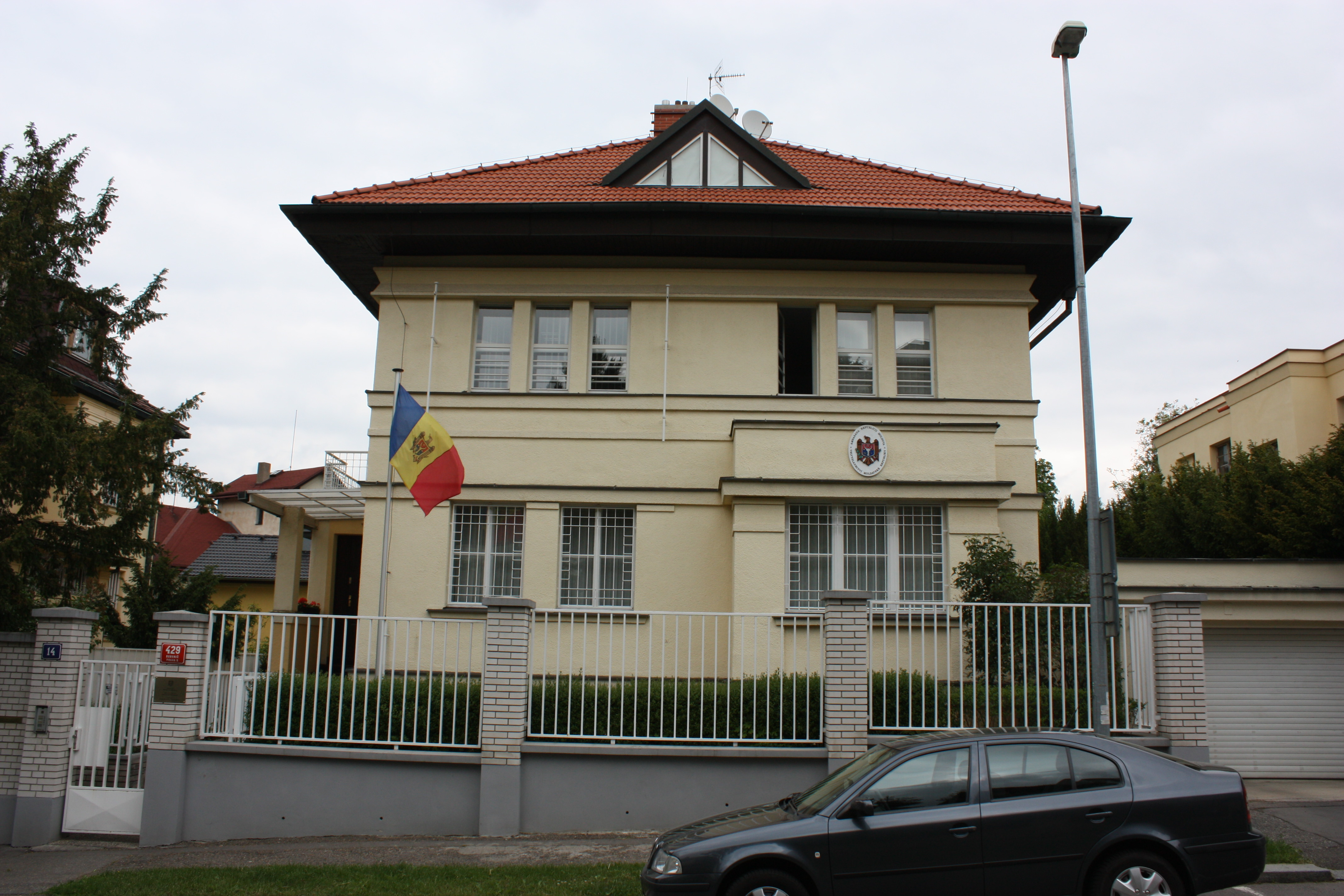
Velvyslanectví Moldavské republiky v Praze

#### Moldavsko-české vztahy
Moldavsko je zařazeno mezi prioritní země české zahraniční rozvojové spolupráce. Česká republika zde působí především v sektorech ochrany životního prostředí, zásobování vodou a sanitace, státní správy a občanské společnosti, vzdělávání, sociální infrastruktury, zemědělství, lesnictví a rybolovu. Humanitární organizace Člověk v tísni se v oblasti mimo to soustředí zejména na předávání zkušeností představitelům samosprávy a rozvoj občanské společnosti, organizace Adra se zaměřuje na děti žijící na ulici. Dále jsou v zemi realizovány projekty Aid for Trade a moldavským studentům jsou nabízena česká vládní stipendia. Ve školním roce 2012/2013 v ČR studovalo celkem 36 moldavských vládních stipendistů.

### Bezpečnost
Evropská unie zřídila v dubnu 2023 prostřednictvím Společné bezpečnostní a obranné politiky partnerskou misi v Moldavsku. Cílem mise je podpořit moldavskou vládu v boji proti hybridním hrozbám, kterým země čelí v důsledku ruské invaze na Ukrajinu v roce 2022.
V memorandu z března 2023 se uvádí, že cílem mise je "zvýšit odolnost moldavského bezpečnostního sektoru v oblasti krizového řízení, jakož i posílit odolnost vůči hybridním hrozbám, včetně kybernetické bezpečnosti, a čelit zahraniční manipulaci s informacemi a vměšování". Předpokládá se, že počáteční mandát mise bude dvouletý a bude ji tvořit až 40 policistů, celníků a soudních úředníků. Podporu misi vyjádřily Estonsko, Lotyšsko, Litva, Německo, Polsko, Švédsko, Česká republika, Portugalsko, Rumunsko a Dánsko.
V únoru 2023 Moldavsko přijalo zákon, který zavádí trestní postihy za separatismus, včetně trestu odnětí svobody. Zákon pokračuje tresty za financování a podněcování separatismu, spiknutí proti Moldavsku a shromažďování a krádež informací, které by mohly poškodit svrchovanost, nezávislost a celistvost země.

### Armáda

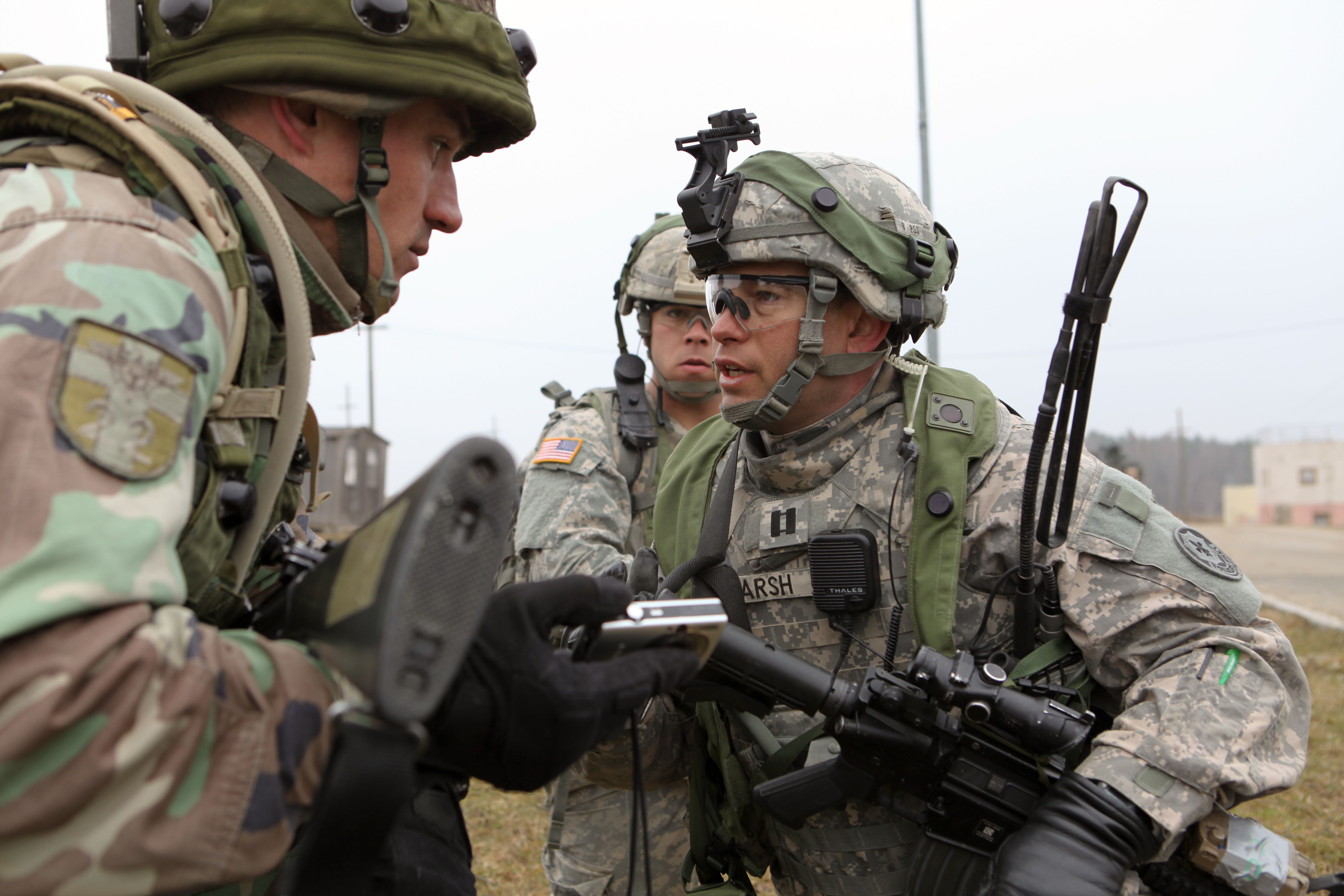
Voják moldavské armády ve Společném mnohonárodním centru připravenosti v Hohenfelsu v Německu

Moldavské ozbrojené síly se skládají z pozemních sil a letectva. Moldavsko udržuje stálou malou armádu čítající 6 500 vojáků a na obranu ročně vynakládá pouze 0,4 % hrubého domácího produktu, což je daleko za jeho regionálními sousedy.
Moldavsko přijalo všechny příslušné závazky bývalého Sovětského svazu v oblasti kontroly zbrojení. Dne 30. října 1992 Moldavsko ratifikovalo Smlouvu o konvenčních ozbrojených silách v Evropě, která stanoví komplexní limity pro klíčové kategorie konvenčního vojenského vybavení a zajišťuje zničení zbraní překračujících tyto limity. V říjnu 1994 přistoupilo Moldavsko ve Washingtonu k ustanovením Smlouvy o nešíření jaderných zbraní a nevlastní jaderné, biologické, chemické ani radiologické zbraně. Moldavsko se 16. března 1994 připojilo k Partnerství pro mír NATO.
Moldavsko se zavázalo dodržovat řadu mezinárodních a regionálních předpisů o kontrole zbraní, jako je protokol OSN o střelných zbraních, regionální prováděcí plán Paktu stability, akční program OSN a dokumenty OBSE o zásobách konvenční munice. Od vyhlášení nezávislosti v roce 1991 se Moldavsko účastnilo mírových misí OSN v Libérii, Pobřeží slonoviny, Súdánu a Gruzii. Moldavsko podepsalo v roce 2015 vojenskou dohodu s Rumunskem o posílení regionální bezpečnosti. Dohoda je součástí moldavské strategie reformy armády a spolupráce se sousedy.
Od roku 2022 zahájila armáda proces modernizace a prostřednictvím Evropského mírového nástroje jí byla poskytnuta podpora ve výši více než 87 milionů eur na modernizaci obranného sektoru a posílení bezpečnosti. V říjnu 2022 ministr obrany Anatolie Nosatii prohlásil, že 90 % vojenského vybavení země je zastaralé a sovětského původu, pocházející z 60. a 80. let 20. století. V dubnu 2023 Valeriu Mija, státní tajemník pro obrannou politiku a reformu národní armády na ministerstvu obrany, prohlásil, že Moldavsko potřebuje 275 milionů dolarů na modernizaci svých ozbrojených sil, zejména s ohledem na ruskou invazi na Ukrajinu a přítomnost 1 500 ruských vojáků v Podněstří. V červnu 2023 poslalo Polsko moldavské policii také transport vojenského vybavení v hodnotě 8 milionů eur (včetně dronů, výpočetní techniky, zařízení na likvidaci výbušnin a ultrazvukového vybavení), aby zvýšilo vnitřní bezpečnost země. Analytici z Centra pro analýzu evropské politiky vyzvali k dalším darům západních zbraní.

### Lidská práva
Organizace Freedom House zařadila Moldavsko v roce 2023 mezi "částečně svobodné" země se skóre 62 ze 100. Své závěry shrnuli následovně: "Moldavsko má konkurenční volební prostředí a svobody shromažďování, projevu a náboženského vyznání jsou většinou chráněny. Nicméně všudypřítomná korupce, vazby mezi významnými politickými představiteli a mocnými ekonomickými zájmy a kritické nedostatky v oblasti justice a právního státu nadále brání demokratickému vládnutí." Podle Transparency International se moldavský index vnímání korupce v roce 2022 zlepšil z 34 bodů v roce 2020 na 39 bodů. Organizace Reportéři bez hranic zlepšila hodnocení moldavského indexu svobody tisku z 89. místa v roce 2020 na 40. místo v roce 2022, přičemž upozornila, že "moldavská média jsou různorodá, ale extrémně polarizovaná, stejně jako samotná země, která je poznamenána politickou nestabilitou a nadměrným vlivem oligarchů".
Podle zprávy Amnesty International z roku 2022/23 "nebylo dosaženo žádného viditelného pokroku ve snižování případů mučení a jiného špatného zacházení ve vazbě. Nadále přetrvávala beztrestnost za porušování lidských práv v minulosti ze strany orgánů činných v trestním řízení. Byla zavedena nová "dočasná" omezení veřejných shromáždění. Práva LGBTI osob nebyla plně realizována, což vedlo k případům obtěžování, diskriminace a násilí. Některá přijímací střediska pro uprchlíky odmítala uprchlíky z náboženských a etnických menšin. V separatistickém Podněstří pokračovalo stíhání a věznění za pokojný nesouhlas." V červnu 2023 uspořádalo asi 500 aktivistů a příznivců LGBT v hlavním městě Kišiněvě průvod hrdosti, který poprvé nepotřeboval těžké policejní kordony na ochranu před protestujícími, z velké části spojenými s pravoslavnou církví.
Podle Zprávy o lidských právech Ministerstva zahraničí Spojených států amerických, vydané v roce 2022, "úřady sice vyšetřovaly zprávy o porušování lidských práv a korupci, které se dopouštěli úředníci, ale proces byl pomalý a zatěžující. V průběhu roku úřady obvinily a zadržely několik bývalých vysoce postavených úředníků, včetně bývalého prezidenta Igora Dodona, bývalého poslance parlamentu Vladimira Andronachiho, poslankyně strany Shor Mariny Tauberové a bývalého ředitele moldavských železnic Anatolie Topaly. V žádném z těchto případů nebyl na konci roku vynesen soudní rozsudek. Úřady podnikly některé kroky k identifikaci, vyšetřování a stíhání úředníků za porušování lidských práv, ale pokrok byl pomalý."
Na setkání s Evropskou unií v říjnu 2022 zástupci EU "uvítali pozitivní vývoj v Moldavsku, jako je ratifikace Istanbulské úmluvy o prevenci a potírání násilí na ženách, přijetí právních předpisů o trestných činech z nenávisti a pokračující práce na reformě volebního zákoníku. Vyzvali moldavské orgány, aby se zabývaly nedostatky zjištěnými OBSE/ODIHR a Benátskou komisí ve všech oblastech a zajistily účinné a průběžné provádění právních předpisů v oblasti lidských práv." Doporučení Úřadu pro demokratické instituce a lidská práva (ODIHR) z roku 2016 týkající se trestných činů z nenávisti byla "z velké části zohledněna ve změnách trestního zákoníku přijatých moldavským parlamentem a zveřejněných 3. června 2022", ale zpráva konstatuje, že moldavští policisté často nezaznamenávají předsudečné motivy trestných činů z nenávisti, a navíc doporučuje "rozvíjet svůj systém podpory obětí, aby byl zajištěn účinný přístup ke spravedlnosti, pomoci a ochranným službám pro oběti trestných činů z nenávisti". V roce 2021 bylo zaznamenáno 8 trestných činů z nenávisti, z nichž 7 dosáhlo úspěšného odsouzení, přičemž jeden se dostal k trestnímu stíhání, ale bez odsouzení.

### Administrativní dělení

Mapa regionů, moldavských okresů, obcí a autonomních oblastí

Moldavsko je rozděleno na 32 okresů (raioane, v jednotném čísle raion), tři obce a dvě autonomní oblasti (Gagauzsko a Levý břeh Dněstru). Konečný status Podněstří je sporný, protože centrální vláda toto území nekontroluje. Statut obce má také 10 dalších měst, včetně Comratu a Tiraspolu, správních sídel dvou autonomních oblastí.
Moldavsko má 66 měst, z toho 13 se statusem obce, a 916 celkem obcí. Dalších 700 obcí je příliš malých na to, aby měly samostatnou správu, a jsou administrativně součástí buď měst (41 z nich), nebo obcí (659). Celkem je tedy v Moldavsku 1 682 obcí, z nichž dvě jsou neobydlené.
Největším moldavským městem je Kišiněv s přibližně 695 400 obyvateli. Druhým největším městem je Tiraspol s 129 500 obyvateli, který je součástí neuznaného separatistického regionu Podněstří, následuje Bălți (146 900) a Bender (91 000), ležící též Podněstří.

### Vymáhání práva a pohotovostní služby
Moldavská policie (Generální policejní inspekce) podléhá ministerstvu vnitra a je hlavním donucovacím orgánem odpovědným za vnitřní bezpečnost, veřejný pořádek, dopravu a vyšetřování trestných činů. Ministerstvu podléhá také několik agentur odpovědných za správu hranic, mimořádné situace, migraci a azyl. Civilní orgány si udržely účinnou kontrolu nad bezpečnostními složkami. Moldavská policie se dělí na státní a městské organizace. Státní policie zajišťuje vymáhání práva na celém území Moldavska, zatímco obecní policie působí na místní správní úrovni. Státní a městské policejní složky často úzce spolupracují za účelem vymáhání práva. Brigáda speciálních sil "Fulger" je specializovanou policejní jednotkou připravenou k boji, která je primárně zodpovědná za řešení organizovaného zločinu, závažné násilné trestné činnosti a situací s rukojmími. Jsou podřízeny Generální policejní inspekci, a proto podléhají přísné civilní kontrole.
Existuje také řada specializovanějších policejních institucí, včetně policejního oddělení Kišiněvského magistrátu a Generálního ředitelství kriminálního vyšetřování. Moldavská pohraniční policie je zodpovědná za ochranu hranic. Až do roku 2012, kdy přešla pod kontrolu ministerstva vnitra, byla vojenským útvarem. Podle zákona o použití policejní síly ve světě "Moldavsko nereguluje a neomezuje použití střelných zbraní příslušníky donucovacích orgánů, jak to vyžaduje mezinárodní právo. Použití střelné zbraně policií může být zákonné pouze v případě, že je nezbytné čelit bezprostřední hrozbě smrti nebo vážného zranění nebo vážnému a bezprostřednímu ohrožení života".
Bezpečnostní a zpravodajská služba (SIS) je moldavský státní orgán specializovaný na zajišťování národní bezpečnosti uplatňováním všech vhodných zpravodajských a kontrarozvědných opatření, jako např. shromažďování, zpracovávání, prověřování a kapitalizace informací potřebných k identifikaci, prevenci a potírání jakýchkoli akcí, které podle zákona představují vnitřní nebo vnější ohrožení nezávislosti, svrchovanosti, jednoty, územní celistvosti, ústavního pořádku, demokratického vývoje, vnitřní bezpečnosti státu, společnosti a občanů, státnosti Moldavské republiky, stabilního fungování životně důležitých odvětví národního hospodářství, a to jak na území Moldavské republiky, tak v zahraničí.
Pohotovostní služby v Moldavsku tvoří zdravotnická záchranná služba, pátrací a záchranné jednotky a státní hasičská služba. V hlavním městě Kišiněvě jsou dvě nemocnice, z nichž hlavní je Spitalul Internaţional Medpark, a všeobecné nemocnice v Bălți, Briceni, Cahulu a Călărași. Moldavsko má všeobecný systém zdravotní péče prostřednictvím systému povinného zdravotního pojištění. Casa Mariorei, založená v roce 2002, je azylový dům pro ženy s domácím násilím v Kišiněvě, který poskytuje přístřeší, zdravotní péči, právní poradenství a psychosociální podporu rodilým Moldavankám, imigrantkám a uprchlicím.

## Ekonomika

### Přehled

Roční růst hrubého domácího produktu Moldavska, Rumunska a Ukrajiny v letech 1980 až 2028

Moldavsko je rozvíjející se ekonomikou s vyššími středními příjmy a vysokým indexem lidského rozvoje. Od získání nezávislosti na Sovětském svazu v roce 1992 země postupně přešla na tržní ekonomiku. Podle Světové banky patří Moldavsko navzdory silnému hospodářskému výkonu v posledních dvou desetiletích stále mezi nejchudší země Evropy. Růst zůstává od 90. let 20. století relativně vysoký, nezaměstnanost nízká a míra chudoby klesá, ale kombinace demografických faktorů, zejména stárnutí populace a značná míra emigrace, a nedávné regionální události, zejména ruská invaze na Ukrajinu, představují pro moldavskou ekonomiku vážné hospodářské problémy, zejména v důsledku inflace a rostoucích cen energií. Růst produktivity zůstal nízký a značná část obyvatelstva je závislá na státních důchodech a sociální pomoci. Vzhledem k historické závislosti Moldavska na ruské ropě a zemním plynu představuje energetický sektor pro ekonomiku země obzvláštní výzvu.
Ač je index lidského rozvoje vysoký (0,77), má v rámci Evropy třetí nejnižší hodnotu (za Ázerbájdžánem a Arménii, které se občas řadí do Evropy). Nejvyšší index mají Švýcarsko, Norsko a Island, 0,96. 

Vývoj reálného HDP na obyvatele v Moldavsku, Rumunsku a na Ukrajině

Hrubý domácí produkt (HDP) na obyvatele se téměř zdvojnásobil z 2749 $ v roce 2015 na 5 562 $ v roce 2022. Po pandemii covidu-19 a následných výlukách se roční růst HDP v roce 2021 opět zvýšil na 13,9 %, než ruská invaze na Ukrajinu, energetická a uprchlická krize způsobily propad růstu na -5,9 %. V roce 2022 zůstala nezaměstnanost na nízké úrovni 2,3 %, ale inflace dramaticky vzrostla na 28,7 % v důsledku energetické krize způsobené invazí. V posledních letech země obdržela významnou hospodářskou pomoc od Evropské unie, Mezinárodního měnového fondu a Světové banky, zejména po ruské invazi na Ukrajinu. Mezinárodní měnový fond předpovídá, že v roce 2023 se ekonomika zlepší z 1,5 % poklesu na 1,5 % růst.
Moldavsko zůstává velmi zranitelné vůči výkyvům v převodech peněz od pracovníků ze zahraničí (remitance), které tvoří 25 % HDP), vývozu do Společenství nezávislých států (SNS) a Evropské unie (88 % celkového vývozu) a dárcovské podpoře (asi 10 % vládních výdajů). Hlavními transmisními kanály, jimiž mohou nepříznivé exogenní šoky ovlivnit moldavskou ekonomiku, jsou převody peněz (také kvůli potenciálně se vracejícím migrantům), zahraniční obchod a kapitálové toky.
Hlavním vývozním artiklem ekonomiky je zemědělství, oděvy a sportovní vybavení. V roce 2021 Moldavsko vyvezlo víno v hodnotě 140 milionů dolarů a je 21. největším vývozcem vína na světě, přičemž vývoz vína je pátým největším vývozním artiklem země. Díky 300 slunečným dnům v roce je klima v Moldavsku ideální pro zemědělství a zejména vinice. Vinařství je významným hospodářským odvětvím, které podle vládních údajů představuje tři procenta moldavského HDP a osm procent celkového vývozu země. V roce 2021 se hlavním odběratelem moldavských vín stala EU. Informační a komunikační technologie jsou v Moldavsku jedním z nejperspektivnějších hospodářských odvětví, které se na HDP podílí více než 10 procenty. Více než 2 000 studentů ročně absolvuje studium v oboru výpočetní techniky nebo příbuzných oborech. IT společnosti vyvážejí přibližně 80 % své celkové produkce do Spojených států, Spojeného království, Francie, Německa, Nizozemska a Rumunska.

### Energie
Moldavsko má jen málo přírodních zdrojů energie, a proto téměř všechny své dodávky energie dováží. Padesát procent národní energetické společnosti Moldovagaz vlastní ruský dodavatel ropy a zemního plynu Gazprom, zbylých 36 % si rozdělila moldavská vláda (36,6 %) a neuznaná vláda Podněstří (13,4 %). Historickou závislost Moldavska na ruské energii podtrhuje dluh vůči Gazpromu ve výši více než 709 milionů dolarů a také dalších 7 miliard dolarů ze strany Podněstří. Rusko dodává separatistickému proruskému regionu ropu a zemní plyn, aniž by po něm požadovalo zaplacení, přičemž náklady jsou účtovány jako dluh vůči moldavskému státu jako forma ekonomické války. Moldavská vláda tyto údaje zpochybňuje a identifikovala více než 100 milionů USD v podvodných pohledávkách Gazpromu.
V srpnu 2013 byly zahájeny práce na novém plynovodu mezi Moldavskem a Rumunskem, který byl nyní dokončen a prolomil ruský monopol na dodávky plynu do Moldavska. V roce 2022 se začala dovážet elektřina z Rumunska, čímž odpadla nutnost nakupovat elektřinu vyrobenou z ruského plynu v Podněstří. Zlepšené propojení má být dokončeno do roku 2025. Od června 2023 již Moldavsko nedováží ropu ani zemní plyn z Ruska a získalo přístup ke společné nákupní platformě Evropské unie pro plyn. Finanční pomoc na urychlení tohoto přechodu poskytla Evropská unie, Světová banka a MMF.

### Cestovní ruch

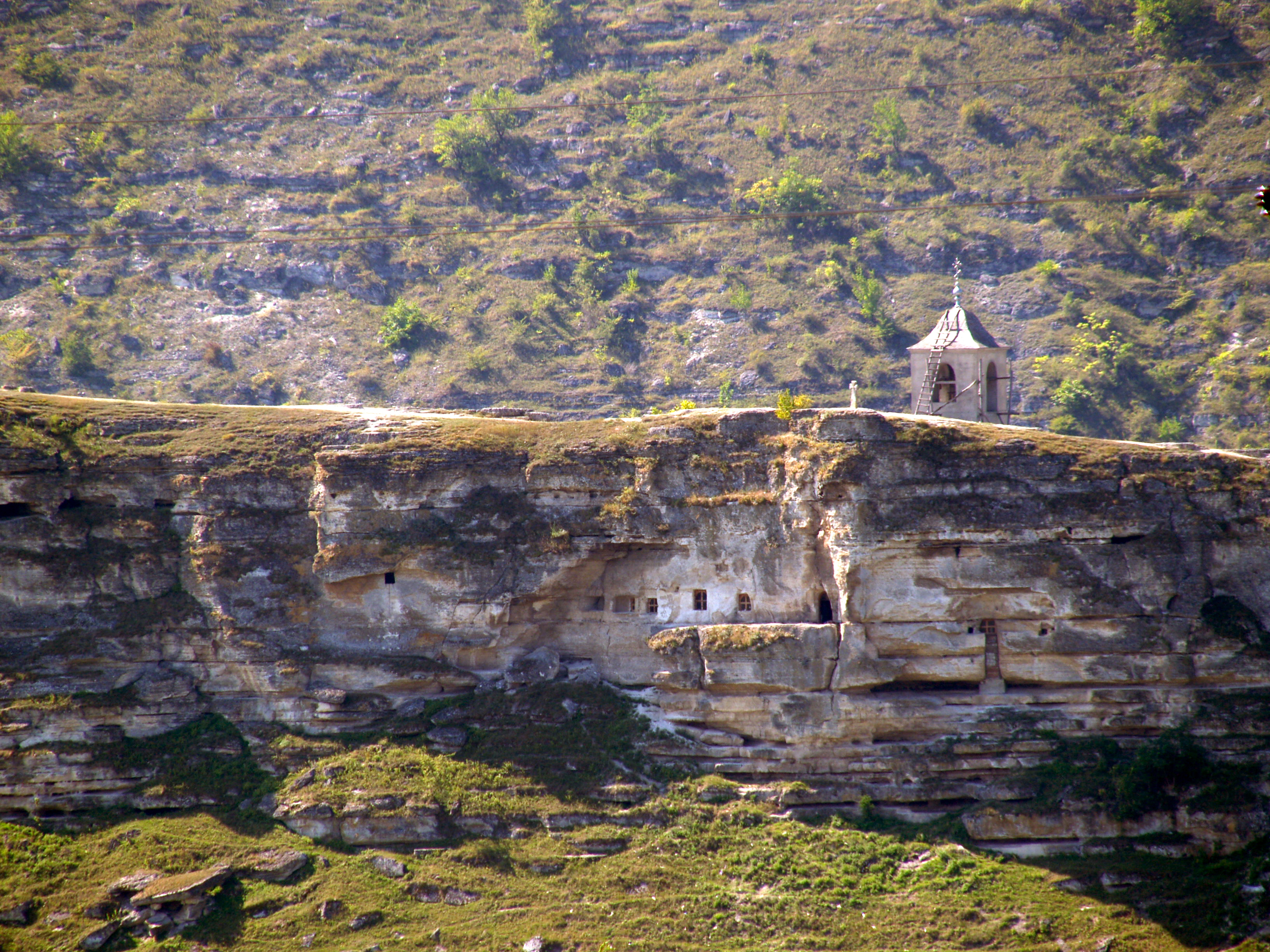
Jeskynní kostely v Orheiul Vechii, které jsou součástí jediného národního parku v zemi

Moldavsko patří mezi nejméně navštěvované země v Evropě, a cestovní ruch proto hraje v celkové ekonomice země poměrně malou roli. Navzdory dopadům ruské invaze na sousední Ukrajinu zaznamenalo Moldavsko v prvním čtvrtletí roku 2022 více zahraničních návštěvníků než před pandemií, a to z 31 000 nerezidentních turistů v roce 2019 na 36 100 v roce 2022. Stále se tak jedná o jednu z nejméně navštěvovaných zemí v Evropě, nicméně v posledních letech začala řada západních médií vyzdvihovat Moldavsko a jeho hlavní město Kišiněv jako atraktivní turistickou destinaci díky malebným přírodním scenériím, 300 slunečným dnům v roce, nízkým cenám, starobylé vinařské kultuře a směsici regionálních kulturních vlivů. Cestovní ruch v Moldavsku se zaměřuje na přírodní scenérie, historické památky a historickou vinařskou tradici země. Vláda podporuje mezinárodní cestovní ruch v zemi prostřednictvím své značky Moldova Travel. Moldavsko má mezinárodní letecké spojení přes mezinárodní letiště v Kišiněvě, odkud létají přímé lety do mnoha evropských destinací, včetně amsterdamského letiště Schiphol, berlínského letiště Brandenburg, londýnského letiště Stansted, letiště Charlese de Gaulla v Paříži, letiště Ben Gurion v Tel Avivu, letiště Řím-Fiumicino, istanbulského letiště a mezinárodního letiště v Dubaji. Železniční spojení zajišťují přímé noční vlaky do sousední Bukurešti, Kyjeva, Oděsy a dříve i do Moskvy. Moldavští občané také mohou cestovat bez víz po celém schengenském prostoru.
Jako významný vývozce vína s více než 142 vinařstvími a největším vinným sklepem na světě nabízí turistům po celé zemi prohlídky vinic. K významným místům patří vinařství Cricova, jehož vinný sklep měří více než 120 kilometrů, zámek Castel Mimi z 19. století s vinicemi, muzeem, uměleckou galerií, lázněmi, hotelem a restaurací a Mileștii Mici, který se pyšní největší sbírkou vína na světě. Jako země s hlubokou historií východního pravoslaví má země také více než 50 klášterů a 700 kostelů. Mezi nejznámější a nejnavštěvovanější patří jeskynní klášter Orheiul Vechi, vytesaný ve 13. století do skalní stěny a dodnes používaný, a katedrála Narození Páně z 19. století v centru Kišiněva. UNESCO zařadilo na svůj předběžný seznam světového dědictví jak archeologickou krajinu Starý Orhei s doklady osídlení nejméně z 12. století, tak typickou černozem na moldavské stepi Bălți (nejobdělávanější půda na světě). V hlavním městě Kišiněvě se nachází většina národních muzeí, včetně Národního muzea výtvarných umění, Moldavské státní univerzity, Brancusiho galerie, Národního muzea historie Moldavska s více než 236 000 exponáty, a také rušné trhy na severu města, včetně domu, kde kdysi pobýval Alexandr Puškin v exilu před ruským carem a který byl později přeměněn na muzeum. Každý rok 3.–4. října se v zemi slaví Národní den vína, kdy vinaři otevírají svá vinařství široké veřejnosti a zajišťují kyvadlovou dopravu mezi jednotlivými místy.

### Vinařský průmysl

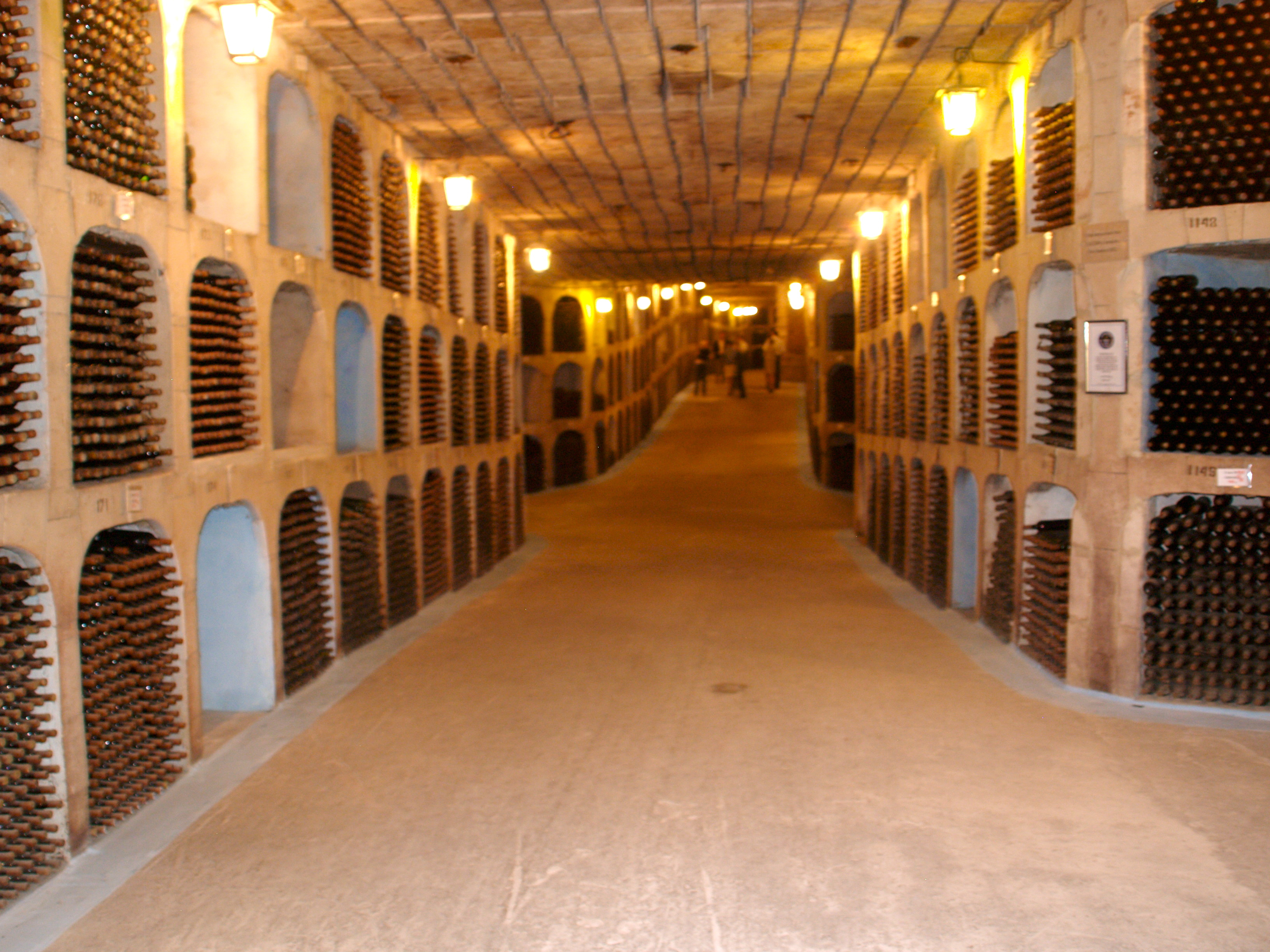
V Mileștii Mici se nachází největší vinný sklep na světě

Díky 300 slunečným dnům v roce je podnebí v Moldavsku ideální pro zemědělství a zejména pro pěstování vinné révy. Vinařský průmysl je významným hospodářským odvětvím, které podle vládních údajů představuje tři procenta moldavského HDP a osm procent celkového vývozu země. Moldavské víno se vyváží do více než 70 států světa. Ačkoli je Moldavsko sotva větší než Belgie, má země 122 000 hektarů vinic a podle zprávy Mezinárodní organizace pro révu a víno (OIV) patří mezi 20 největších producentů na světě.
Před ruskou invazí na Ukrajinu a obratem Moldavska k Evropě směřovala většina jeho vývozu vína do Ruska, ale to se nyní změnilo: "Podle údajů moldavského ministerstva zemědělství se Rusko v roce 2021 podílelo na vývozu moldavského vína pouze 10 %, což je pokles oproti 80 % na počátku roku 2000." EU liberalizovala svůj trh s moldavskými víny a podepsala s Moldavskem dvoustrannou dohodu o volném obchodu, v důsledku čehož země v roce 2021 vyvezla do evropských zemí více než 120 milionů litrů vína, zatímco do Ruska 8,6 milionu litrů.
Mnoho rodin má své vlastní recepty a odrůdy hroznů, které se dědí z generace na generaci. Existují 3 historické vinařské oblasti: Valul lui Traian (jihozápad), Stefan Voda (jihovýchod) a Codru (střed). V Mileștii Mici se nachází největší vinný sklep na světě, který je určen pro výrobu vín s chráněným zeměpisným označením. Táhne se v délce 200 km (i když v provozu je pouze 55 km a uchovává asi 2 miliony i více lahví vína. Od roku 2005 drží Guinnessův rekord v kategorii největší vinný sklep podle počtu lahví. Nejstarší vína v jeho sbírce pocházejí z roku 1969. Mimi Castle na jihovýchodě je vinařství a architektonická památka, která byla postavena na konci 19. století ve vesnici Bulboaca v okrese Anenii Noi a je považována za první vinařství v Besarábii. Od té doby se z něj stal také turistický komplex s muzeem, uměleckou galerií, hotelem, lázněmi a degustačními místnostmi.

### Zemědělství

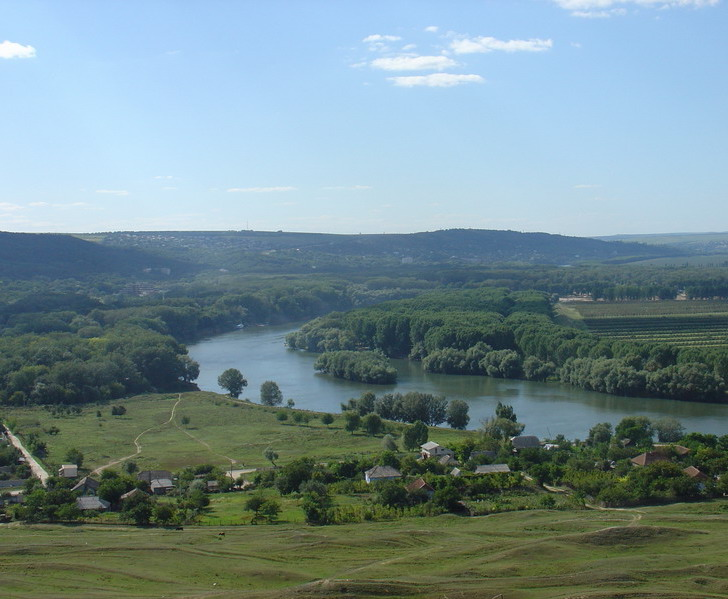
Zemědělská půda u Dněstru (rok 2004)

Moldavsko je agrárně-průmyslový stát, jehož zemědělská půda zabírá 24 990 km2 z celkové rozlohy 33 846 km2. Odhaduje se, že 18 105 km2 z této rozlohy je orná půda. Patří k nejúrodnějším zemím v Evropě, přičemž černozemě na území Bălți stepi patří k nejúrodnějším půdám na světě. Díky více než 300 slunečním dnům v roce, které podporují pěstování vinné révy, je Moldavsko také jedním z největších producentů vína na světě. Moldavský zemědělský sektor těží z geografické blízkosti velkých trhů, zejména Evropské unie. 280] V roce 2021 tvořilo zemědělství 12 % celkového moldavského vývozu a 21 % celkové zaměstnanosti. Mezi nejvyváženější potraviny patří kukuřice, pšenice, slunečnicová semínka, hrozny, jablka, cukrová řepa, mléko, brambory, ječmen, švestky/slané ovoce, zatímco mezi relevantní a důležitá domácí odvětví patří zpracování cukru, rostlinného oleje, potravinářství a zemědělské stroje. Mezi lety 2015 a 2022 se zemědělská produkce téměř zdvojnásobila, zejména v produkci zeleniny a ovoce. V červenci 2023 byla po celém Moldavsku za pomoci Ministerstva zahraničních věcí České republiky, nevládních organizací a Rozvojového programu OSN vytvořena síť 20 semenných knihoven zahrnující více než 1 000 semen, jejímž cílem je zlepšit místní zemědělskou biodiverzitu, odolnost vůči klimatu a schopnost místní samosprávy a zemědělců účinně reagovat na měnící se environmentální podmínky.
Zemědělský sektor v zemi nicméně čelí vážným dlouhodobým výzvám. Přestože má Moldavsko relativně nízké emise skleníkových plynů na obyvatele a nižší, než je světový průměr, je velmi zranitelné vůči změně klimatu a souvisejícím ekologickým katastrofám, které zemi již nyní stojí 2,13 % ročního HDP." Podle Climate-KIC, který provozuje Evropský inovační a technologický institut, "může stejný region v Moldavsku během několika měsíců zažít intenzivní sucha a ničivé povodně, což je hlavní obava místních lidí, když mluví o klimatu. Kvůli nepravidelnosti těchto událostí je však obtížné udržet dlouhodobý zájem Moldavanů nebo nasměrovat peníze od dárců."

### Doprava

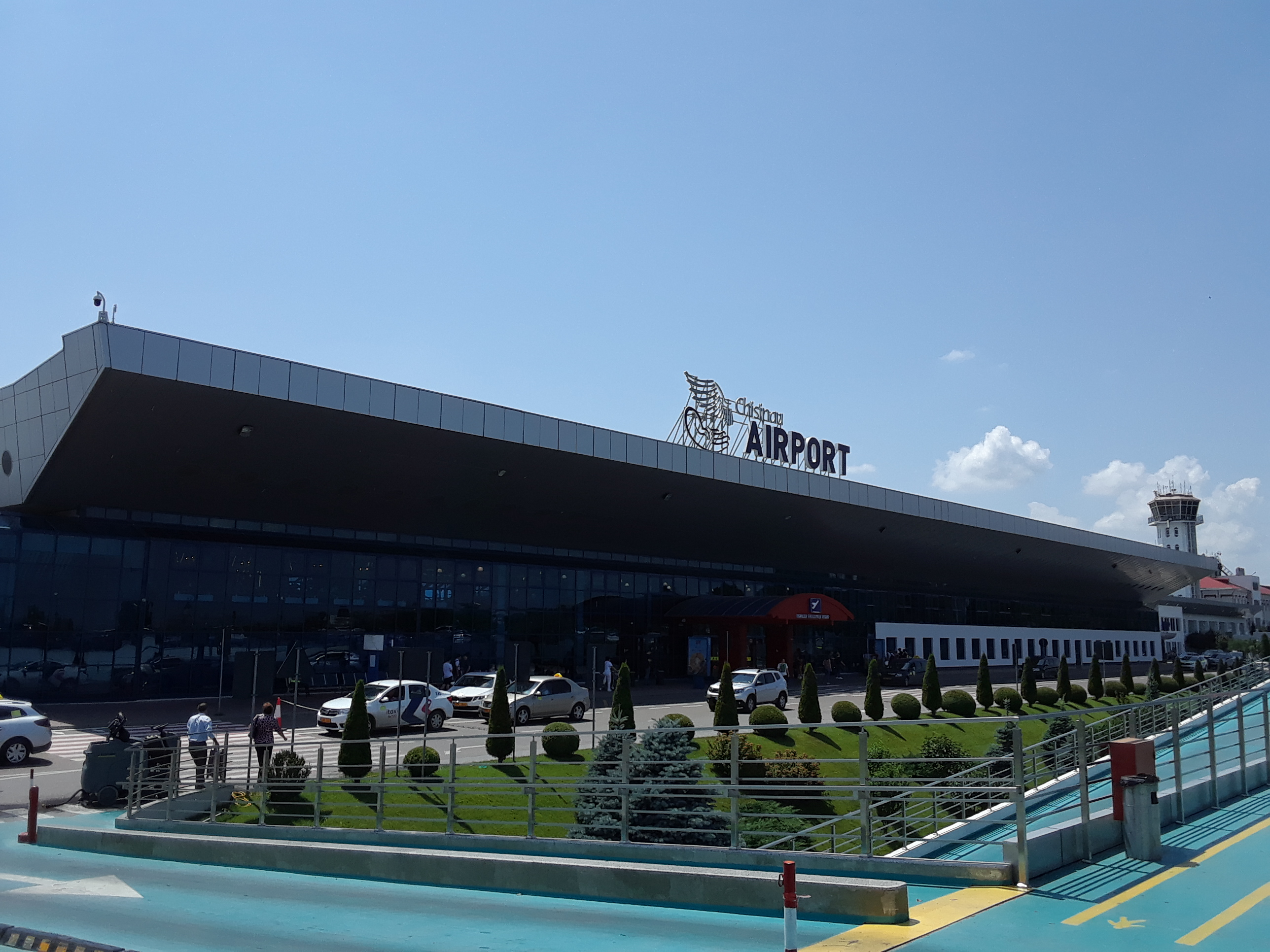
Letiště Kišiněv

Hlavními dopravními prostředky v Moldavsku jsou železnice v délce 1 138 km a síť silnic (celkem 12 730 km, z toho 10 937 km asfaltových povrchů). Železniční spojení zajišťují přímé noční vlaky do sousední Bukurešti, Kyjeva, Oděsy a dříve také do Moskvy.
Terminál v Giurgiulești na Dunaji je vyhovující pro malá námořní plavidla. Lodní doprava na dolním toku Prutu a Dněstru hraje v dopravním systému země jen malou roli. Nejdůležitějšími vnitrozemskými přístavy jsou Tighina a Rybnica na Dněstru a Ungheni na Prutu.
Jedinou mezinárodní leteckou bránou Moldavska je Mezinárodní kišiněvské letiště, odkud létají přímé lety do mnoha evropských destinací.

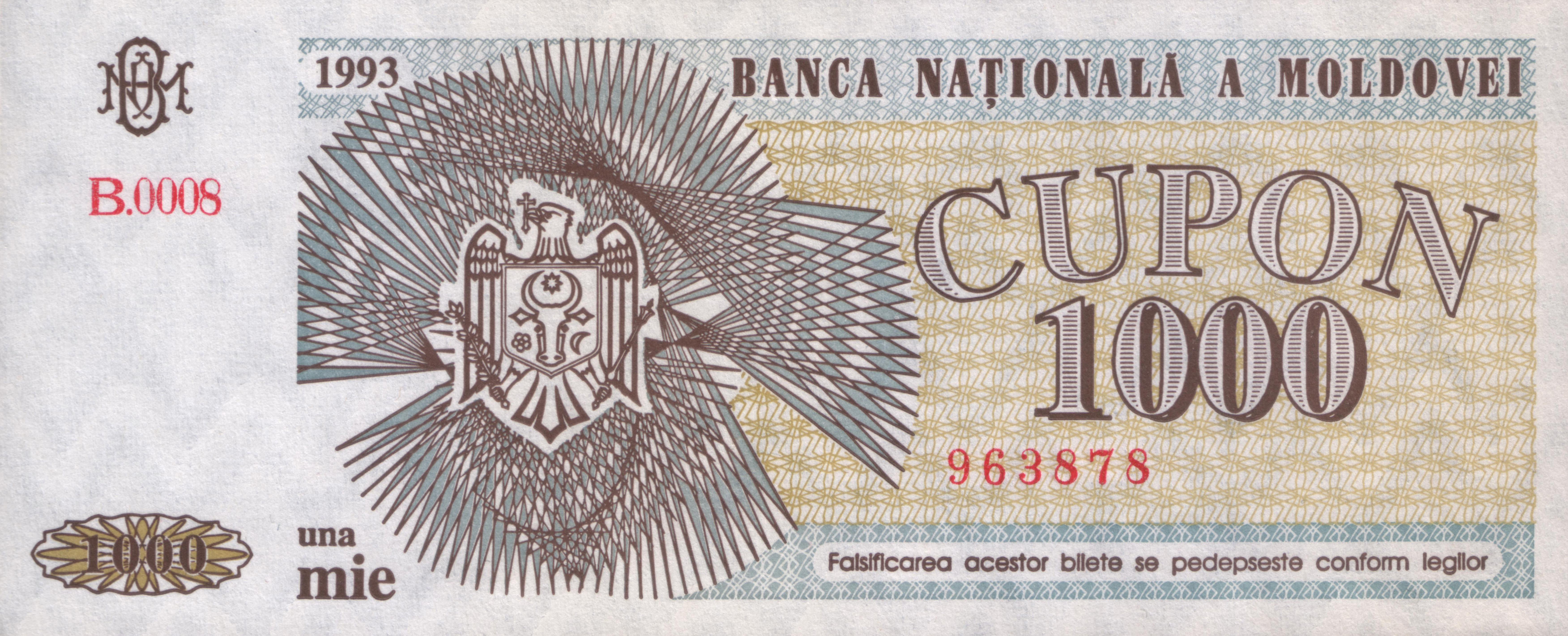
Moldavský kupón – provizorní měna, nahrazující po odtržení od SSSR Sovětský rubl

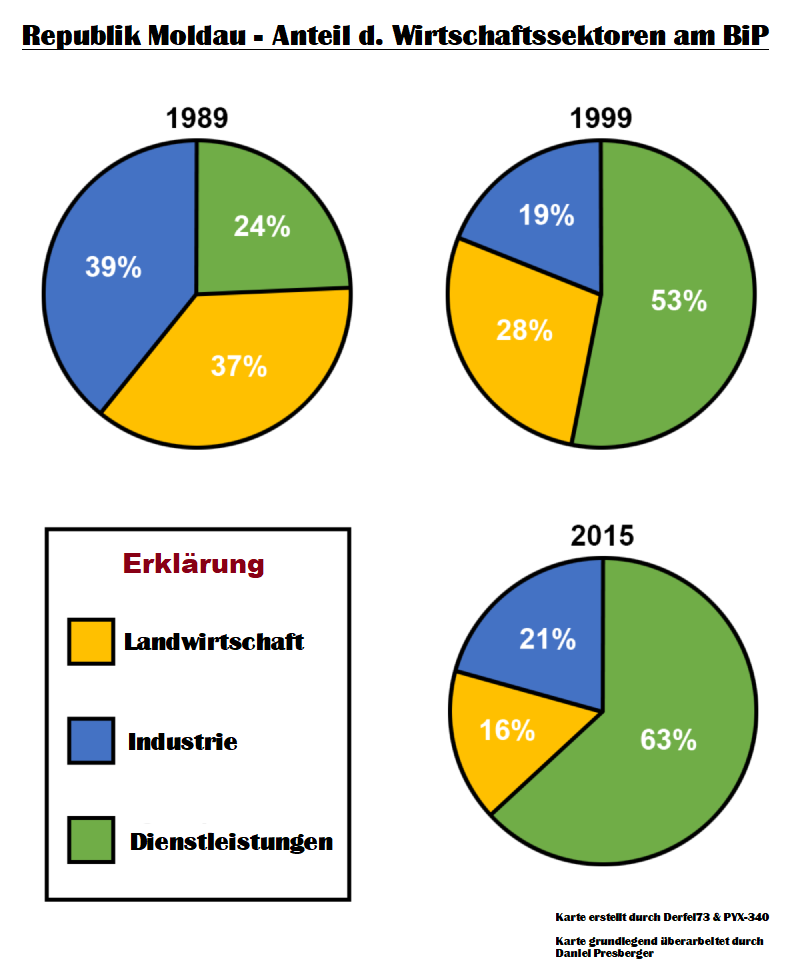
Podíl hospodářských odvětví na HDP

### Telekomunikace
Internet v Moldavsku patří od roku 2023 k nejrychlejším a nejlevnějším na světě. Země se řadí na 3. místo na světě podle gigabitového pokrytí, přičemž přibližně 90 % obyvatel má možnost objednat si širokopásmový tarif s gigabitovou rychlostí optických vláken. Rozvojový program OSN ho vyhodnotil jako zemi s vysoce rozvinutou digitální infrastrukturou, jejíž území je z 98 % pokryto sítí 4G. K červenci 2022 byly v Moldavsku více než 3 miliony uživatelů internetu, což představuje přibližně 76 % obyvatelstva. Moldavsko zvažuje nabídku na zahájení zavádění 5G v roce 2024, přičemž testování by mělo začít v roce 2019. Satelitní internet Starlink byl v Moldavsku spuštěn v srpnu 2022. Informační a komunikační technologie jsou v Moldavsku jedním z nejperspektivnějších hospodářských odvětví, které se na HDP podílí více než 10 %. Více než 2 000 moldavských studentů ročně absolvuje studium v oboru výpočetní techniky nebo příbuzném oboru.
Globální index kybernetické bezpečnosti Mezinárodní telekomunikační unie řadí Moldavsko na 33. místo v Evropě a 63. místo na světě. Připojení země k Úmluvě o počítačové kriminalitě v roce 2009 a přijetí Národního programu kybernetické bezpečnosti na období 2016–2020 stanovilo legislativní parametry pro bezpečnější digitální prostředí. Od ruské invaze na sousední Ukrajinu a její kampaně kybernetické války proti Moldavsku investovala moldavská vláda s pomocí Evropské unie a Spojených států amerických značné finanční prostředky a zdroje do rozvoje silnějších postupů a předpisů v oblasti počítačové bezpečnosti. Evropská unie rovněž zřídila a financovala moldavskou jednotku rychlé pomoci v oblasti kybernetické bezpečnosti s cílem zlepšit kybernetickou odolnost moldavských organizací veřejného sektoru a klíčových odvětví kritické infrastruktury. Moldavsko přijalo nové právní předpisy částečně vypracované touto jednotkou, které vstoupí v platnost 1. ledna 2025. Země rovněž přijala právní předpisy, aby se více přizpůsobila předpisům Evropské unie o GDPR, a v současné době je s nimi převážně v souladu.
Průměrná mzda v Moldavsku v roce 2007 dosahovala pouze 100 USD. V roce 2018 byl průměrný plat v zemi 3,2krát nižší než v sousedním Rumunsku. Odhadem až 25 % práceschopného obyvatelstva pracuje v zahraničí. Proto je oficiální nezaměstnanost pouhé 2,3 %.
Moldavsko je prioritní zemí české zahraniční rozvojové spolupráce. Česká republika se tak podílí na řešení některých problémů země, především v oblasti životního prostředí, vzdělání a prevence migrace.

## Obyvatelstvo
Nejaktuálnější a nejspolehlivější informace o obyvatelstvu jsou k dispozici na internetových stránkách Národního statistického úřadu Moldavské republiky, které jsou průběžně měsíčně a ročně aktualizovány. Poslední celostátní sčítání lidu v Moldavsku proběhlo v roce 2014 (bez Podněstří). Další celostátní sčítání lidu by se mělo uskutečnit v roce 2024.

### Demografie
Obyvatelstvo Moldavska podle etnických skupin
Odhadovaný počet obyvatel Moldavska k 1. lednu 2024 byl 2 423 300 osob, což je o 69 000 osob méně než na začátku roku 2023, čímž se Moldavsko řadí mezi nejméně lidnaté země v Evropě. Moldavsko je poměrně urbanizované, v roce 2022 žilo 43,4 % Moldavanů ve městech a míra urbanizace činila 0,09 %. Přibližně třetina moldavské populace žije v metropolitní oblasti hlavního města Kišiněva. Hustota zalidnění v zemi k roku 2022 činila 82,8 obyvatel na 1 km2 a průměrná délka života byla 71,5 roku (67,2 roku u mužů a 75,7 roku u žen). V Moldavsku připadá na 90 mužů 100 žen a zaměstnané ženy mají výrazně vyšší úroveň vzdělání, přestože ženy nadále vydělávají v průměru o 13,6 % méně než muži. Počet starších osob (60 let a více) na 100 obyvatel Moldavska se meziročně zvýšil. Státním jazykem je rumunština, románský jazyk, ačkoli přibližně 15 % moldavské populace hovoří k roku 2014 také rusky.
Země dlouhodobě trpí úbytkem obyvatelstva v důsledku vysoké míry emigrace (v roce 2022 zemi opustilo o 43 000 lidí více, než kolik jich přišlo) a také nízké porodnosti. Podle Balkan Insight se počet obyvatel od roku 1990 snížil o téměř 33 % a v roce 2035 může být celkový počet obyvatel poloviční oproti roku 1990. Od roku 2018 počet zemřelých převyšuje počet živě narozených dětí, i když od roku 2021 se tento rozdíl snižuje. V roce 2022 byl průměrný počet dětí na jednu ženu v plodném věku 1,69, což je výrazně pod mírou reprodukce 2,1, oproti 1,78 v roce 2019. Celkový počet zemřelých se v roce 2022 oproti roku 2019 snížil o 20,5 %. Nezaměstnanost zůstala nízká a v roce 2022 činila přibližně 3 %.
Podle celostátního sčítání lidu z roku 2014 tvořili etničtí Moldavané přibližně 75 % obyvatel země, zatímco nejvýznamnější etnické menšiny tvořili Rumuni (7 %), Ukrajinci (6,6 %), Gagauzové (4,6 %) a Rusové (4,1 %). K menším patří Bulhaři (1,9 %), Romové (0,3 %), Bělorusové (0,1 %), Židé (0,06 %) a Poláci (0,05 %).
Nedaleko Cahulu na samém jihu země se nachází jediná česká vesnice v zemi, Huluboaia (česky Holubinka).

### Jazyk
Od března 2023 je jediným úředním jazykem Moldavska rumunština a všechny odkazy na moldavštinu v ústavě a zákonech byly změněny na rumunštinu. Při sčítání lidu v Moldavsku v roce 2014 byly poprvé shromážděny informace o jazycích, kterými obyvatelé země hovoří. Vedou se spory o to, zda by moldavština a rumunština měly být považovány za samostatné jazyky, moldavská vláda jakékoli rozlišování odmítá, nicméně sčítání umožnilo respondentům odpovědět preferovaným označením. Výsledky byly následující: moldavština (54,6 %), rumunština (24,0 %), ruština (14,5 %), ukrajinština (2,7 %), gagauzština (2,7 %), bulharština (1,7 %) a jiné (0,5 %).

### Diaspora a emigrace

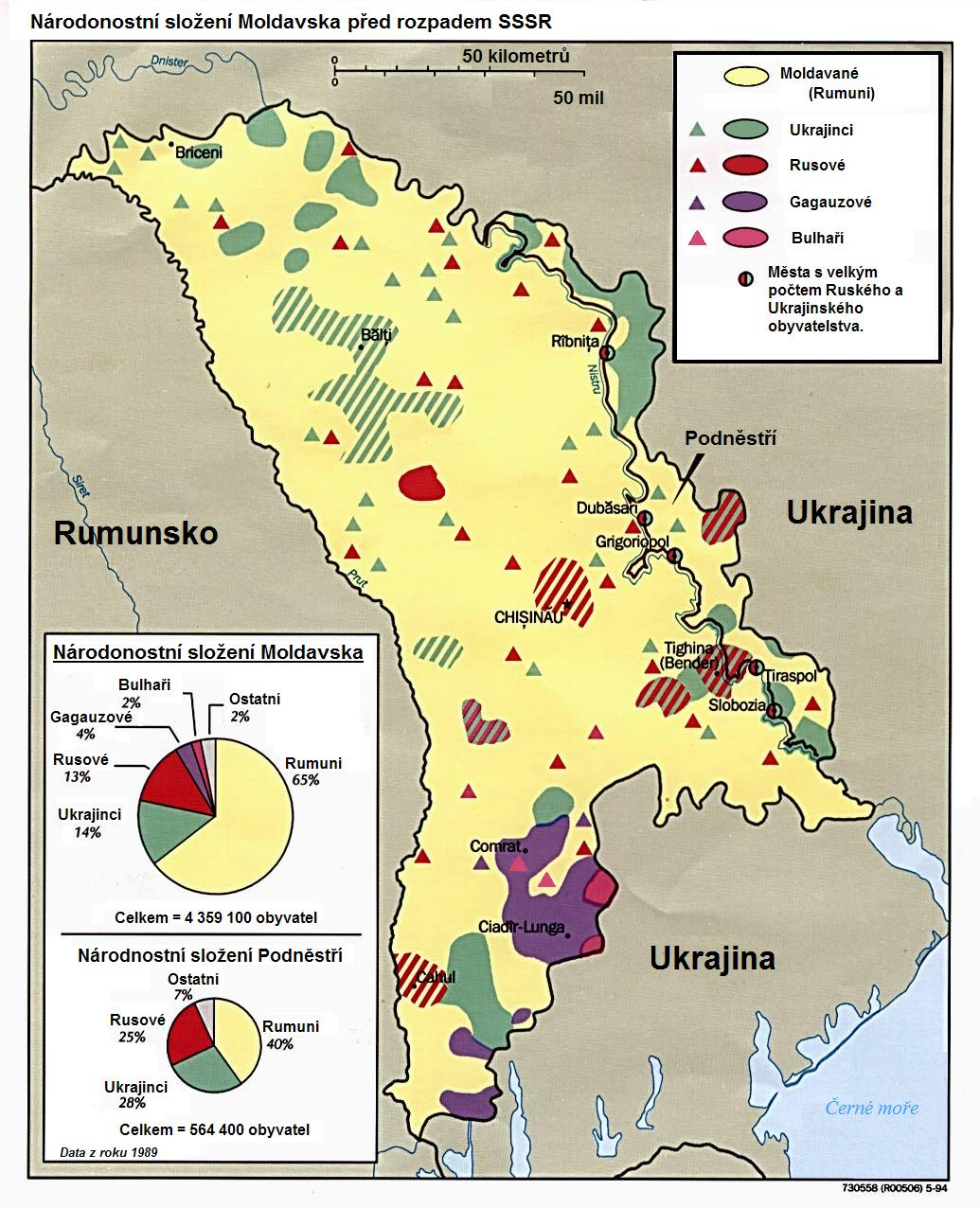
Mapa složení obyvatelstva (z roku 1989)

Emigrace je v Moldavsku masovým jevem a má zásadní vliv na demografický a hospodářský vývoj země. Odhaduje se, že v zahraničí žije a pracuje více než 1,2 až 2 miliony moldavských občanů (více než 25 % populace). Moldavská ekonomika je stále do značné míry závislá na převodech jejich peněz. Moldavané žijí na celém Balkáně, v západní Evropě a Severní Americe. Mezi nejvýznamnější moldavské diaspory patří např. 285 000 osob v Rumunsku (2020), 258 600 osob na Ukrajině (2002), 156 400 osob v Rusku (2010), 188 923 osob v Itálii (2019), 122 000 osob v Německu (2022), 26 300 osob ve Francii (2019) a 20 470 osob v Kanadě (2021).
Současné trendy naznačují, že počet obyvatel Moldavska bude i nadále klesat, přičemž emigrace zůstává dlouhodobá a je vyšší než imigrace nebo přirozená porodnost. V roce 2020 klesla čistá emigrace na minimum 7 000 osob, ale k roku 2022 zemi opustilo o 43 000 osob více, než se do ní přistěhovalo, i když oproti čisté emigraci 45 000 osob v roce 2021 došlo k mírnému poklesu. K nárůstu v letech 2020 až 2022 mohla přispět ruská invaze na sousední Ukrajinu a její ekonomický dopad na Moldavsko. Existují však náznaky, že invaze na Ukrajinu a kroky země směřující ke vstupu do Evropské unie mohly vést k nárůstu počtu moldavských emigrantů, kteří se vracejí do země svého narození a snaží se pomoci zemi vstoupit do EU. Moldavská diaspora měla také významný vliv na nedávné moldavské volby, když v roce 2020 hlasovala v drtivé většině pro prezidentku Maiu Sanduovou a v parlamentních volbách v roce 2021 pro její Stranu akce a solidarity.

### Náboženství

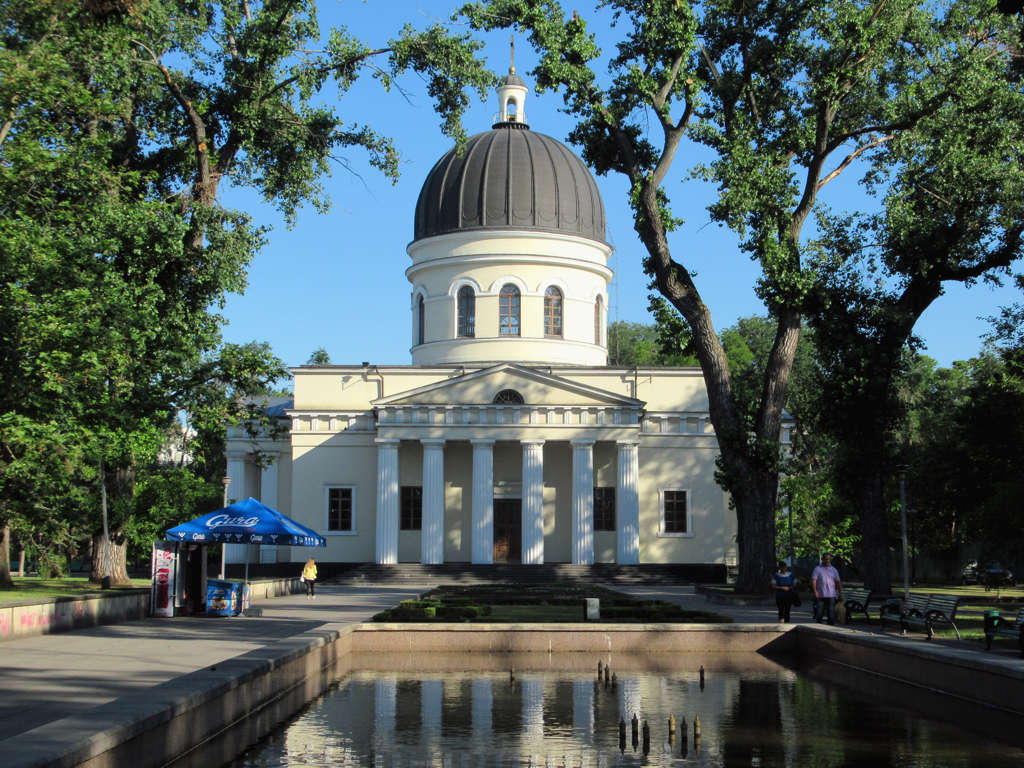
Katedrála Narození Páně, Kišiněv. Moldavská pravoslavná církev

Moldavská ústava stanoví svobodu náboženského vyznání a úplnou odluku církve od státu, ačkoli ústava zmiňuje "výjimečný význam" východního pravoslavného křesťanství. Diskriminace na základě náboženské příslušnosti je nezákonná a podněcování k náboženské a etnické nenávisti bylo v květnu 2022 prohlášeno za nezákonné. Náboženství v Moldavsku dominuje východní pravoslavná větev křesťanství. Podle moldavského sčítání lidu z roku 2014 se 90 % obyvatel země hlásilo k východní pravoslavné větvi křesťanství. Z tohoto počtu přibližně 80–90 % pravoslavných Moldavanů patří k Moldavské pravoslavné církvi, která je podřízena Ruské pravoslavné církvi a hraje silnou roli v prohlubování vlivu Ruska v Moldavsku. Zbývajících 10-20 % pravoslavných Moldavanů patří k metropolii Besarábie, která je podřízena rumunské pravoslavné církvi.
Ministerstvo zahraničí Spojených států amerických odhaduje, že v roce 2022 se k žádnému náboženství nepřihlásilo přibližně 7 % obyvatel Moldavska. Počet baptistů, svědků Jehovových a letničních se pohybuje mezi 15 000 a 30 000; organizace Židovská obec Moldavské republiky odhaduje počet židovské populace na přibližně 20 000; a Islámská liga Moldavska (nevládní organizace, kterou moldavské ministerstvo spravedlnosti v roce 2011 uznalo jako organizaci zastupující moldavské muslimy) odhaduje počet muslimů na přibližně 15 000–17 000. V Kišiněvě se nachází šest synagog, dále jedna v Orhei, jedna v Soroce a jedna v Tiraspolu a jedna mešita v Kišiněvě. Zbývajících necelých 5 % moldavského obyvatelstva tvoří adventisté sedmého dne, evangelíci, římští katolíci, luteráni a ateisté. Podněsterské úřady odhadují, že 80 % tamějšího obyvatelstva se hlásí k moldavské pravoslavné církvi.

### Zdraví a plodnost
Struktura úmrtí podle hlavních skupin příčin smrti v roce 2022
Moldavsko poskytuje všeobecnou zdravotní péči prostřednictvím systému povinného zdravotního pojištění. Podle posledních oficiálních údajů z roku 2022 připadá na 10 000 obyvatel 48,4 lékaře a 91 jednotek středního zdravotnického personálu. Přibližně 53 % osob starších 16 let ve městech označilo svůj zdravotní stav za "dobrý" nebo "velmi dobrý", zatímco na venkově je to přibližně 33 % osob stejného věku. V zemi je 86 nemocnic, 1 524 lékáren a poboček, 12 600 lékařů, 23 687 zdravotníků a 17 293 nemocničních lůžek. Moldavsko vydává na zdravotní péči 6 % svého ročního HDP, v roce 2019 to bylo 4,9 %.
K roku 2022 byla střední délka života 71,5 roku (67,2 roku u mužů a 75,7 roku u žen), což je o něco méně než ve srovnatelných zemích, jako je Albánie, Bulharsko, Lotyšsko a Ukrajina. Počet starších osob (ve věku 60 let a více) v přepočtu na 100 obyvatel v Moldavsku meziročně vzrostl. Úhrnná plodnost na jednu ženu v roce 2022 činila 1,69, což představuje pokles z 1,78 v roce 2019 a je nižší než míra reprodukce 2,1. Na 1 000 obyvatel připadalo v roce 2022 10,6 živě narozených dětí, což je pokles z 12,2 v roce 2019, a 14,2 zemřelých na 1 000 obyvatel, což je nárůst z 13,7 v roce 2019, ale výrazný pokles ze 17,5 v roce 2019. Kojenecká úmrtnost na 1 000 živě narozených byla 9,0, což představuje mírný nárůst oproti 8,7 v roce 2020.
Celkový počet zemřelých se oproti roku 2021 snížil o 20,5 %. Podle Národní agentury pro veřejné zdraví byly v roce 2022 hlavními příčinami úmrtí nemoci oběhové soustavy (58 %), rakovinné nádory (15,8 %), onemocnění trávicího traktu (7,8 %), vnější příčiny (4,8 %) a ostatní příčiny (13,9 %). Konkrétně byly v roce 2019 hlavními příčinami úmrtí ischemická choroba srdeční, cévní mozková příhoda, hypertenzní choroba srdeční, cirhóza jater a rakovina průdušnice, průdušek a plic."
Moldavský parlament 19. prosince 2016 schválil zvýšení věku odchodu do důchodu na 63 let[ ze stávajících 57 let pro ženy a 62 let pro muže, což bylo součástí tři roky starého programu pomoci dohodnutého s Mezinárodním měnovým fondem. Věk odchodu do důchodu se postupně zvyšuje o několik měsíců každý rok, až do roku 2028, kdy bude plně platit.

### Vzdělávání
Ve školním roce 2022/23 fungovalo v Moldavsku 1 218 základních a středních škol, 90 odborných škol a 21 vysokých škol a 12 soukromých vysokých škol, které navštěvovalo celkem 437 000 žáků a studentů. Od roku 2015 Rumunsko přiděluje moldavským studentům 5 000 stipendijních míst na středních a vysokých školách. Stejně tak více než polovina předškolních dětí v Moldavsku využívá program na rekonstrukci a vybavení mateřských škol financovaný Rumunskem. Téměř všichni obyvatelé jsou gramotní: míra gramotnosti obyvatelstva staršího 15 let se odhaduje na 99,6 %.

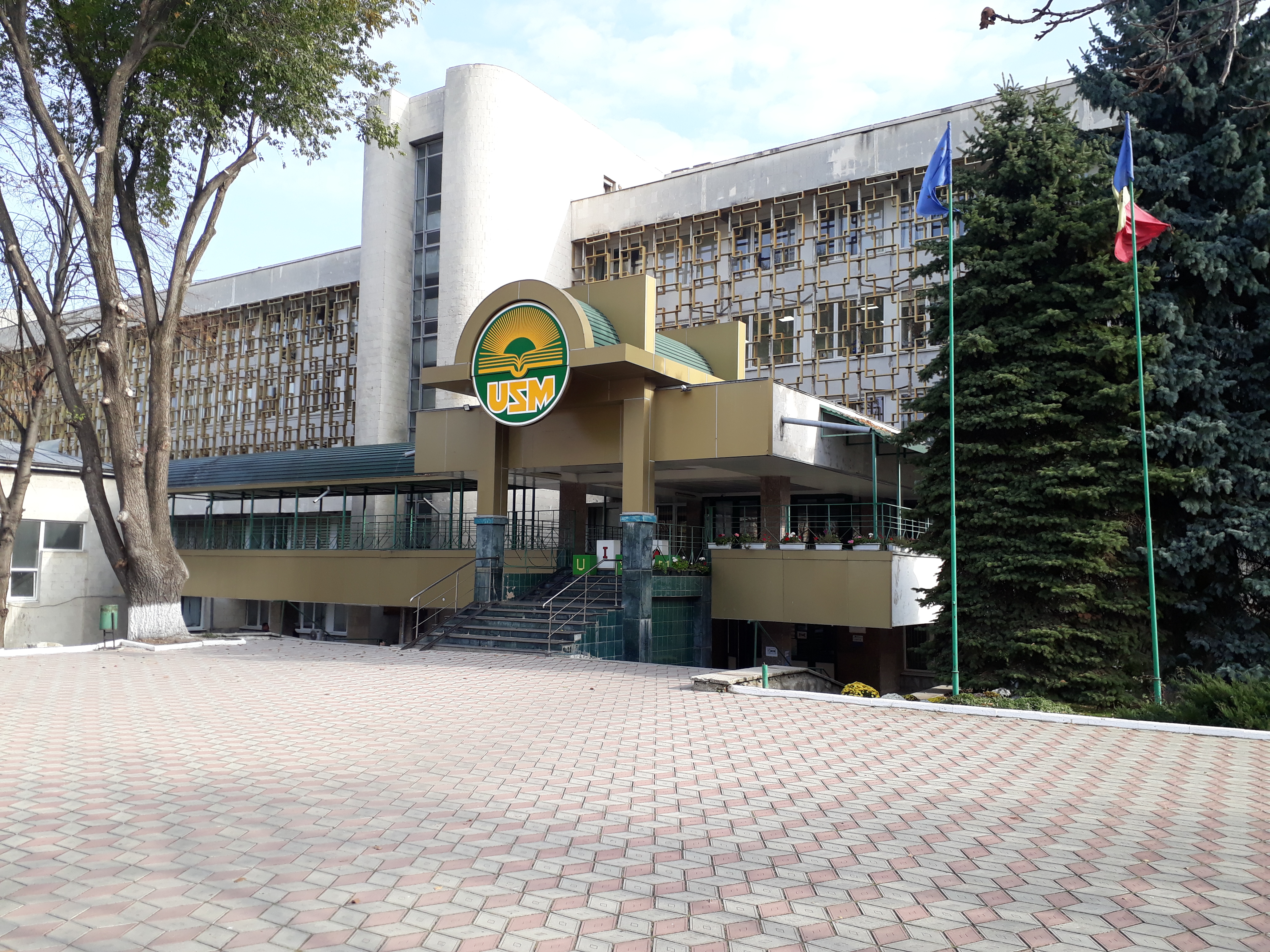
Hlavní vchod do budovy Moldavské státní univerzity

Hlavními vysokoškolskými institucemi v Moldavsku jsou Moldavská státní univerzita (založena v roce 1946) a Moldavská akademie věd (založena v roce 1961), které se nacházejí v Kišiněvě. Moldavská akademie ekonomických studií (založena v roce 1991) se umístila na žebříčku Times Higher Education World University Rankings a vychovala řadu národních představitelů včetně současné moldavské prezidentky Maiy Sandu a vůdce opozice Igora Dodona. Mezi další významné univerzity patří Státní pedagogická univerzita Iona Creangă v Kišiněvě (založena v roce 1940), Státní lékařská a farmaceutická univerzita Nicolae Testemițanu (založena v roce 1945) a Moldavská technická univerzita (založena v roce 1964). Ženy tvoří 59,1 % studentů vysokých škol a 70,1 % všech zahraničních studentů doktorských programů v Moldavsku. Vysokoškolské vzdělání má v Moldavsku 32,3 % zaměstnaných žen oproti 24,5 % mužů a 16,9 % středoškolské specializované vzdělání oproti 11,3 % mužů.

### Regionální rozdíly a napětí

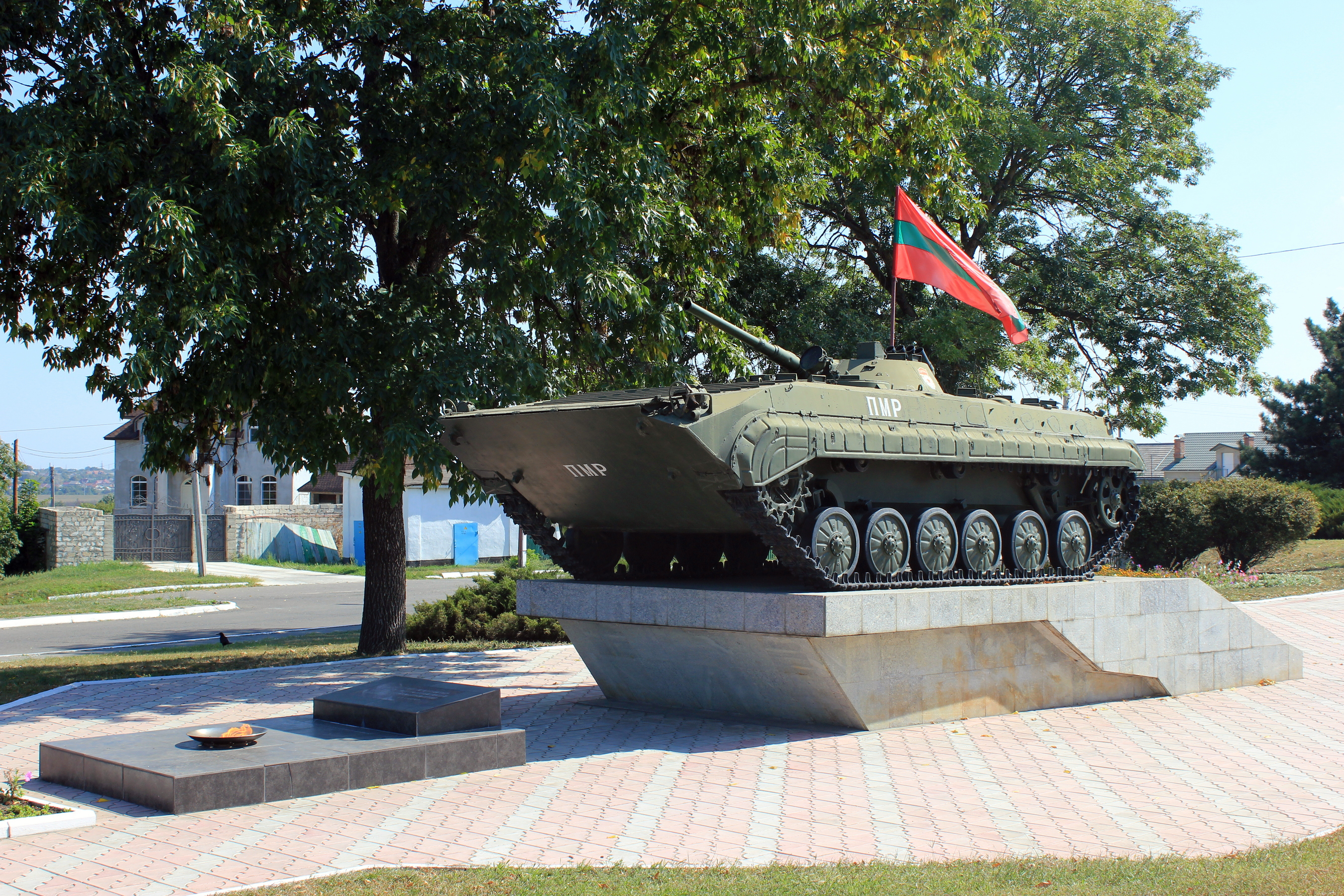
Tank v Benderu

Moldavsko se od získání nezávislosti vyznačuje značným rozsahem hlubokých regionálních rozdílů na svém mezinárodně uznaném území. Od získání nezávislosti se země potýká s otázkami národní identity, geopolitické strategie a spojenectví, přičemž je často rozpolcena mezi Rumunskem a Evropskou unií na západě a Ruskou federací na východě. Na východě Moldavska se nachází neuznaný separatistický stát Podněstří, který leží na východním břehu Dněstru a sousedí s Ukrajinou, který od roku 1992 udržuje úzké diplomatické, vojenské a hospodářské vztahy s Ruskem a v regionu je rozmístěno více než tisíc ruských vojáků. To se ukázalo jako obzvláště obtížné po ruské invazi na Ukrajinu v roce 2022, neboť poloha Podněstří na jihozápadním křídle Ukrajiny a hostování více než tisíce ruských vojáků představuje potenciální hrozbu pro ukrajinské válečné operace. Vysoký představitel Evropské unie pro zahraniční věci a bezpečnostní politiku Josep Borrell potvrdil, že cesta k přistoupení nezávisí na vyřešení podněsterského konfliktu.
Dále je zde otázka autonomní územní jednotky Gagauzsko. Gagauzové jsou turkicky mluvící národ žijící na jihu Moldavska a jihozápadě Ukrajiny. Ačkoli je jejich přesný původ  nejasný, mají silný pocit etnické identity odlišné od Moldavska, Rumunska a Ukrajiny, s osobitým jazykem a kulturními tradicemi. Přesto jsou silně rusifikovanou skupinou. Podpora integrace s Rumunskem a Evropskou unií je mezi Gagauzci podstatně nižší než mezi širší moldavskou populací. V roce 2014, krátce předtím, než Moldavská republika podepsala asociační dohodu s EU, hlasovalo téměř 99 % Gagauzů v referendu "pro odmítnutí užších vazeb s Evropou ve prospěch vstupu do Euroasijského ekonomického svazu vedené Ruskem." V roce 2015 "jen o něco více než polovina Gagauzů hlasovala pro Ruskem podporovanou socialistickou kandidátku Irinu Vlachovou na post guvernérky." Gagauzsko nadále představuje vážnou výzvu jak pro územní suverenitu Moldavska, tak pro jeho politickou stabilitu, a to kvůli systémovému zapojení Ruska v regionu, zejména podporou proruských místních stran a kandidátů na vedení. Evropské centrum pro otázky menšin rovněž upozornilo na roli údajně neutrálních nevládních skupin v Gagauzsku jako nové složky hybridní války Ruska proti Moldavsku i Ukrajině. Současná místní vůdkyně Evghenia Guțulová v červenci 2023 poděkovala uprchlému moldavskému oligarchovi Ilanu Șorovi, vůdci zakázané moldavské proruské opoziční strany Șora, za jeho osobní a finanční podporu a "ochotu udělat vše pro to, abychom mohli splnit naše volební sliby", a vyjádřila přání prohloubit diplomatické vztahy s Ruskem.
V Moldavsku se také vedou značné spory o etnickou a jazykovou identitu, zda moldavština a Moldavané tvoří samostatné jazykové a etnické skupiny vedle rumunštiny a Rumunů. Možnost sjednocení Moldavska a Rumunska zůstává v obou zemích populárním tématem od vyhlášení nezávislosti Moldavska v roce 1991. Rumunsko a Moldavsko udržují mimořádně silné diplomatické vztahy. Rumunsko podporuje rychlý vstup Moldavska do Evropské unie a poskytuje rozsáhlou hospodářskou pomoc moldavské ekonomice, která se potýká s problémy, a poskytovalo až 90 % moldavských energetických potřeb prostřednictvím zvýhodněných limitovaných cen, protože Moldavsko se snažilo snížit svou závislost na ruské ropě a zemním plynu. Vztahy se ještě více upevnily po ruské invazi na Ukrajinu. Až 74 % rumunské veřejnosti a více než 40 % moldavské veřejnosti by podpořilo začlenění Moldavska do Rumunska v té či oné formě, ačkoli většina obyvatel obou zemí se domnívá, že "nyní není ta správná chvíle". Průzkum z roku 2022 během ruské invaze na Ukrajinu ukázal, že pouze 11 % obyvatel Rumunska podporuje okamžitou unii, zatímco více než 42 % si myslí, že není vhodná chvíle.
Podle údajů sčítání lidu z roku 2014 žije v Moldavsku (v oblastech kontrolovaných ústřední vládou) 2 998 235 obyvatel, což je pokles o 11,3 % oproti údajům zjištěným při sčítání lidu v roce 2004. Míra urbanizace je 45 %. V Podněstří (k říjnu 2015) žilo 475 665 obyvatel, což je rovněž pokles, o 14,3 %, oproti číslu zaznamenanému při sčítání lidu v roce 2004. Míra urbanizace v Podněstří byla 69,9 %. Emigrace je v Moldavsku masový jev a má zásadní dopad na demografickou situaci a ekonomiku země. Moldavská zpravodajská a bezpečnostní služba odhaduje, že 600 000 až 1 milion moldavských občanů (téměř 25 % obyvatel) pracuje v zahraničí.

## Věda

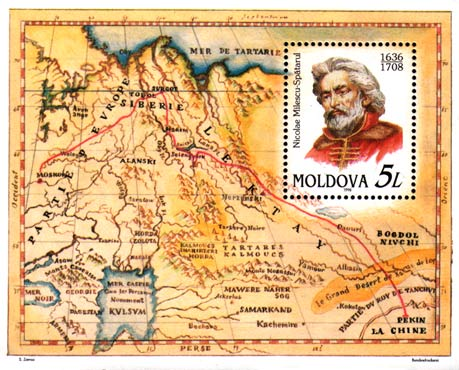
Nikolaj Gavrilovič Spafarij na moldavské poštovní známce

Zakladatelem moldavské vzdělanosti byl v 16. století Grigore Ureche, který ve své kronice Letopisețul Țării Moldovei poprvé zaznamenal existenci moldavského jazyka a jeho románského původu. Urecheho kronikářské dílo dokončil Miron Costin. Moldavci se hrdě hlásí také k dalšímu významnému historikovi, Dimitrie Cantemirovi, který byl chvíli i moldavským knížetem (1710–1711). Připravil první vědeckou zprávu o Moldávii, Descriptio Moldaviae, v níž popsal její zeměpisné, etnografické a ekonomické podmínky. V 17. století byl významným vědcem Nikolaj Gavrilovič Spafarij, největší význam mají jeho zápisky z cesty do Číny, které obsahují cenné informace o tehdejších poměrech na Sibiři i v Číně.

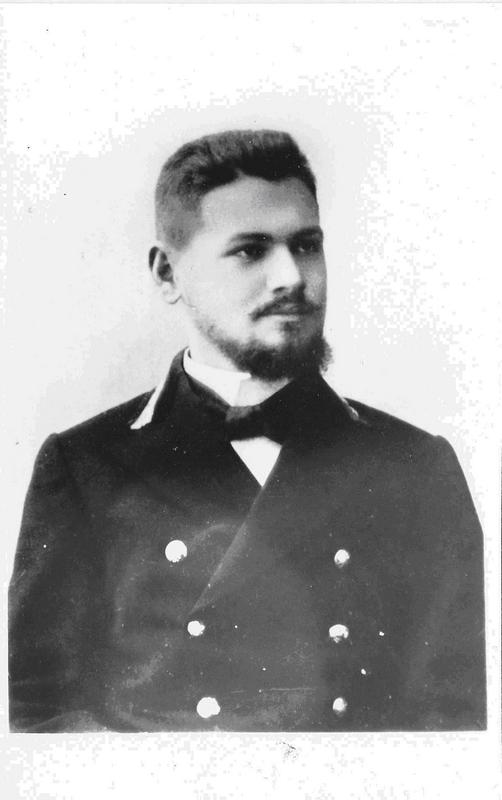
Lev Berg

Rumunskou filologii 19. století povýšil Bogdan Petriceicu Hasdeu (rodák ze severní Besarábie, o niž Moldavsko přišlo). Lev Berg byl významným geografem a prezidentem Ruské geografické společnosti. V Moldavsku se narodil také slavný polský statistik Jerzy Neyman, jazykovědec a odborník na románské jazyky Eugenio Coșeriu či chemik a otec teorie organické katalýzy Nikolaj Zelinskij, mj. vynálezce první účinné filtrační plynové masky s aktivním uhlím na světě. K nejlepším vojenským teoretikům Rudé armády patřil Jona Jakir, který se však nakonec stal obětí zinscenovaného soudního procesu s okruhem kolem maršála Tuchačevského. Politologem a odborníkem na geopolitiku je Oleg Serebrian.

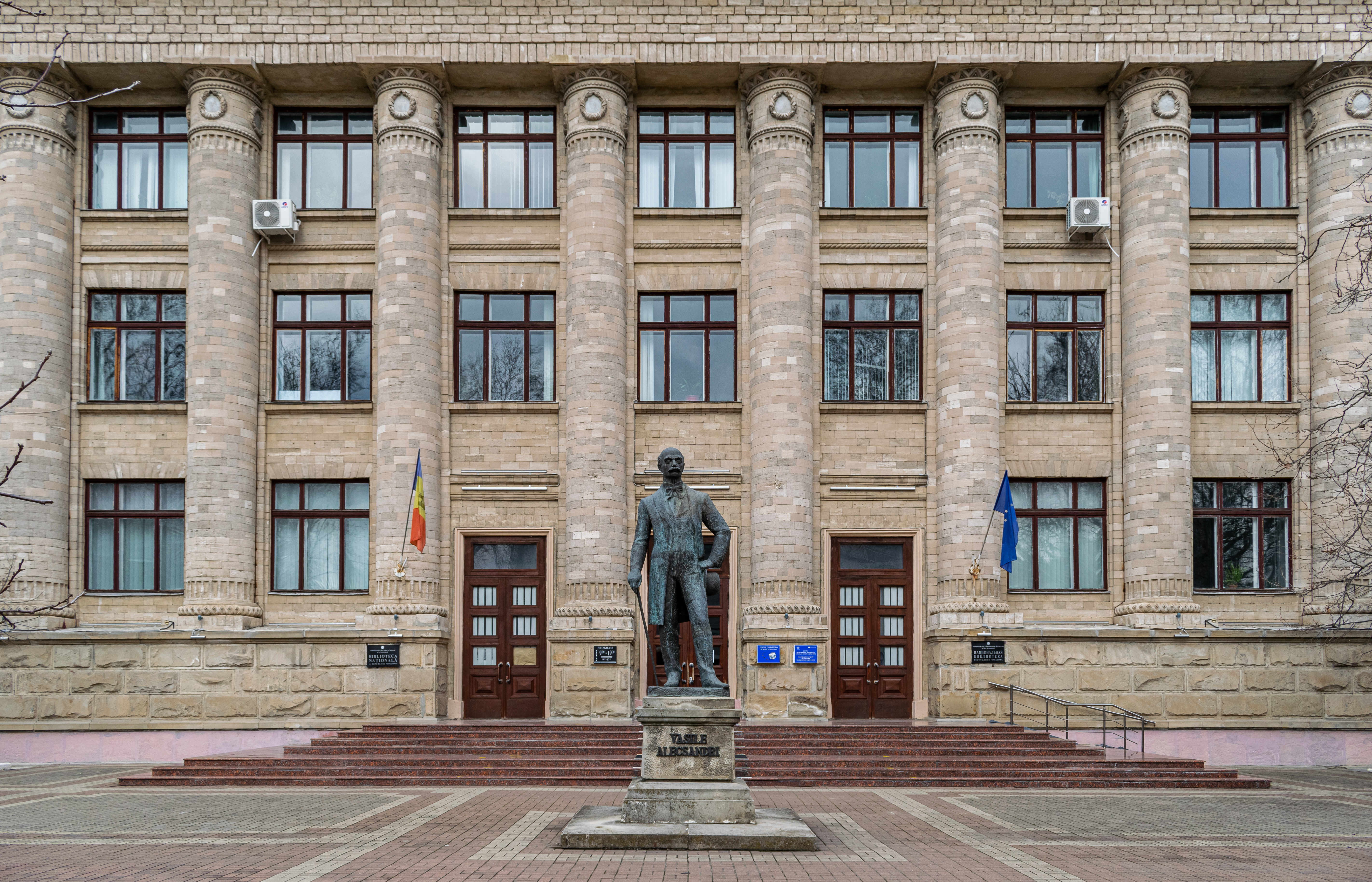
Národní knihovna

Nejvýznamnějším vědeckými institucemi v zemi jsou Národní knihovna Moldavska (Biblioteca Națională a Republicii Moldova) založená roku 1832, Moldavská státní univerzita v Kišiněvě (Universitatea de Stat din Moldova) a Moldavská akademie věd (Academia de Științe a Moldovei), obě posledně jmenované byly založeny roku 1946. Na Moldavské státní univerzitě studuje zhruba 20 000 studentů, mnoho Moldavců ale studuje také v Rumunsku, které v roce 2015 připravilo velkorysý projekt přijetí 5000 moldavských vysokoškolských studentů.

## Kultura
Kulturní tradice Moldavska je ovlivněna především rumunským původem většinového obyvatelstva, jehož kořeny sahají až do 2. století našeho letopočtu, do období římské kolonizace Dácie. Moldavsko, které se geograficky nachází na křižovatce latinské, slovanské a dalších kultur, obohatilo svou vlastní kulturu přejímáním a udržováním tradic sousedních regionů a dalších vlivných zdrojů. Nejpočetnější etnická skupina, která se ve 14. století začala široce identifikovat jako "moldavská", sehrála významnou roli při utváření klasické rumunské kultury. Kultura byla ovlivněna také byzantskou kulturou, sousedním uherským a slovanským obyvatelstvem a později osmanskými Turky. V 19. století převládal v moldavské literatuře a umění silný západoevropský vliv. V období 1812 až 1917 a 1944 až 1989 byli Moldavané ovlivněni také ruskou a sovětskou nadvládou a etnickou ruskou imigrací.

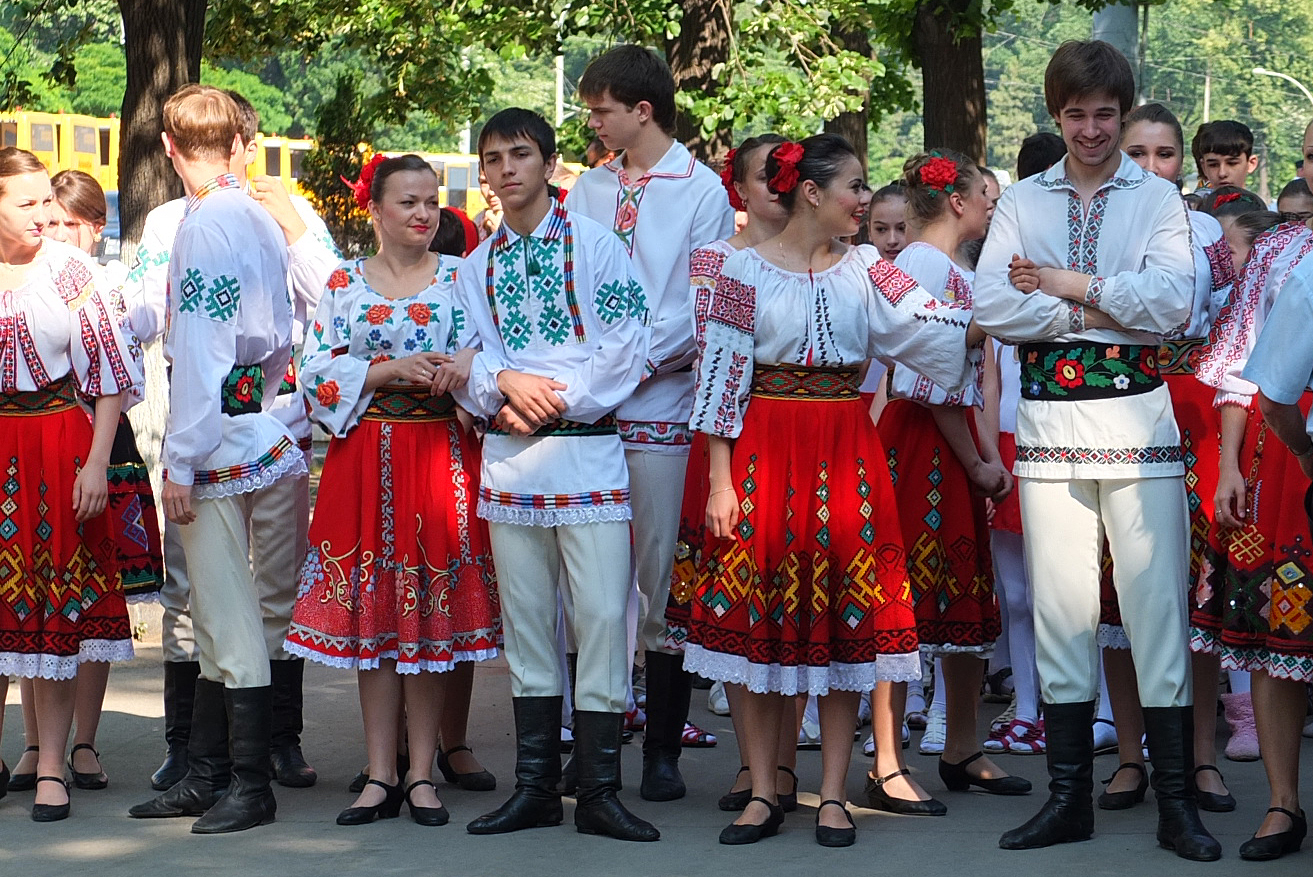
Moldavané v národních krojích v Kišiněvě

Kulturní dědictví země představují četnými kostely a kláštery, které nechal postavit moldavský panovník Štěpán III. Veliký v 15. století, díla pozdějších renesančních metropolitů Varlaama a Dosofteie a učenců, jako byli Grigore Ureche, Miron Costin, Nikolaj Gavrilovič Spafarij, Dimitrie Cantemir[f] a Ion Neculce. V 19. století se na formování moderní rumunské kultury významně podíleli Moldavané z území středověkého Moldavského knížectví, rozděleného na Besarábii, Bukovinu a Západní Moldávii (po roce 1859 Rumunsko). Patřila k nim řada Besarabů, například Alexandru Donici, Alexandru Hâjdeu, Bogdan Petriceicu Hasdeu, Constantin Stamati, Constantin Stamati-Ciurea, Costache Negruzzi, Alecu Russo a Constantin Stere.
Pozdně romantický básník Mihai Eminescu a spisovatel Ion Creangă jsou nejvlivnějšími rumunsky píšící umělci, kteří jsou považováni za národní spisovatele jak v Rumunsku, tak v Moldavsku.

### Svátky
Většina maloobchodních podniků má na Nový rok a Den nezávislosti zavřeno, ale o všech ostatních svátcích zůstává otevřeno. Vánoce se slaví buď 7. ledna, což je tradiční datum ve starokalendářních pravoslavných církvích, nebo 25. prosince, přičemž obě data jsou vyhlášena za státní svátky.
Na 1. března připadá obdarovávání mărțișor, což je tradice, kdy jsou ženy obdarovávány druhem talismanu, který se dává pro štěstí.

### Architektura a umění
V Moldavsku se narodil významný ruský architekt Alexej Ščusev. Byl klíčovým představitelem architektury stalinské éry, která je někdy nazývána stalinský imperiální styl či stalinský klasicismus. Jeho nejznámější stavbou je Leninovo mauzoleum v Moskvě. Na území Moldavska se nachází jedna památka zapsaná na seznam světového kulturního dědictví UNESCO. Jde o Struveho geodetický oblouk, jenž byl řetězcem triangulačních bodů vybudovaných napříč deseti státy, od norského Hammerfestu až k Černému moři. 2820 kilometrů dlouhý systém byl vybudován ruským astronomem Friedrichem Georgem Wilhelmem von Struve v letech 1816–1855. Moldavsko tento zápis sdílí s Běloruskem, Estonskem, Finskem, Lotyšskem, Litvou, Norskem, Ruskem, Švédskem a Ukrajinou.

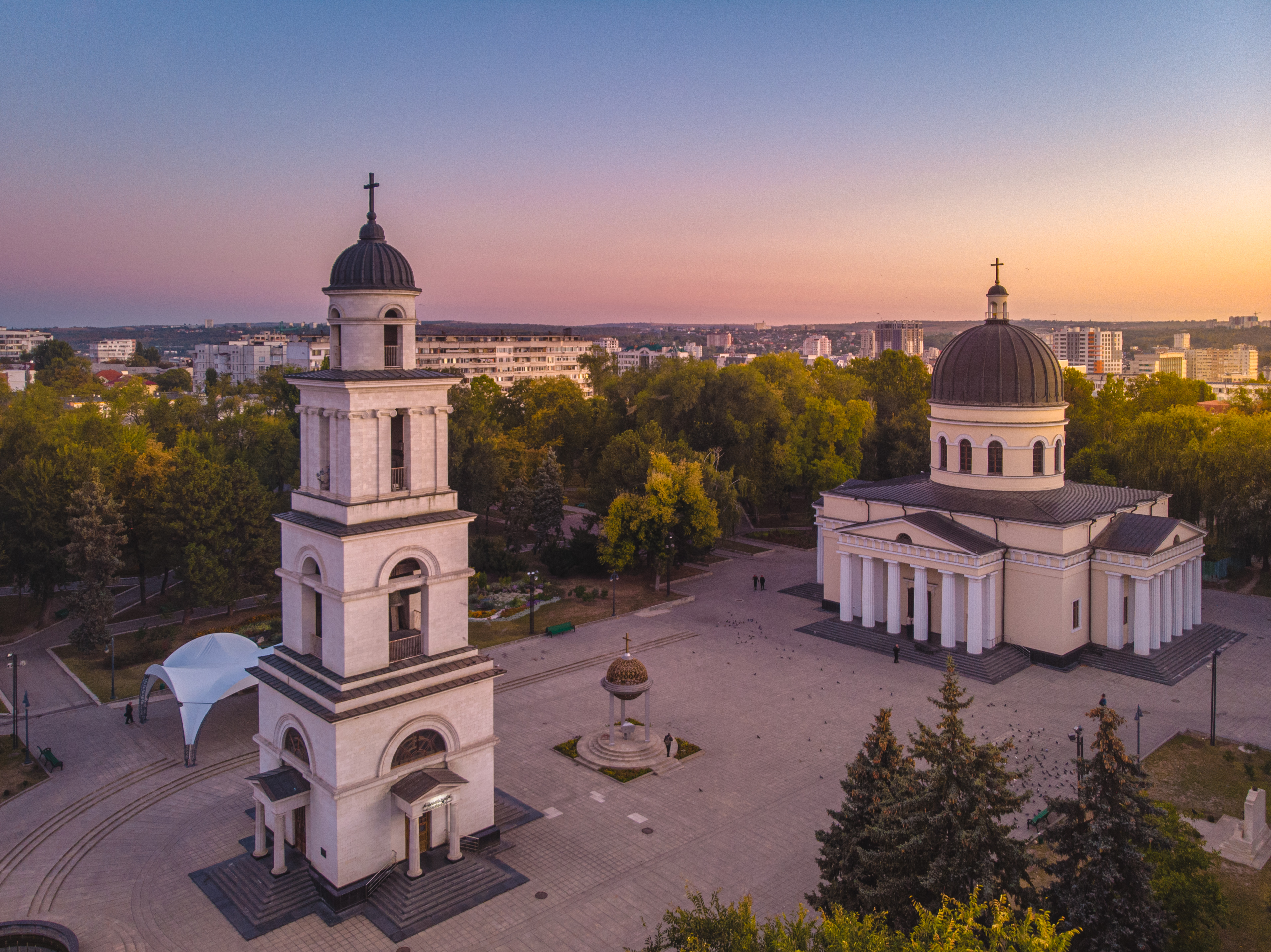
Katedrála Narození Páně

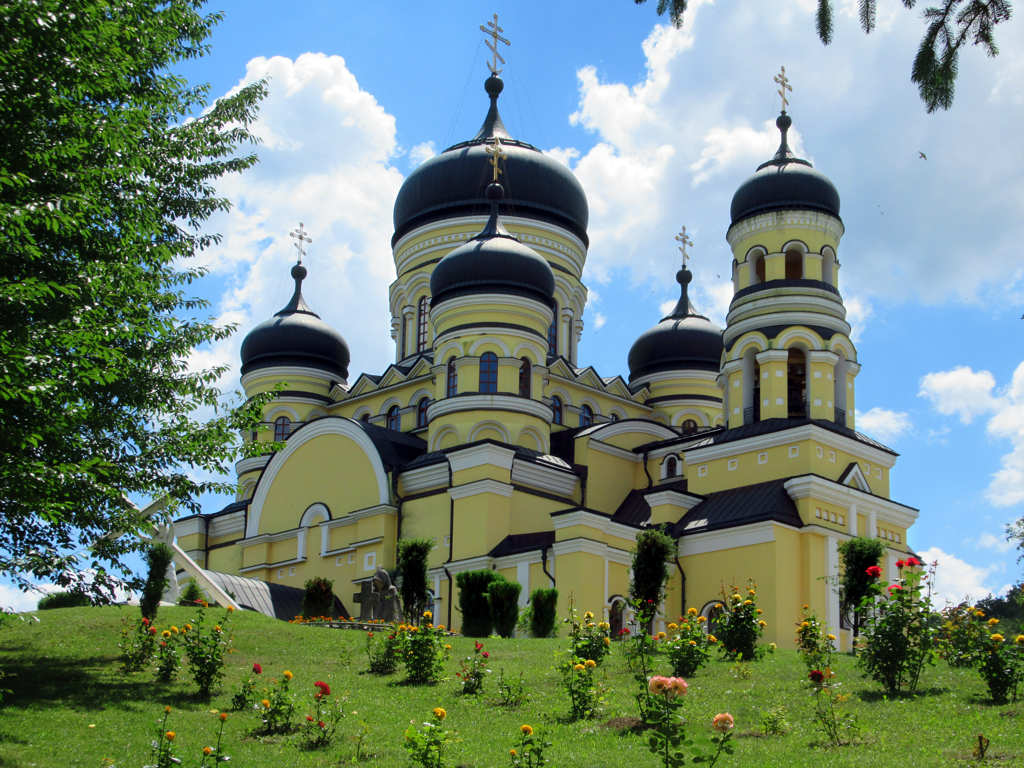
Klášter Hâncu

K dalším významným historickým a architektonickým památkám patří jeskynní klášter ve vesnici Țipova. Jde o největší ortodoxní klášter celé východní Evropy. Další důležitý klášter se nachází ve vesnici Cipriana, v něm sídlí moldavská pravoslavná církev. Pověstmi je opředen klášter Svaté Trojice v Saharna. Klášter Japca je jediným klášterem, který sovětská moc nikdy neuzavřela. Pozoruhodným dokladem střídání kultur a mísení vlivů na území Rumunska je město Orhei, v němž se dochovalo nejvíce historických budov, od muslimských mešit až po pravoslavné kláštery. Z novějších staveb se symbolem Moldavska stala Katedrála Narození Páně v Kišiněvě z 19. století nebo klášter Hâncu v Bursucu.

### Hudba

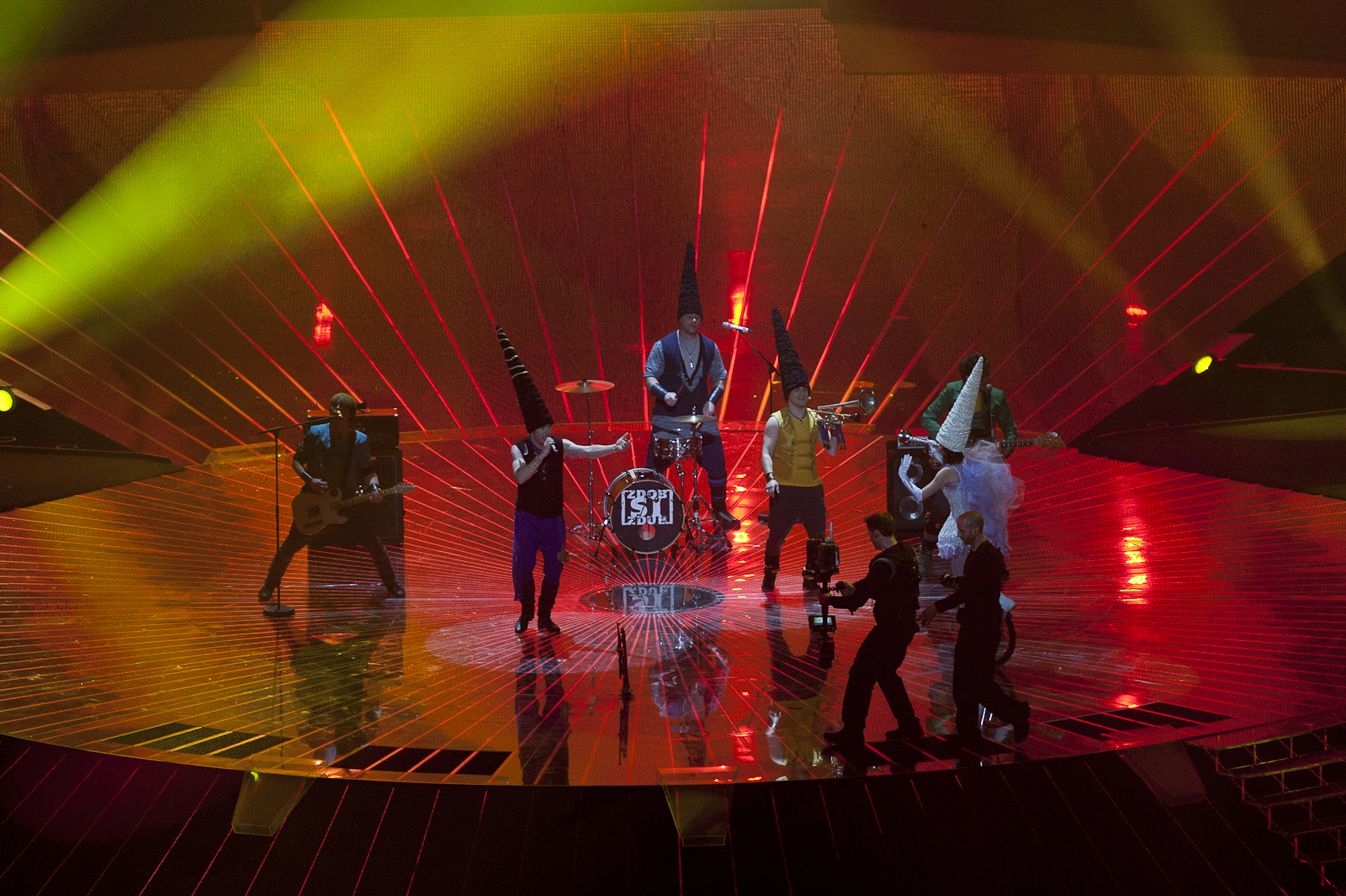
Zdob și Zdub vystupuje na soutěži Eurovision Song Contest 2011

Moldavským rodákem je také jeden z nejslavnějších klavíristů historie Anton Rubinstein. Pěvkyní milánské La Scaly se stala Maria Bieșu, meziválečnou operní hvězdou byla Maria Cebotari. Autorem hudby k zahajovacímu i závěrečnému ceremoniálu olympijských her v Moskvě roku 1980 byl Eugen Doga. Skladatelem vážné hudby byli i Gavriil Musicescu, Ștefan Neaga aAlexander Goldenweiser, známou houslistkou je Patricia Kopatchinskaja.
V populární hudbě se proslavila disco kapela O-Zone. V oblasti elektronické hudby se prosadil kišiněvský rodák Andrew Rayel. Dětskou pěveckou hvězdou je Cleopatra Stratanová. Další populární moldavskou skupinou je Zdob și Zdub, která zemi reprezentovala v soutěži Eurovision Song Contest v roce 2005 a skončila šestá, rovněž v roce 2021 s podobným výsledkem.
V roce 2007 reprezentovala zemi na pěvecké soutěži Eurovision Song Contest Natalia Barbuová se svou písní "Fight" a obsadila desáté místo, podobně se zúčastnilo v roce 2011, kdy skončila na 12. místě. Skupina SunStroke Project reprezentovala zemi v ročníku 2010 s písní "Run Away". Kapela se znovu objevila v ročníku 2017 s písní "Hey Mama", který získal třetí místo. V ročníku 2022 se do finále dostalo folkové duo Frații Advahov spolu s Zdob și Zdub.
V roce 2015 vzrostla popularita nového hudebního projektu s názvem Carla's Dreams v okolí Moldavska. V roce 2016 se Carla's Dreams s písní "Sub Pielea Mea" dostali na přední příčky hitparád v několika zemích Evropy. Píseň byla hojně vysílána a dostala se na první místo hitparád v Moldavsku i v Rusku. Skupina je stále aktivní a v roce 2017 vydala své poslední album. Tématem hudební skupiny jsou "Anonymous", protože vystupují s pomalovanými obličeji, mikinami a slunečními brýlemi. Identita členů skupiny je zatím neznámá.
Mezi nejvýznamnější moldavské hudebníky klasické hudby patří Maria Bieșu, jedna z předních světových sopranistek a operních pěvkyň; klavírista Mark Zeltser, vítěz Národní soutěže SSSR, soutěže Long-Thibaud-Crespin v Paříži a soutěže Busoni v italském Bolzanu.
V Moldavsku se narodil také raper Calin, který žije v České republice. Další významnou moldavskou emigrantkou do Česka je baletka Alina Nanu, která se stala nejmladší primabalerínou Národního divadla v Praze a je držitelkou dvou Cen Thálie.

### Média
Moldavská ústava zaručuje právo na svobodu projevu a právo na informace. Organizace Reportéři bez hranic zlepšila umístění Moldavska v žebříčku svobody tisku z 89. místa v roce 2020 na 28. místo v roce 2023, částečně díky vládním právním reformám, které novinářům usnadnily přístup k oficiálním informacím, nicméně upozornila, že "moldavská média jsou různorodá, ale extrémně polarizovaná, stejně jako samotná země, která je poznamenána politickou nestabilitou a nadměrným vlivem oligarchů". Moldavská média jsou rozdělena na proruské a prozápadní tábory a podle stranicko-politických linií, přičemž oligarchové a političtí představitelé silně ovlivňují jejich redakční postoje.
Nejoblíbenějším a nejdůvěryhodnějším médiem zůstává televize, na druhou stranu stále větší vliv mají online sociální média. Většina soukromých rozhlasových stanic přebírá produkci ruských a rumunských stanic. První veřejně financovaný národní rozhlasový vysílač, Radio Moldova, vysílá od roku 1939 z hlavního města Kišiněva. Rozhlasová stanice Svobodná Evropa je rovněž široce dostupná. Moldavským státním národním rozhlasovým a televizním vysílatelem je Teleradio-Moldova, které provozuje dva televizní kanály (Moldova 1 a Moldova 2) a dále tři rozhlasové stanice.
V červenci 2022 bylo v Moldavsku 3 miliony uživatelů internetu, což je přibližně 76 % obyvatel, digitální infrastruktura je dobře rozvinutá a území je z 98 % pokryto sítí 4G. V Moldavsku vychází řada deníků a týdeníků, mezi nejpopulárnější patří Timpul de dimineață a Moldova Suverană, ale tištěná média mají v Moldavsku celkově malou čtenost. Nezávislá média se snaží zajistit finanční udržitelnost vzhledem ke klesajícím příjmům z reklamy v důsledku inflace, hospodářské stagnace a nejistoty způsobené ruskou invazí na Ukrajinu.
V roce 2022 vláda odebrala vysílací licence šesti televizním stanicím za vysílání proruské propagandy a dezinformací o ruské invazi na Ukrajinu v rozporu s kodexem audiovizuálních služeb v zemi. Vláda uvedla, že tak učinila s cílem "zabránit riziku dezinformací nebo pokusů o manipulaci s veřejným míněním". Všech šest společností bylo buď vlastněno, nebo napojeno na Ilana Șhora, uprchlého proruského politika a podnikatele, který v roce 2019 utekl do Izraele poté, co byl odsouzen za podvody a praní špinavých peněz a v nepřítomnosti odsouzen k 15 letům vězení. V říjnu 2023 byly také zakázány televize Orizont, ITV, Prime, Publika TV, Canal 2 a Canal 3 za podkopávání místních voleb a také zablokována řada ruských médií, mezi něž patří zpravodajské agentury TASS a Interfax.
Moldavská kinematografie se rozvíjela v 60. letech 20. století za sovětské éry, kdy vznikl malý, ale vitální filmový průmysl. Po rozpadu Sovětského svazu a získání nezávislosti Moldavska se moldavský filmový průmysl ocitl v hospodářské stagnaci a chudobě. I přesto se některé filmy dočkaly mezinárodního úspěchu. Asi nejznámějšími jsou Šumaři (rumunsky Lăutarii, 1972), který napsal a režíroval moldavský filmař Emil Loteanu, a Svatba v Besarábii (2009), která vznikla v koprodukci Rumunska, Moldavska a Lucemburska. Loteanu v roce 1975 natočil i další slavný film Cikáni jdou do nebe (Tabor uchodit v nebo). Tento film proslavil i moldavskou herečku Svetlanu Tomu. Kišiněvským rodákem je americký režisér Lewis Milestone, držitel dvou Oscarů za nejlepší režii.
V posledních letech si moldavská kinematografie získala větší mezinárodní pozornost. Film Carbon (2022) režiséra Iona Borşe získal pozitivní ohlasy časopisů, jako je Variety, a získal Cenu diváků na Mezinárodním filmovém festivalu Transilvania, na 37. ročníku Mezinárodního filmového festivalu ve Fribourgu bylo Moldavsko uvedeno v sekci "Nové území", která oslavuje málo známé kultury filmové tvorby. V červenci 2022 oznámil Rozvojový program OSN, že pomocí nejmodernějšího vybavení převede více než 1 600 filmů z archivu Moldova-Film pro zachování potomků a kultury. Spojené státy americké pomohly tím, že v roce 2021 vybavily digitalizační laboratoř pro restaurování a uchování archivních hraných a dokumentárních filmů, které představují důležitou součást historického, kulturního a uměleckého dědictví Moldavska, a mnoho filmů bylo odvysíláno ve státní televizi s rumunskými titulky.

### Kuchyně
Úrodná černozem poskytuje hojnost vinné révy, ovoce, zeleniny, obilovin, masa a mléčných výrobků, které našly své uplatnění v národní kuchyni. Moldavská kuchyně je podobná sousednímu Rumunsku, Ukrajině a Polsku a regiony mají mnoho společných tradičních jídel, často s regionálními obměnami. Moldavská kuchyně byla v minulosti ovlivněna zejména prvky ruské, turecké a ukrajinské kuchyně. Mezi hlavní jídla často patří hovězí a vepřové maso, brambory, zelí a různé obiloviny. Oblíbenými alkoholickými nápoji jsou moldavská pálenka divin, pivo a víno, které je v zemi známé svou vysokou kvalitou.

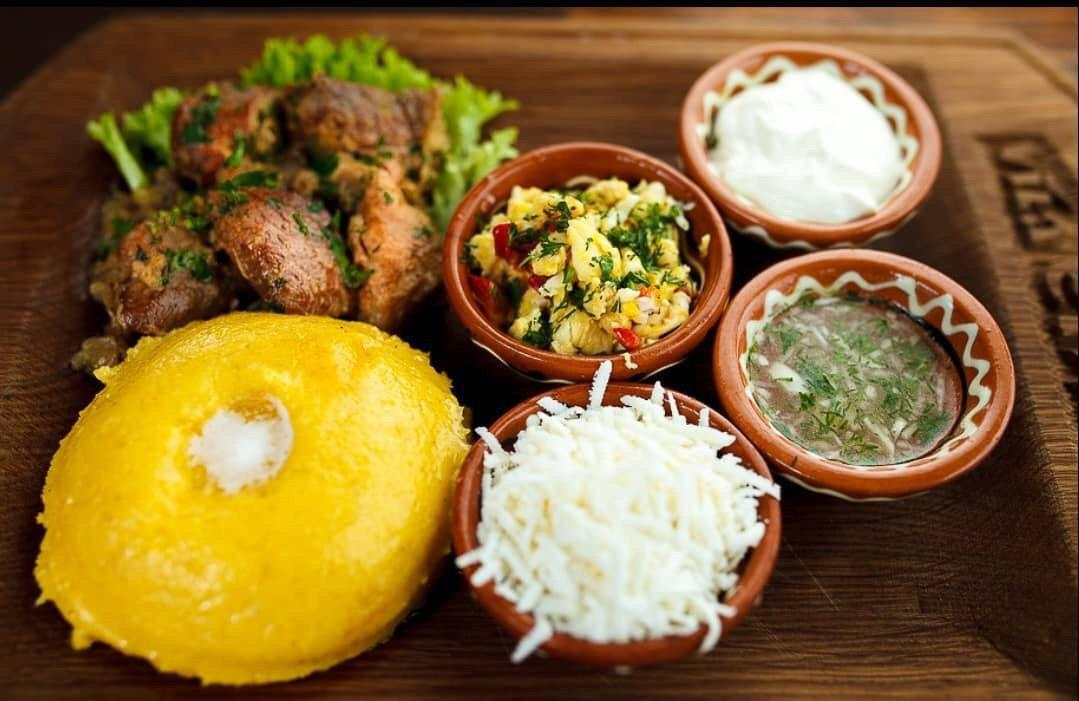
Mămăligă

Existuje několik tradičních moldavských jídel. Plačinta je plněné a smažené pečivo s náplní, jako je měkký sýr (často Urdă), zelí, brambory, jablka, višně a další, buď sladké, nebo slané. Sarmale je typické moldavské jídlo, které se obvykle skládá ze zelných listů plněných rýží, paprikou, mrkví, masem a zapečených v oleji. Regionální varianty lze nalézt i v dalších bývalých částech Osmanské říše. Mămăligă je dalším základním jídlem, druhem kaše ze žluté kukuřičné mouky, která je oblíbená i v jiných zemích, ale často se jmenuje polenta a která se často podává s ovčím sýrem a zakysanou smetanou. Plachyndy je druh plochého chleba, často připravovaného z kefíru nebo podmáslí, obaleného do bylinek a smaženého na oleji. Zeamă je řídká kuřecí polévka, obvykle se skládá z domácího kuřecího vývaru, který se připravuje z menšího celého kuřete, vody, tenkých domácích vaječných nudlí (tăiței de casă) a různé jemně nakrájené zeleniny a bylinek. Brynza je měkký ovčí/kozí sýr s drobivou strukturou a pikantní chutí, který se vyrábí a je oblíbený hlavně na Slovensku, v Rumunsku a Moldavsku a často se používá do salátů, koláčů a knedlíků.
Boršč, kyselá východoevropská polévka z červené řepy a zeleniny, je také oblíbený a běžně se podává v Moldavsku. Stejně jako v jiných částech regionu jsou další tradiční pochoutkou pirohy (v Moldavsku známé jako chiroște), které se v Moldavsku často plní měkkým sýrem. Těsto se připravuje z pšeničné mouky a vaří se v osolené vodě, smaží se na pánvi na oleji nebo se pečou v troubě. Ruského původu Medovik (v Moldavsku se mu říká tort smetanik) je oblíbený vrstvený dort s medem a smetanou (zakysanou smetanou) nebo kondenzovaným mlékem.
Celková evidovaná spotřeba alkoholických nápojů u dospělých je přibližně rovnoměrně rozdělena mezi lihoviny, pivo a víno. Pozoruhodné je, že Moldavsko patří k zemím s nejvyšší spotřebou alkoholu na obyvatele na světě – v roce 2016 se zde vypilo 15,2 litru čistého alkoholu (nejvíce na světě), což se v posledních letech poněkud snížilo, ale stále to představuje vážný zdravotní problém.

### Sport

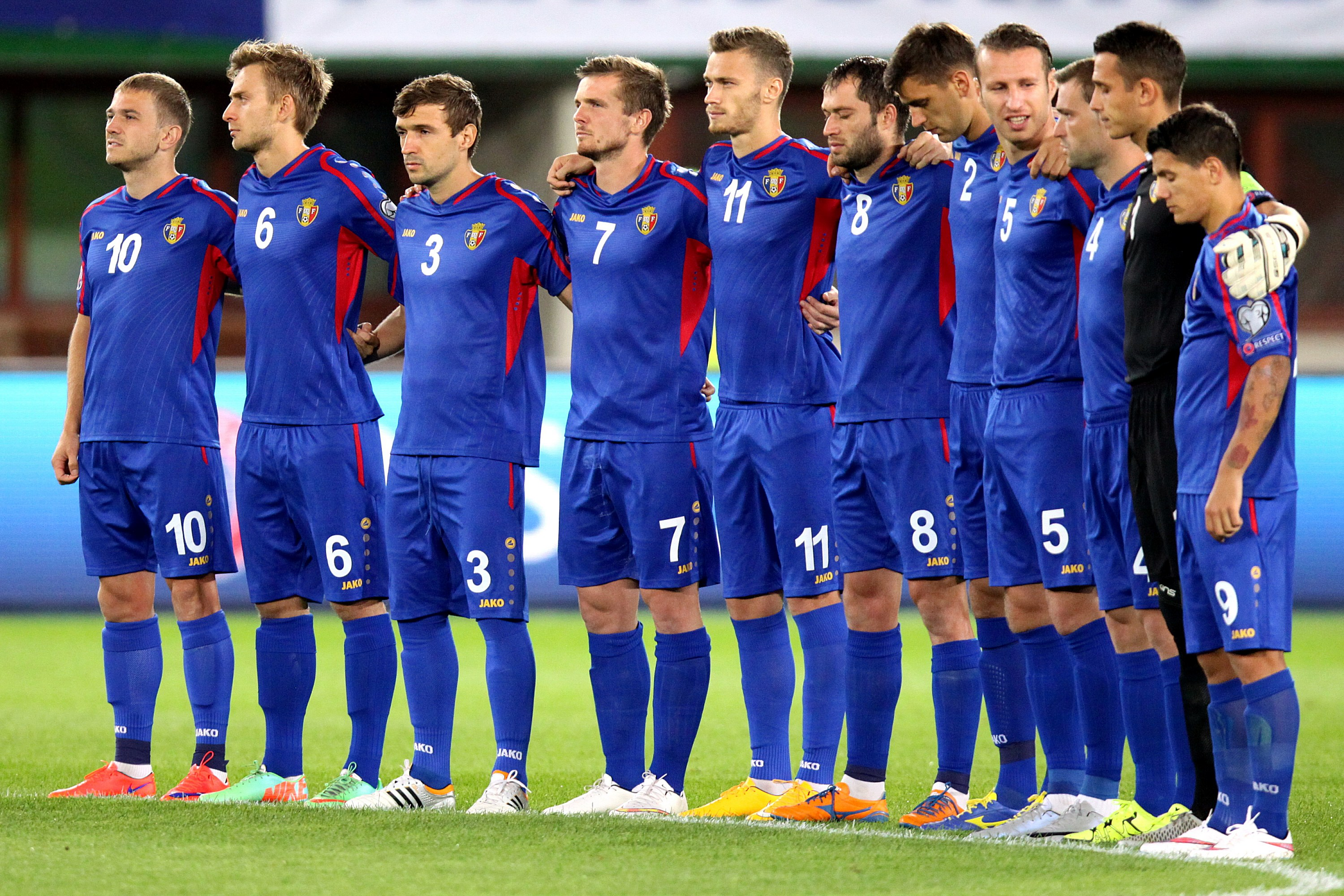
Moldavská mužská fotbalová reprezentace v roce 2015

Nejpopulárnějším kolektivním sportem v Moldavsku je fotbal. Řídícím orgánem je Moldavská fotbalová federace, která je součástí UEFA. Moldavská mužská fotbalová reprezentace odehrála svůj první zápas v roce 1994, ale nikdy se nekvalifikovala na mistrovství Evropy. Nejúspěšnějším fotbalovým klubem je FC Šeriff Tiraspol, první a jediný moldavský klub, který se kvalifikoval do skupinové fáze Ligy mistrů (v roce 2021) a Evropské ligy. Mezi další vítěze moldavské národní divize patří Zimbru Kišiněv, Dacia Kišiněv, FC Tiraspol a Milsami Orhei.
Moldavští sportovci získali evropské medaile v atletice, biatlonu, fotbale a gymnastice, světové medaile v lukostřelbě, judu, plavání a taekwondu a olympijské medaile v boxu, kanoistice, střelbě, vzpírání a zápase. Samostatné Moldavsko se na olympijských hrách prvně představilo na Zimním olympijských hrách v roce 1994 v Lillehameru. Následně v Atlantě v roce 1996, kde získalo dvě medaile. Dvojice kanoistů Nicolae Juravschi a Viktor Reneysky vybojovala stříbro (jinak má na svém kontě dvě zlata ze sovětské éry) a zápasník Sergej Murejko přivezl bronz. Za čtyři roky na olympiádě v Sydney Moldavané tuto bilanci zopakovali, když stříbrnou medaili získal střelec Oleg Moldovan a bronzovou boxer Vitalie Grușac. Další medaili, z olympijských her v Pekingu, přivezl opět boxer, Veaceslav Gojan, a byl to znovu bronz. Gojan je i mistrem Evropy z roku 2011. Také na hrách v Tokiu konaných roku 2021 Moldavané rozšířili svou medailovou sbírku, a to díky bronzu kanoisty Sergheie Tarnovschiho. Ještě před vznikem samostatného Moldavska vybojoval olympijské zlato vzpěrač Tudor Casapu.

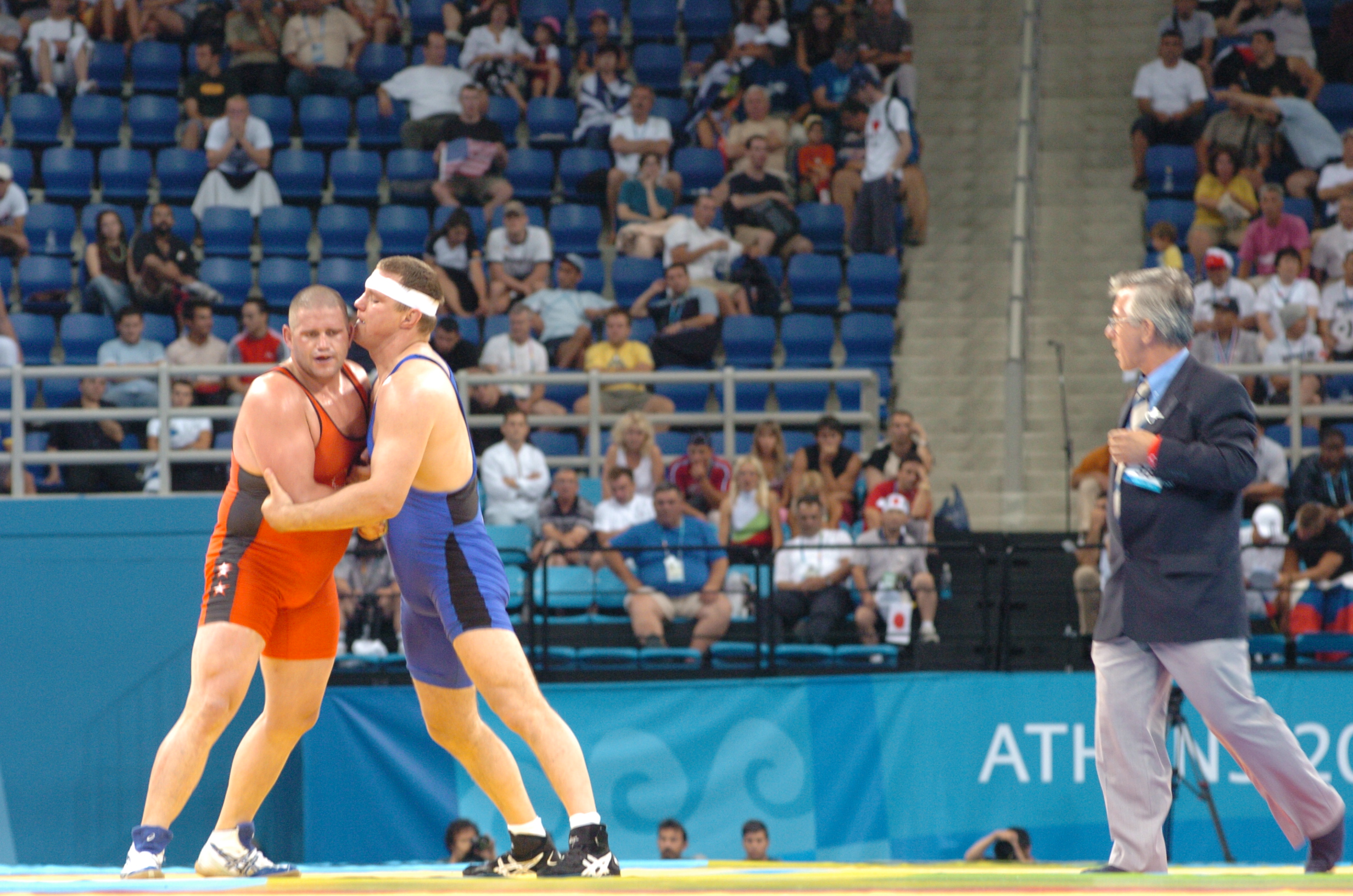
Sergej Murejko (v modrém) na olympiádě v Athénách roku 2004

Lukostřelkyně Natalia Valeeva je mistryní světa, roku 1995 tento titul získala pro samostatné Moldavsko, další tři tituly už ovšem pro Itálii, kam odešla. Má i dva bronzy z olympijských her v Barceloně 1992, kde Moldavané startovali ještě za tzv. Sjednocený tým zemí právě rozpadlého Sovětského svazu. Také zápasník Lukman Džabrajilov má titul mistra světa, který získal v roce 1994 na istanbulském šampionátu. Jeho kolega Ghenadie Tulbea je dvojnásobným mistrem Evropy (2001, 2005). Zápas má v Moldavsku velkou tradici, lidovou verzí zápasu v Moldavsku je trânta. Také další bojový sport, judo, má v Moldavsku slušnou základnu, Viktor Floresku kupříkladu bral stříbro z mistrovství světa v roce 1997. Taekwondista Stepan Dimitrov je mistrem Evropy z roku 2014. Moldavsko jistý čas reprezentoval i cyklista Andrei Tchmil, později byl jmenován i moldavským ministrem sportu.
Dalším sportem, v němž dosáhli Moldavané již řadu úspěchů, je vzpírání, Oleg Sîrghi je trojnásobným mistrem Evropy (2011, 2013, 2015). Titul evropských vzpěračských šampionů mají rovněž Igor Bour (2007), Anatolie Cîrîcu (2012) a Cristina Iovu (2012), jež druhý titul (2016) získala již za Rumunsko.
V roce 2021 se moldavský fotbalový klub FC Šeriff Tiraspol probojoval jako první zástupce své země do základní skupiny Ligy mistrů UEFA, když v závěrečném předkole překvapivě přehrál Dinamo Záhřeb. Jeho zázemí v neuznaném Podněstří však budí rozpaky. Moldavská fotbalová reprezentace na svůj velký úspěch teprve čeká. Jejím domácím stánkem je stadion Zimbru v Kišiněvě, kde jinak hraje hlavně klub Zimbru Kišiněv.
Lukostřelkyně Natalia Valeeva je mistryní světa, roku 1995 tento titul získala pro samostatné Moldavsko, další tři tituly už ovšem pro Itálii, kam odešla. Má i dva bronzy z olympijských her v Barceloně 1992, kde Moldavané startovali ještě za tzv. Sjednocený tým zemí právě rozpadlého Sovětského svazu. Také zápasník Lukman Džabrajilov má titul mistra světa, který získal v roce 1994 na istanbulském šampionátu. Jeho kolega Ghenadie Tulbea je dvojnásobným mistrem Evropy (2001, 2005). Zápas má v Moldavsku velkou tradici, lidovou verzí zápasu v Moldavsku je trânta. Také další bojový sport, judo, má v Moldavsku slušnou základnu, Viktor Floresku kupříkladu bral stříbro z mistrovství světa v roce 1997. Taekwondista Stepan Dimitrov je mistrem Evropy z roku 2014. Moldavsko jistý čas reprezentoval i cyklista Andrei Tchmil, později byl jmenován i moldavským ministrem sportu.
Zimní sporty nemají v Moldavsku velké zázemí, ale naturalizovaná Natalija Levčenková pro něj v roce 2008 vybojovala titul mistryně Evropy v biatlonu, ve vytrvalostním závodě.